# Liste bayerischer Personenwagen
Diese Liste behandelt die bayerischen Personenwagen, sowohl der Königlich Bayerischen Staatseisenbahnen als auch der Gruppenverwaltung Bayern der Deutschen Reichsbahn (DRG) im Zeitraum von 1844 bis 1930. In dieser Aufstellung werden auch diejenigen Wagen berücksichtigt, welche ursprünglich für die Pfälzische Eisenbahnen bzw. die B.O.B. beschafft wurden und mit dem Aufgehen in die K.B.E. in deren Wagenpark übernommen wurden.
Grundlage für die Liste bilden diverse Wagenverzeichnisse der K.Bay.Sts.B. - siehe Auflistung im Literaturnachweis - sowie das Skizzenheft für Personen- und Gepäckwagen der DRG von 1930. Die Gliederung entspricht dabei der der Wagenverzeichnisse.

## Hauptbahn

### Königliche Wagenzüge

#### Königlicher Wagenzug von 1847
Dieser Wagenzug bestand ursprünglich aus vier dreiachsigen Wagen, welche noch gemäß der damaligen Wagenbautradition als Coupee-Wagen mit einem Betard Abteil an einem Wagenende gebaut wurden. Während des Umbaus in den Jahren 1861 bis 1863 wurden die Wagen in Zweiachser umgebaut und erhielten „Intercommunikation“ – d. h. die Möglichkeit des Übergangs von einem zum anderen Wagen mittels offener Übergangsbühnen, die durch Geländer sowie Ketten zwischen den Wagen gesichert waren.
| Königlicher Wagenzug (älterer Zug) mit hölzernem Untergestell | Königlicher Wagenzug (älterer Zug) mit hölzernem Untergestell | Königlicher Wagenzug (älterer Zug) mit hölzernem Untergestell | Königlicher Wagenzug (älterer Zug) mit hölzernem Untergestell | Königlicher Wagenzug (älterer Zug) mit hölzernem Untergestell | Königlicher Wagenzug (älterer Zug) mit hölzernem Untergestell | Königlicher Wagenzug (älterer Zug) mit hölzernem Untergestell | Königlicher Wagenzug (älterer Zug) mit hölzernem Untergestell | Königlicher Wagenzug (älterer Zug) mit hölzernem Untergestell | Königlicher Wagenzug (älterer Zug) mit hölzernem Untergestell | Königlicher Wagenzug (älterer Zug) mit hölzernem Untergestell | Königlicher Wagenzug (älterer Zug) mit hölzernem Untergestell | Königlicher Wagenzug (älterer Zug) mit hölzernem Untergestell |
| Gattung                                                       | Hersteller                                                    | Anz.                                                          | Baujahre                                                      | Wagen-Nr. bis 1875                                            | Wagen-Nr. bis 1893                                            | Wagen-Nr. bis 1920                                            | Anz. Achsen                                                   | Abteile je klasse                                             | Aborte                                                        | L. ü. P [mm]                                                  | Achsstand (Drehgestell) [mm]                                  | Bemerkungen |
| ------------------------------------------------------------- | ------------------------------------------------------------- | ------------------------------------------------------------- | ------------------------------------------------------------- | ------------------------------------------------------------- | ------------------------------------------------------------- | ------------------------------------------------------------- | ------------------------------------------------------------- | ------------------------------------------------------------- | ------------------------------------------------------------- | ------------------------------------------------------------- | ------------------------------------------------------------- | --- |
| Sal                                                           | KWBA Nürnberg                                                 | 1                                                             | 1847                                                          | 338                                                           | 1                                                             | 40                                                            | 2                                                             | 2                                                             |                                                               | 7.224                                                         | 3.650                                                         | Salonwagen des ersten Königszuges, wurde 1893/94 zusammen mit Wagen 346 zum Salonwagenpärchen mit Faltenbalg Übergang umgebaut, 1895 erfolgte ein weiterer Umbau zu einem dreiachser mit der gleichen Nummer (40)           |
| Sal                                                           | KWBA Nürnberg                                                 | 1                                                             | 1847                                                          | 339                                                           |                                                               |                                                               | 3                                                             | 2                                                             |                                                               | 7.114                                                         | 3.800 1.900                                                   | Salonwagen des ersten Königszuges, wurde 1851 zu einem normalen Salonwagen umgebaut. An seine Stelle trat der gleichartige, neugebaute Wagen Nr. 1254                                                                       |
| Sal                                                           | KWBA Nürnberg                                                 | 1                                                             | 1847                                                          | 346                                                           | 2                                                             | 41                                                            | 2                                                             | 2                                                             | 1                                                             | 7.224                                                         | 3.650                                                         | Salon Liegewagen mit Retirade und Waschraum, wurde 1893/94 zusammen mit Wagen 338 zum Salonwagenpärchen mit Faltenbalg-Übergang umgebaut, 1895 erfolgte ein weiterer Umbau zu einem dreiachser mit der gleichen Nummer (40) |
| Sal                                                           | KWBA Nürnberg                                                 | 1                                                             | 1847                                                          | 347                                                           | 4                                                             | 43                                                            | 2                                                             |                                                               |                                                               |                                                               |                                                               | Salonwagen |

#### Königlicher Wagenzug von 1860
Die Auflistung der Wagen erfolgt in der Reihung wie in einer Zeichnung des Verkehrsarchivs in Nürnberg dargestellt. Dass der Königszug auch tatsächlich in dieser Reihung verkehrte, ist in einer Photographie aus dem Bahnhof in Prien anlässlich des Staatsbesuchs des Schahs von Persien im August 1889 nachgewiesen. König Ludwig II. unternahm ein einziges Mal mit diesem Zug eine Bereisung seines Königreiches, und zwar vom 10. November bis 10. Dezember 1866 nach dem deutsch-deutschen Krieg. Er besuchte dabei die vom Krieg heimgesuchten Provinzen Oberfranken, Mittelfranken und Unterfranken. Die Route führte von München über Bayreuth, Hof und Bamberg nach Aschaffenburg. Nach einem Besuch beim Großherzoglichen Hof in Darmstadt ging es dann über Würzburg und Nürnberg zurück nach München. Erst um 1870 erfolgte die noch heute von den Museumswagen her bekannte prunkvolle Gestaltung der äußeren Erscheinung und der Innenausstattung nach den genauen Vorgaben des Königs.
| Königlicher Wagenzug (neuerer Zug) mit teilweise eisernem Untergestell | Königlicher Wagenzug (neuerer Zug) mit teilweise eisernem Untergestell | Königlicher Wagenzug (neuerer Zug) mit teilweise eisernem Untergestell | Königlicher Wagenzug (neuerer Zug) mit teilweise eisernem Untergestell | Königlicher Wagenzug (neuerer Zug) mit teilweise eisernem Untergestell | Königlicher Wagenzug (neuerer Zug) mit teilweise eisernem Untergestell | Königlicher Wagenzug (neuerer Zug) mit teilweise eisernem Untergestell | Königlicher Wagenzug (neuerer Zug) mit teilweise eisernem Untergestell | Königlicher Wagenzug (neuerer Zug) mit teilweise eisernem Untergestell | Königlicher Wagenzug (neuerer Zug) mit teilweise eisernem Untergestell | Königlicher Wagenzug (neuerer Zug) mit teilweise eisernem Untergestell | Königlicher Wagenzug (neuerer Zug) mit teilweise eisernem Untergestell | Königlicher Wagenzug (neuerer Zug) mit teilweise eisernem Untergestell | Königlicher Wagenzug (neuerer Zug) mit teilweise eisernem Untergestell | Königlicher Wagenzug (neuerer Zug) mit teilweise eisernem Untergestell                                                                |
| Blatt- Nr. (1897)                                                      | Blatt- Nr. (1913)                                                      | Gattung                                                                | Hersteller                                                             | Anz.                                                                   | Baujahre                                                               | Wagen-Nr. bis 1875                                                     | Wagen-Nr. bis 1893                                                     | Wagen-Nr. bis 1920                                                     | Anz. Achsen                                                            | Abteile je klasse                                                      | Aborte                                                                 | L. ü. P [mm]                                                           | Achsstand (Drehgestell) [mm]                                           | Bemerkungen |
| ---------------------------------------------------------------------- | ---------------------------------------------------------------------- | ---------------------------------------------------------------------- | ---------------------------------------------------------------------- | ---------------------------------------------------------------------- | ---------------------------------------------------------------------- | ---------------------------------------------------------------------- | ---------------------------------------------------------------------- | ---------------------------------------------------------------------- | ---------------------------------------------------------------------- | ---------------------------------------------------------------------- | ---------------------------------------------------------------------- | ---------------------------------------------------------------------- | ---------------------------------------------------------------------- | --- |
| 6                                                                      | 1                                                                      | Gepäck                                                                 | Klett & Comp                                                           | 1                                                                      | 1860                                                                   | 4558                                                                   | 8                                                                      | 6                                                                      | 2                                                                      | 2                                                                      | 1                                                                      | 8.500                                                                  | 4.000                                                                  | Gepäckwagen des Königszuges, hochgesetztes Bremserhaus, einseitig offene Übergangsbühne, 1891/92 umgebaut zum Dreiachser              |
| 3                                                                      | 3                                                                      | Gefolge                                                                | Klett & Comp                                                           | 1                                                                      | 1860                                                                   | 4557                                                                   | 7                                                                      | 3                                                                      | 2                                                                      | 2                                                                      | 1                                                                      | 8.500                                                                  | 4.000                                                                  | Gefolgewagen des Königszuges, Handspindelbremse, offene Übergangsbühnen, 1891/92 umgebaut zum Dreiachser                              |
| 2                                                                      | 2                                                                      | Sal(Terrasse)                                                          | Klett & Comp                                                           | 1                                                                      | 1865                                                                   | 7348                                                                   | 10                                                                     | 2                                                                      | 2                                                                      | 1                                                                      |                                                                        | 8.500                                                                  | 4.000                                                                  | Terrassenwagen (Glaswagen) des Königszuges, ohne Bremseinrichtung, offene Übergangsbühnen, 1891 umgebaut                              |
| 1                                                                      | 1                                                                      | Sal A                                                                  | Klett & Comp                                                           | 1                                                                      | 1860                                                                   | 4555                                                                   | 5                                                                      | 1                                                                      | 4                                                                      | 3                                                                      | 1                                                                      | 14.024                                                                 | 6.900 2.200                                                            | Königswagen, ohne Bremseinrichtung, offene Übergangsbühnen, ursprünglich mit Lenkachsen, 1891 umgebaut zum Drehgestellwagen           |
| 4                                                                      | 4                                                                      | Gefolge                                                                | Klett & Comp                                                           | 1                                                                      | 1860                                                                   | 4557                                                                   | 7                                                                      | 3                                                                      | 2                                                                      | 2                                                                      | 1                                                                      | 8.500                                                                  | 4.000                                                                  | Wagen für Gefolge und den Reisecommisär des Königszuges, mit Bremseinrichtung, offene Übergangsbühne, 1891/92 umgebaut zum Dreiachser |
| 5                                                                      | 5                                                                      | Gefolge                                                                | Klett & Comp                                                           | 1                                                                      | 1860                                                                   | 4559                                                                   | 9                                                                      | 5                                                                      | 2                                                                      | 2                                                                      |                                                                        | 8.500                                                                  | 400                                                                    | Gefolge- und Heizwagen des Königszuges, hochgesetztes Bremserhaus, einseitig offene Übergangsbühne, 1891/92 umgebaut zum Dreiachser   |

#### Königlicher Wagenzug für „Incognito Reisen“
König Ludwig II. nutzte vor allem für seine Auslandsreisen diesen aus insgesamt drei Wagen bestehenden Zug, in welchem er häufig inkognito unter dem Pseudonym „Graf Berg“ reiste. Im Gegensatz zu den offiziellen Wagen des Königszugs waren diese in der Standardfarbe der bayerischen Personenwagen lackiert (grün). Alle drei Wagen wurden 1886 dem Hofwagenpark zugeordnet und ab 1892 dem Salonwagenpark für den allgemeinen Verkehr. Die technische Ausstattung der Wagen erlaubte auch den Übergang auf fremde Bahnverwaltungen, so auch nach Frankreich und der Schweiz.
| „geheimer“ königlicher Wagenzug mit eisernen Untergestellen | „geheimer“ königlicher Wagenzug mit eisernen Untergestellen | „geheimer“ königlicher Wagenzug mit eisernen Untergestellen | „geheimer“ königlicher Wagenzug mit eisernen Untergestellen | „geheimer“ königlicher Wagenzug mit eisernen Untergestellen | „geheimer“ königlicher Wagenzug mit eisernen Untergestellen | „geheimer“ königlicher Wagenzug mit eisernen Untergestellen | „geheimer“ königlicher Wagenzug mit eisernen Untergestellen | „geheimer“ königlicher Wagenzug mit eisernen Untergestellen | „geheimer“ königlicher Wagenzug mit eisernen Untergestellen | „geheimer“ königlicher Wagenzug mit eisernen Untergestellen | „geheimer“ königlicher Wagenzug mit eisernen Untergestellen | „geheimer“ königlicher Wagenzug mit eisernen Untergestellen | „geheimer“ königlicher Wagenzug mit eisernen Untergestellen | „geheimer“ königlicher Wagenzug mit eisernen Untergestellen                                                                                   |
| Blatt- Nr. (1897)                                           | Blatt- Nr. (1913)                                           | Gattung                                                     | Hersteller                                                  | Anz.                                                        | Baujahre                                                    | Wagen-Nr. bis 1875                                          | Wagen-Nr. bis 1893                                          | Wagen-Nr. bis 1920                                          | Anz. Achsen                                                 | Abteile je klasse                                           | Aborte                                                      | L. ü. P [mm]                                                | Achsstand (Drehgestell) [mm]                                | Bemerkungen |
| ----------------------------------------------------------- | ----------------------------------------------------------- | ----------------------------------------------------------- | ----------------------------------------------------------- | ----------------------------------------------------------- | ----------------------------------------------------------- | ----------------------------------------------------------- | ----------------------------------------------------------- | ----------------------------------------------------------- | ----------------------------------------------------------- | ----------------------------------------------------------- | ----------------------------------------------------------- | ----------------------------------------------------------- | ----------------------------------------------------------- | --- |
| 17                                                          | 19                                                          | Gefolge                                                     | Rathgeber                                                   | 1                                                           | 1876                                                        | 19041                                                       | 35                                                          | 6                                                           | 2                                                           | 2                                                           | 1                                                           | 7.407                                                       | 3.850                                                       | Salonwagen für das Gefolge, mit Bremseinrichtung ausgestattet                                                                                 |
| 16                                                          |                                                             | Königswagen                                                 | Klett                                                       | 1                                                           | 1862                                                        | 5596                                                        | 33                                                          |                                                             | 2                                                           | 2                                                           | 1                                                           | 8.500                                                       | 4.000                                                       | Salonwagen des Königs, bisher Dienstwagen der Generaldirektion, offene Übergangseinrichtungen, mit Bremseinrichtung ausgestattet              |
| 7                                                           |                                                             | Gefolge                                                     | Rathgeber                                                   | 1                                                           | 1876                                                        | 19040                                                       | 16                                                          |                                                             | 2                                                           | 3                                                           | 1                                                           | 8.854                                                       | 4.000                                                       | Gefolge- und Servicewagen, Küche mit Oberlichtaufbau über dem Küchenbereich, mit Bremseinrichtung ausgestattet, offene Übergangseinrichtungen |

#### Königlicher Wagenzug ab 1890
| Königlicher Wagenzug ab 1890                       | Königlicher Wagenzug ab 1890 | Königlicher Wagenzug ab 1890 | Königlicher Wagenzug ab 1890 | Königlicher Wagenzug ab 1890 | Königlicher Wagenzug ab 1890 | Königlicher Wagenzug ab 1890 | Königlicher Wagenzug ab 1890 | Königlicher Wagenzug ab 1890 | Königlicher Wagenzug ab 1890 | Königlicher Wagenzug ab 1890 | Königlicher Wagenzug ab 1890 | Königlicher Wagenzug ab 1890 | Königlicher Wagenzug ab 1890 |
| Blatt- Nr. (1897)                                  | Blatt- Nr. (1913)            | Gattung 1893                 | Wagen-Nr. (K.B.Sts.B.)       | Her- steller                 | Anz.                         | Bau- jahre                   | Gattung ab 1920              | Wagen-Nr. (DRG)              | Abteile je klasse            | Anz. Ab- orte                | L. ü. P [mm]                 | Achsstand (Drehgestell) [mm] | Bemerkungen |
| -------------------------------------------------- | ---------------------------- | ---------------------------- | ---------------------------- | ---------------------------- | ---------------------------- | ---------------------------- | ---------------------------- | ---------------------------- | ---------------------------- | ---------------------------- | ---------------------------- | ---------------------------- | --- |
| 8                                                  | 8                            | Sal(Küche)                   | 17                           | Klett & Comp                 | 1                            | 1893                         | Sal(k)3ü Bay 93              |                              | 4                            | 1                            | 10.324                       | 4.000                        | Küchenwagen des neueren Königszuges mit Faltenbalg-Übergängen |
| 4-achsiger Salonwagen für den allerhöchsten Dienst |                              |                              |                              |                              |                              |                              |                              |                              |                              |                              |                              |                              | |
| 9                                                  | 25                           | Sal                          | 7                            | MAN                          | 1                            | 1892                         | Sal4ü Bay 92                 | 10 002 Nür                   | 7 / 4                        | 2                            | 16.524                       | 10.800 2.250                 | Wagen des Prinzregenten Luitpold mit Oberlichtdach über dem Salon, nach Auslieferung des neuen Prinzregentenwagen (Wagennummer 8) wurden Wappen und Monogramme entfernt und der Wagen für den allgemeinen Dienst freigegeben, ab dem 9. April 1929 beim Raw Ludwigshafen hinterstellt, sollte bereits 1928 bzw. 1931 für die GV Bayern zum Unterrichtswagen hergerichtet werden, blieb aber mind. noch bis 1937 (ohne Inneneinrichtung) als Nür 10 002 in Nürnberg abgestellt, anschließend vmtl. Umbau |
| 6-achsiger Salonwagen für den allerhöchsten Dienst |                              |                              |                              |                              |                              |                              |                              |                              |                              |                              |                              |                              | |
|                                                    | 9                            | Sal                          | 8                            | Rathgeber                    | 1                            | 1899                         | Sal6ü Bay 99/32              | 10 006 Mü                    | 6                            | 3                            | 20.724                       | 14.500 3.500                 | neuer Wagen des Prinzregenten Luitpold, 1932 Umbau in Salon 6ü Bay 99/32, 1938 vermutlich Herrichtung zum Mannschaftswagen für die Rbd Kassel |

### Dienst- und Versuchswagen
| Dienst- und Versuchswagen der Generaldirektion          | Dienst- und Versuchswagen der Generaldirektion          | Dienst- und Versuchswagen der Generaldirektion          | Dienst- und Versuchswagen der Generaldirektion          | Dienst- und Versuchswagen der Generaldirektion          | Dienst- und Versuchswagen der Generaldirektion          | Dienst- und Versuchswagen der Generaldirektion          | Dienst- und Versuchswagen der Generaldirektion          | Dienst- und Versuchswagen der Generaldirektion          | Dienst- und Versuchswagen der Generaldirektion          | Dienst- und Versuchswagen der Generaldirektion          | Dienst- und Versuchswagen der Generaldirektion          | Dienst- und Versuchswagen der Generaldirektion          | Dienst- und Versuchswagen der Generaldirektion          | Dienst- und Versuchswagen der Generaldirektion                                                                                |
| Blatt- Nr. (1897)                                       | Blatt- Nr. (1913)                                       | Gattung 1893                                            | Wagen-Nr. (K.B.Sts.B.)                                  | Her- steller                                            | Anz.                                                    | Bau- jahre                                              | Gattung ab 1920                                         | Wagen-Nr. (DRG)                                         | Anz. Achs- en                                           | Abteile je klasse                                       | Anz. Ab- orte                                           | L. ü. P [mm]                                            | Achsstand (Drehgestell) [mm]                            | Bemerkungen |
| Dienst- und Versuchswagen der Generaldirektion bis 1889 | Dienst- und Versuchswagen der Generaldirektion bis 1889 | Dienst- und Versuchswagen der Generaldirektion bis 1889 | Dienst- und Versuchswagen der Generaldirektion bis 1889 | Dienst- und Versuchswagen der Generaldirektion bis 1889 | Dienst- und Versuchswagen der Generaldirektion bis 1889 | Dienst- und Versuchswagen der Generaldirektion bis 1889 | Dienst- und Versuchswagen der Generaldirektion bis 1889 | Dienst- und Versuchswagen der Generaldirektion bis 1889 | Dienst- und Versuchswagen der Generaldirektion bis 1889 | Dienst- und Versuchswagen der Generaldirektion bis 1889 | Dienst- und Versuchswagen der Generaldirektion bis 1889 | Dienst- und Versuchswagen der Generaldirektion bis 1889 | Dienst- und Versuchswagen der Generaldirektion bis 1889 | Dienst- und Versuchswagen der Generaldirektion bis 1889                                                                       |
| ------------------------------------------------------- | ------------------------------------------------------- | ------------------------------------------------------- | ------------------------------------------------------- | ------------------------------------------------------- | ------------------------------------------------------- | ------------------------------------------------------- | ------------------------------------------------------- | ------------------------------------------------------- | ------------------------------------------------------- | ------------------------------------------------------- | ------------------------------------------------------- | ------------------------------------------------------- | ------------------------------------------------------- | --- |
| 11                                                      | [ Anm 3 ]                                               | Sal                                                     | 21                                                      |                                                         | 1                                                       | 1859                                                    | Sal Bay 52                                              |                                                         | 2                                                       | 2                                                       |                                                         | 8.854                                                   | 4.380                                                   | Dienstwagen (Bereisungswagen) der Generaldirektion, Westinghouse-Bremse, Luftleitung für Hardy-Bremse, Öl-Lampen, Ofenheizung |
| 12                                                      | 12                                                      | Sal                                                     | 22                                                      |                                                         | 1                                                       | 1865                                                    | Sal Bay 65                                              |                                                         | 2                                                       | 1                                                       |                                                         | 8.686                                                   | 5.100                                                   | Dienstwagen (Bereisungswagen) der Generaldirektion, offene Übergangsbühnen, Westinghouse-Bremse, Öl-Lampen, Ofenheizung       |
|                                                         | 14                                                      | Sal                                                     | 24                                                      |                                                         | 1                                                       | 1899                                                    | Sal3i Bay 99                                            |                                                         | 3                                                       | 1 + Salon + Messraum                                    | 1                                                       | 13.500                                                  | 9.250 4.625                                             | Luftdruckmessungen; Fernsprecheinrichtung; Geschwindigkeitsmessungen                                                          |
|                                                         | 15                                                      | Sal                                                     | Mü 25                                                   |                                                         | 1                                                       | 1910                                                    | Sal6ü Bay 10                                            |                                                         | 6                                                       | 1 + Salon + Küche + Messraum                            | 1                                                       | 20.750                                                  |                                                         | Luftdruckmessungen; Fernsprecheinrichtung; Geschwindigkeitsmessungen                                                          |
| Dienst- und Versuchswagen der Generaldirektion bis 1916 |                                                         |                                                         |                                                         |                                                         |                                                         |                                                         |                                                         |                                                         |                                                         |                                                         |                                                         |                                                         |                                                         | |
|                                                         | 13                                                      | Sal                                                     | 1865, 1873                                              |                                                         | 2                                                       | 1907 (1876)                                             | Sal Bay 76/07                                           |                                                         | 2                                                       | 1 + Besprechungsz.                                      | 1                                                       | 8.464                                                   | 4.370                                                   | Revisionswagen, Westinghouse-Bremse, Gasbeleuchtung, Dampf- und Ofenheizung                                                   |
| 1877                                                    | 13                                                      | Sal                                                     |                                                         | 1                                                       | 10 005 Re                                               | 1907 (1876)                                             | Sal Bay 76/07                                           |                                                         | 2                                                       | 1 + Besprechungsz.                                      | 1                                                       | 8.464                                                   | 4.370                                                   | Revisionswagen, Westinghouse-Bremse, Gasbeleuchtung, Dampf- und Ofenheizung                                                   |
| 1878                                                    | 13                                                      | Sal                                                     | Klett                                                   | 1                                                       | 10 004 Nür                                              | 1907 (1876)                                             | Sal Bay 76/07                                           |                                                         | 2                                                       | 1 + Besprechungsz.                                      | 1                                                       | 8.464                                                   | 4.370                                                   | Revisionswagen, Westinghouse-Bremse, Gasbeleuchtung, Dampf- und Ofenheizung                                                   |
| 1880                                                    | 13                                                      | Sal                                                     |                                                         | 1                                                       |                                                         | 1907 (1876)                                             | Sal Bay 76/07                                           |                                                         | 2                                                       | 1 + Besprechungsz.                                      | 1                                                       | 8.464                                                   | 4.370                                                   | Revisionswagen, Westinghouse-Bremse, Gasbeleuchtung, Dampf- und Ofenheizung                                                   |

### Salonwagen
| Salonwagen                                     | Salonwagen                         | Salonwagen                         | Salonwagen                         | Salonwagen                         | Salonwagen                         | Salonwagen                         | Salonwagen                         | Salonwagen                         | Salonwagen                         | Salonwagen                         | Salonwagen                         | Salonwagen                         | Salonwagen |
| Blatt- Nr. (1897)                              | Blatt- Nr. (1913)                  | Gattung 1893                       | Wagen-Nr. (K.B.Sts.B.)             | Her- steller                       | Anz.                               | Bau- jahre                         | Gattung ab 1920                    | Wagen-Nr. (DRG)                    | Abteile je klasse                  | Anz. Ab- orte                      | L. ü. P [mm]                       | Achsstand (Drehgestell) [mm]       | Bemerkungen |
| Salonwagen der Frühzeit (bis 1877)             | Salonwagen der Frühzeit (bis 1877) | Salonwagen der Frühzeit (bis 1877) | Salonwagen der Frühzeit (bis 1877) | Salonwagen der Frühzeit (bis 1877) | Salonwagen der Frühzeit (bis 1877) | Salonwagen der Frühzeit (bis 1877) | Salonwagen der Frühzeit (bis 1877) | Salonwagen der Frühzeit (bis 1877) | Salonwagen der Frühzeit (bis 1877) | Salonwagen der Frühzeit (bis 1877) | Salonwagen der Frühzeit (bis 1877) | Salonwagen der Frühzeit (bis 1877) | Salonwagen der Frühzeit (bis 1877) |
| ---------------------------------------------- | ---------------------------------- | ---------------------------------- | ---------------------------------- | ---------------------------------- | ---------------------------------- | ---------------------------------- | ---------------------------------- | ---------------------------------- | ---------------------------------- | ---------------------------------- | ---------------------------------- | ---------------------------------- | --- |
| 13                                             | [ Anm 3 ]                          | Sal                                | 26, 27                             |                                    | 2                                  | 1863                               |                                    |                                    | 1½                                 | 1                                  | 8.274                              | 4.080                              | ohne Bremsen, Luftleitungen sowohl für Westinghouse- als auch Hardy-Bremse, Gas-Beleuchtung, Dampfheizung |
| 14                                             | [ Anm 3 ]                          | Sal                                | 28                                 |                                    | 1                                  | 1868                               |                                    |                                    | 1½                                 | 1                                  | 7.927                              | 3.660 auf 4.800 erweitert          | ohne Bremsen, Luftleitungen sowohl für Westinghouse- als auch Hardy-Bremse, Gas-Beleuchtung, Dampfheizung |
| ältere Salonwagen (bis 1889)                   |                                    |                                    |                                    |                                    |                                    |                                    |                                    |                                    |                                    |                                    |                                    |                                    | |
|                                                | 17                                 | Sal                                | 29-32                              |                                    | 4                                  | 1862                               | Sal Bay 62/92                      |                                    | 3                                  | 1                                  | 8.312                              | 4.000                              | Plattform- und Westinghouse-Bremse; |
|                                                | 18                                 | Sal                                | 33                                 |                                    | 1                                  | 1862                               | Sal Bay 62                         |                                    | 3                                  | 1                                  | 8.940                              | 4.000                              | Plattform- und Westinghouse-Bremse; |
|                                                | 19                                 | Sal                                | 35                                 |                                    | 1                                  | 1876                               | Sal Bay 76                         |                                    | 3                                  | 1                                  | 8.724                              | 5.300                              | Plattform- und Westinghouse-Bremse; Lenkachsen Typ A4 |
| neuere Salonwagen (bis 1920)                   |                                    |                                    |                                    |                                    |                                    |                                    |                                    |                                    |                                    |                                    |                                    |                                    | |
|                                                | 21                                 | Sal                                | 36, 38                             | MAN                                | 2                                  | 1893                               | Sal3i Bay 93                       | Mü 10 001 Mü 10 002                | 1 + Salon                          | 1                                  | 10.324                             | 6.500 3.250                        | Westinghouse-Bremse; Hardy-Bremse; |
| 37                                             | 21                                 | Sal                                | Rathgeber                          | 1                                  | 1893                               | Re 10 001                          | Sal3i Bay 93                       |                                    | 1 + Salon                          | 1                                  | 10.324                             | 6.500 3.250                        | Westinghouse-Bremse; Hardy-Bremse; |
|                                                | 26                                 | Sal                                | 45                                 | MAN                                | 1                                  | 1903                               | Sal4ü Bay 03                       |                                    | 6                                  | 2                                  | 19.275                             | 12.500 2.500                       | Plattform- und Westinghouse-Bremse; Henry-Bremse, Hardy-Bremse; |
|                                                | 27                                 | Sal                                | 47                                 | MAN                                | 1                                  | 1906                               | Sal6ü Bay 06                       |                                    | 6                                  | 2                                  | 20.720                             | 14.600 1.550                       | Plattform- und Westinghouse-Bremse; Henry-Bremse, Hardy-Bremse; |
| private Salonwagen der Fürsten Thurn und Taxis |                                    |                                    |                                    |                                    |                                    |                                    |                                    |                                    |                                    |                                    |                                    |                                    | |
| 29                                             | 35                                 | Sal4i                              | 70                                 | Rathgeber                          | 1                                  | 1861 Umbau 1890                    | Sal4i Bay 90                       | 10 004 Re [P]                      | 4                                  | 2                                  | 17.354                             | 11.300 2.500                       | Privatwagen des Fürsten Thurn & Taxis, 18. Februar 1930 Verkauf an Privat, im März 1931 veräußert an Erich am Ende, Berlin                                                                                                   |
|                                                | 36                                 | Sal6ü                              | 68                                 | Rathgeber                          | 1                                  | 1910                               | Sal6ü Bay 10a                      | 10 002 Re [P]                      | 9                                  | 2                                  | 20.820                             | 14.750 3.100                       | neuer, sechsachsiger Privatwagen des Fürsten Thurn & Taxis, kombinierter Salon- und Schlafwagen, 18. Februar 1930 Verkauf an Privat, im März 1931 veräußert an Erich am Ende, weiterer Verbleib unsicher                     |
|                                                | 38                                 | Sal6ü                              | 69                                 | Rathgeber                          | 1                                  | 1910                               | Sal6ü Bay 10b                      | 10 003 Re [P]                      | 9 + Küche                          | 2                                  | 20.820                             | 14.750 3.100                       | neuer, sechsachsiger Privatwagen des Fürsten Thurn & Taxis, Schlafwagen, 18. Februar 1930 Verkauf an Privat, im März 1931 veräußert an Erich am Ende, Berlin, 1940 Verkauf an WLE, dort Umbau zu BC 4i, Nr. 251, später 2251 |

### Verwundeten und Krankentransportwagen
| Verwundeten und Krankentransportwagen            | Verwundeten und Krankentransportwagen            | Verwundeten und Krankentransportwagen            | Verwundeten und Krankentransportwagen            | Verwundeten und Krankentransportwagen            | Verwundeten und Krankentransportwagen            | Verwundeten und Krankentransportwagen            | Verwundeten und Krankentransportwagen            | Verwundeten und Krankentransportwagen            | Verwundeten und Krankentransportwagen            | Verwundeten und Krankentransportwagen            | Verwundeten und Krankentransportwagen            | Verwundeten und Krankentransportwagen            | Verwundeten und Krankentransportwagen |
| Blatt- Nr. (1897)                                | Blatt- Nr. (1913)                                | Gattung 1893                                     | Wagen-Nr. (K.B.Sts.B.)                           | Her- steller                                     | Anz.                                             | Bau- jahre                                       | Gattung ab 1920                                  | Wagen-Nr. (DRG)                                  | Abteile je klasse                                | Anz. Ab- orte                                    | L. ü. P [mm]                                     | Achsstand (Drehgestell) [mm]                     | Bemerkungen |
| Verwundeten und Krankentransportwagen (bis 1906) | Verwundeten und Krankentransportwagen (bis 1906) | Verwundeten und Krankentransportwagen (bis 1906) | Verwundeten und Krankentransportwagen (bis 1906) | Verwundeten und Krankentransportwagen (bis 1906) | Verwundeten und Krankentransportwagen (bis 1906) | Verwundeten und Krankentransportwagen (bis 1906) | Verwundeten und Krankentransportwagen (bis 1906) | Verwundeten und Krankentransportwagen (bis 1906) | Verwundeten und Krankentransportwagen (bis 1906) | Verwundeten und Krankentransportwagen (bis 1906) | Verwundeten und Krankentransportwagen (bis 1906) | Verwundeten und Krankentransportwagen (bis 1906) | Verwundeten und Krankentransportwagen (bis 1906)                                                                                           |
| ------------------------------------------------ | ------------------------------------------------ | ------------------------------------------------ | ------------------------------------------------ | ------------------------------------------------ | ------------------------------------------------ | ------------------------------------------------ | ------------------------------------------------ | ------------------------------------------------ | ------------------------------------------------ | ------------------------------------------------ | ------------------------------------------------ | ------------------------------------------------ | --- |
| 28                                               | 39                                               | Sal 3ü                                           | 71–80                                            |                                                  | 10                                               | 1893                                             | Sal3ikr Bay 93                                   |                                                  | 1                                                | 1                                                | 10.804                                           | 2 × 3.250                                        | Kranken- und Verwundetentransportwagen für insgesamt 10 Tragbahren, Leitung für Westinghouse-Bremse, Leitung für Dampfheizung, Ofenheizung |
| Verwundeten und Krankentransportwagen (bis 1920) |                                                  |                                                  |                                                  |                                                  |                                                  |                                                  |                                                  |                                                  |                                                  |                                                  |                                                  |                                                  | |
| Kranken-Salonwagen                               |                                                  |                                                  |                                                  |                                                  |                                                  |                                                  |                                                  |                                                  |                                                  |                                                  |                                                  |                                                  | |
| 27                                               | 30                                               | Sal                                              | 34                                               |                                                  | 1                                                | 1892 Umbaujahr                                   | Salkr Bay 92                                     |                                                  | 2½                                               | 1                                                | 8.894                                            | 2 × 4.625                                        | Kranken-Salonwagen mit Laternendach, Luftleitungen für Westinghouse- und Hardy-Bremse                                                      |
|                                                  | 31                                               | Sal 3ü                                           | 44                                               | MAN                                              | 1                                                | 1900                                             | Sal3ükr Bay 00/30                                | 10 004 Mü                                        | 4 + Gepäckr.                                     | 1                                                | 13.890                                           | 2 × 4.625                                        | Kranken-Salonwagen, 1930 Umbau in B 3ü Bay 00/30                                                                                           |
|                                                  | 33                                               | Salkr                                            | 46                                               | MAN                                              | 1                                                | 1907                                             | Sal4ükr Bay 07/31                                | 10 005 Mü                                        | 5 + Bad + Küche                                  | 2                                                | 19.600                                           | 13.000                                           | Kranken-Salonwagen, 1930 bis Mai 1933 Umbau in Salon 4ükr Bay 07/31, 1939 Umbau in Unterrichtswagen 734 001 Erf                            |

### Schnellzugwagen

#### Dreiachsige Durchgangswagen
| Dreiachsige Durchgangswagen für Schnellzüge                               | Dreiachsige Durchgangswagen für Schnellzüge                               | Dreiachsige Durchgangswagen für Schnellzüge                               | Dreiachsige Durchgangswagen für Schnellzüge                               | Dreiachsige Durchgangswagen für Schnellzüge                               | Dreiachsige Durchgangswagen für Schnellzüge                               | Dreiachsige Durchgangswagen für Schnellzüge                               | Dreiachsige Durchgangswagen für Schnellzüge                               | Dreiachsige Durchgangswagen für Schnellzüge                               | Dreiachsige Durchgangswagen für Schnellzüge                               | Dreiachsige Durchgangswagen für Schnellzüge                               | Dreiachsige Durchgangswagen für Schnellzüge                               | Dreiachsige Durchgangswagen für Schnellzüge                               | Dreiachsige Durchgangswagen für Schnellzüge                               |
| Blatt- Nr. (1897)                                                         | Blatt- Nr. (1913)                                                         | Gattung 1913                                                              | Gattung ab 1920                                                           | Her- steller                                                              | Anz.                                                                      | Bau- jahre                                                                | Wagen-Nr. (K.B.Sts.B.)                                                    | Wagen-Nr. (DRG)                                                           | Abteile je klasse                                                         | Anz. Ab- orte                                                             | L. ü. P [mm]                                                              | Achsstand (Drehgestell) [mm]                                              | Bemerkungen                                                               |
| Durchgangswagen mit Seitengang und geschlossenen Übergängen (Faltenbälge) | Durchgangswagen mit Seitengang und geschlossenen Übergängen (Faltenbälge) | Durchgangswagen mit Seitengang und geschlossenen Übergängen (Faltenbälge) | Durchgangswagen mit Seitengang und geschlossenen Übergängen (Faltenbälge) | Durchgangswagen mit Seitengang und geschlossenen Übergängen (Faltenbälge) | Durchgangswagen mit Seitengang und geschlossenen Übergängen (Faltenbälge) | Durchgangswagen mit Seitengang und geschlossenen Übergängen (Faltenbälge) | Durchgangswagen mit Seitengang und geschlossenen Übergängen (Faltenbälge) | Durchgangswagen mit Seitengang und geschlossenen Übergängen (Faltenbälge) | Durchgangswagen mit Seitengang und geschlossenen Übergängen (Faltenbälge) | Durchgangswagen mit Seitengang und geschlossenen Übergängen (Faltenbälge) | Durchgangswagen mit Seitengang und geschlossenen Übergängen (Faltenbälge) | Durchgangswagen mit Seitengang und geschlossenen Übergängen (Faltenbälge) | Durchgangswagen mit Seitengang und geschlossenen Übergängen (Faltenbälge) |
| ------------------------------------------------------------------------- | ------------------------------------------------------------------------- | ------------------------------------------------------------------------- | ------------------------------------------------------------------------- | ------------------------------------------------------------------------- | ------------------------------------------------------------------------- | ------------------------------------------------------------------------- | ------------------------------------------------------------------------- | ------------------------------------------------------------------------- | ------------------------------------------------------------------------- | ------------------------------------------------------------------------- | ------------------------------------------------------------------------- | ------------------------------------------------------------------------- | ------------------------------------------------------------------------- |
| 057                                                                       | 069                                                                       | ABü (ABi)                                                                 | AB3ü Bay 94, BC3i Bay 94/33                                               | MAN Rathgeber                                                             | 16                                                                        | 1894                                                                      | Details siehe Wagenblatt                                                  | Details siehe Wagenblatt                                                  | 1½ / 3                                                                    | 1                                                                         | 13.574                                                                    | 8.750 4,375                                                               | Details siehe Wagenblatt                                                  |
| 058                                                                       | 070                                                                       | ABü (ABi)                                                                 | AB3ü Bay 97, BC3i Bay 97/33                                               | Rathgeber                                                                 | 20                                                                        | 1897– 1899                                                                | Details siehe Wagenblatt                                                  | Details siehe Wagenblatt                                                  | 1½ / 3                                                                    | 1                                                                         | 13,574                                                                    | 9.250 4,625                                                               | Details siehe Wagenblatt                                                  |
|                                                                           | 71                                                                        | ABü                                                                       | AB3ü Bay 04, BC3i Bay 04/33                                               | Rathgeber                                                                 | 10                                                                        | 1904                                                                      | Details siehe Wagenblatt                                                  | Details siehe Wagenblatt                                                  | 1½ / 3                                                                    | 1                                                                         | 14,074                                                                    | 9.250 4,625                                                               | Details siehe Wagenblatt                                                  |
|                                                                           | 175                                                                       | Cü                                                                        | C3ü Bay 99, C3i Bay 99/30a                                                | MAN                                                                       | 50                                                                        | 1899–1901                                                                 | Details siehe Datenblatt                                                  | Details siehe Datenblatt                                                  | 6                                                                         | 1                                                                         | 13,574                                                                    | 9.250 4,625                                                               | Details siehe Datenblatt                                                  |
| Durchgangswagen mit Seitengang und offenen Übergängen                     |                                                                           |                                                                           |                                                                           |                                                                           |                                                                           |                                                                           |                                                                           |                                                                           |                                                                           |                                                                           |                                                                           |                                                                           |                                                                           |
|                                                                           | 65                                                                        | ABi                                                                       | B3i Bay 99                                                                | MAN Rathgeber                                                             | 26                                                                        | 1899 / '07                                                                | Details siehe Wagenblatt                                                  | Details siehe Wagenblatt                                                  | 1½ / 3                                                                    | 1                                                                         | 13,574                                                                    | 9.250 4,625                                                               | Details siehe Wagenblatt                                                  |
|                                                                           | 66                                                                        | ABi                                                                       | B3i Bay 09                                                                | Rathgeber MAN                                                             | 10                                                                        | 1909                                                                      | Details siehe Wagenblatt                                                  | Details siehe Wagenblatt                                                  | 1½ / 3                                                                    | 1                                                                         | 14,074                                                                    | 9.250 4,625                                                               | Details siehe Wagenblatt                                                  |
|                                                                           | 112                                                                       | Bi                                                                        | B3i Bay 00 (ab 1950 teilw. C3i Bay 00)                                    | Rathgeber MAN                                                             | 41                                                                        | 1900/ 1907                                                                | Details siehe Wagenblatt                                                  | Details siehe Wagenblatt                                                  | 5                                                                         | 1                                                                         | 13,650                                                                    | 9.250 4,625                                                               | Details siehe Wagenblatt                                                  |
|                                                                           | 169                                                                       | Ci                                                                        | C3i Bay 99 /33                                                            | MAN                                                                       | 72                                                                        | 1899/ 1900                                                                | Details siehe Wagenblatt                                                  | Details siehe Wagenblatt                                                  | 6                                                                         | 1                                                                         | 13.574                                                                    | 9.250 4,625                                                               | Details siehe Wagenblatt                                                  |

#### Drehgestell-Durchgangswagen der 1. Generation
| Drehgestell Durchgangswagen für Schnellzüge                        | Drehgestell Durchgangswagen für Schnellzüge                        | Drehgestell Durchgangswagen für Schnellzüge                        | Drehgestell Durchgangswagen für Schnellzüge                        | Drehgestell Durchgangswagen für Schnellzüge                        | Drehgestell Durchgangswagen für Schnellzüge                        | Drehgestell Durchgangswagen für Schnellzüge                        | Drehgestell Durchgangswagen für Schnellzüge                        | Drehgestell Durchgangswagen für Schnellzüge                        | Drehgestell Durchgangswagen für Schnellzüge                        | Drehgestell Durchgangswagen für Schnellzüge                        | Drehgestell Durchgangswagen für Schnellzüge                        | Drehgestell Durchgangswagen für Schnellzüge                        | Drehgestell Durchgangswagen für Schnellzüge                                                                                |
| Blatt- Nr. (1897)                                                  | Blatt- Nr. (1913)                                                  | Gattung 1893                                                       | Wagen-Nr. (K.B.Sts.B.)                                             | Her- steller                                                       | Anz.                                                               | Bau- jahre                                                         | Gattung ab 1920                                                    | Wagen-Nr. (DRG)                                                    | Abteile je klasse                                                  | Anz. Ab- orte                                                      | L. ü. P [mm]                                                       | Achsstand (Drehgestell) [mm]                                       | Bemerkungen |
| 1. Generation (1895–1901), Durchgangswagen mit 2,5-m-Drehgestellen | 1. Generation (1895–1901), Durchgangswagen mit 2,5-m-Drehgestellen | 1. Generation (1895–1901), Durchgangswagen mit 2,5-m-Drehgestellen | 1. Generation (1895–1901), Durchgangswagen mit 2,5-m-Drehgestellen | 1. Generation (1895–1901), Durchgangswagen mit 2,5-m-Drehgestellen | 1. Generation (1895–1901), Durchgangswagen mit 2,5-m-Drehgestellen | 1. Generation (1895–1901), Durchgangswagen mit 2,5-m-Drehgestellen | 1. Generation (1895–1901), Durchgangswagen mit 2,5-m-Drehgestellen | 1. Generation (1895–1901), Durchgangswagen mit 2,5-m-Drehgestellen | 1. Generation (1895–1901), Durchgangswagen mit 2,5-m-Drehgestellen | 1. Generation (1895–1901), Durchgangswagen mit 2,5-m-Drehgestellen | 1. Generation (1895–1901), Durchgangswagen mit 2,5-m-Drehgestellen | 1. Generation (1895–1901), Durchgangswagen mit 2,5-m-Drehgestellen | 1. Generation (1895–1901), Durchgangswagen mit 2,5-m-Drehgestellen                                                         |
| ------------------------------------------------------------------ | ------------------------------------------------------------------ | ------------------------------------------------------------------ | ------------------------------------------------------------------ | ------------------------------------------------------------------ | ------------------------------------------------------------------ | ------------------------------------------------------------------ | ------------------------------------------------------------------ | ------------------------------------------------------------------ | ------------------------------------------------------------------ | ------------------------------------------------------------------ | ------------------------------------------------------------------ | ------------------------------------------------------------------ | --- |
| 59                                                                 | 74I                                                                | ABBü (bis '03: ABi)                                                | 1217–1223 1224–1225 1229                                           | MAN Rathg.                                                         | 10                                                                 | 1895 / 96                                                          | AB4ü Bay 95a                                                       | 12 985-12 990                                                      | 2 / 5                                                              | 1                                                                  | 18.290                                                             | 12.000 2.500                                                       | mit Tonnendach (lt. Zeichnung Blatt 59), zwei Wagen als Reparationsleistungen                                              |
| 61                                                                 | 74II                                                               | ABBük (bis '03: ABik)                                              | 1226–1228                                                          | Rathg.                                                             | 3                                                                  | 1895 / 96                                                          | AB4ü Bay 95b, AB4ü Bay 95/30                                       | 12 991- 12 992                                                     | 2 / 3 / Küche später 2 / 5                                         | 1                                                                  | 18.290                                                             | 12.000 2.500                                                       | mit Oberlichtdach und Küchenabteil, drei Wagen als Reparationsleistungen, 1930 Umbau                                       |
| 60                                                                 | 75                                                                 | ABBü (bis '03: ABi)                                                | 1230–1234                                                          | MAN                                                                | 4                                                                  | 1897                                                               | AB4ü Bay 97 /30                                                    | 13 007-13 011                                                      | 2 / 4½                                                             | 2                                                                  | 18.790                                                             | 12.000 2.500                                                       | mit Oberlichtdach, 1930 ein Wagen umgebaut                                                                                 |
|                                                                    | 76                                                                 | ABBü (bis '03: ABi)                                                | 1235–1239 1250–1259 1285–1324                                      | MAN Rathg.                                                         | 55                                                                 | 1898–1901                                                          | AB4ü Bay 98, AB4ü Bay 98/30                                        | 13 118 Mü, 13 123 Mü                                               | 2 / 4½                                                             | 2                                                                  | 18.790                                                             | 12.000 2.500                                                       | Zwei Wagen als Reparationsleistungen abgegeben, zwei Wagen 1930 umgebaut, Doppelfenster Abteilseite und Abortanlagen       |
|                                                                    | 77                                                                 | ABBü (bis '03: ABi)                                                | 1325–1350                                                          | LHB Breslau                                                        | 26                                                                 | 1901                                                               | AB4ü Bay 01 /30                                                    |                                                                    | 2 / 4½                                                             | 2                                                                  | 18.790                                                             | 12.000 2.500                                                       | Wagen 1329 und 1336 als Reparationsleistungen abgegeben, Anzahl der Umbauwagen 1930 nicht bekannt, Realisierung ungewiss   |
| 63I                                                                | 89                                                                 | ABCCü (bis '03: ABCi)                                              | 1401–1408                                                          | MAN                                                                | 8                                                                  | 1897                                                               | ABC4ü Bay 97, ABC4ü Bay 97/30                                      | 14 473-14 480                                                      | 1 / 2½ / 4                                                         | 2                                                                  | 18.790                                                             | 12.000 2.500                                                       | mit Oberlichtdach, zwei Wagen 1930 umgebaut, Doppelfenster Abteilseite und Abortanlagen                                    |
| 63II                                                               | 90                                                                 | ABCCü (bis '03: ABCi)                                              | 1 409-1 416                                                        | MAN                                                                | 8                                                                  | 1899                                                               | ABC4ü Bay 99 /30                                                   | 14 481-14 488                                                      | 1 / 2½ / 4                                                         | 2                                                                  | 18.790                                                             | 12.000 2.500                                                       | mit Tonnendach, Übergang auf fremde Bahnen                                                                                 |
|                                                                    | 131                                                                | BCCü (bis '03: BCi)                                                | 2501–2510                                                          | MAN                                                                | 10                                                                 | 1899                                                               | BC4ü Bay 99 /30                                                    | 15 706-15 718                                                      | 3 / 5                                                              | 2                                                                  | 18.790                                                             | 12.000 2.500                                                       | Vier Wagen als Reparationsleistungen abgegeben, Umbau 1930 von vier Wagen umfasst WC-Bereich und Seitenfenster Abteilseite |
| 2511–2520                                                          | 131                                                                | BCCü (bis '03: BCi)                                                | Rathg.                                                             | 10                                                                 | 1901                                                               |                                                                    | BC4ü Bay 99 /30                                                    | 15 706-15 718                                                      | 3 / 5                                                              | 2                                                                  | 18.790                                                             | 12.000 2.500                                                       | Vier Wagen als Reparationsleistungen abgegeben, Umbau 1930 von vier Wagen umfasst WC-Bereich und Seitenfenster Abteilseite |
| Probewagen aus USA                                                 |                                                                    |                                                                    |                                                                    |                                                                    |                                                                    |                                                                    |                                                                    |                                                                    |                                                                    |                                                                    |                                                                    |                                                                    | |
|                                                                    | 78                                                                 | ABBü (bis '03: ABi)                                                | 1351–1352                                                          | Pullman                                                            | 2                                                                  | 1900                                                               | AB4ü Bay 00                                                        |                                                                    | 6                                                                  | 2                                                                  | 18.122                                                             | 11.500 2.440                                                       | mit Oberlichtdach, Wagenchassis nach amerikanischen Baugrundsätzen                                                         |

#### Drehgestell-Durchgangswagen der 2. Generation
Die Durchgangswagen der 2. Generation hatten 2,5 Meter lange Drehgestelle und wurden von 1904 bis 1908 gebaut.
| Drehgestell Durchgangswagen für Schnellzüge                        | Drehgestell Durchgangswagen für Schnellzüge                        | Drehgestell Durchgangswagen für Schnellzüge                        | Drehgestell Durchgangswagen für Schnellzüge                        | Drehgestell Durchgangswagen für Schnellzüge                        | Drehgestell Durchgangswagen für Schnellzüge                        | Drehgestell Durchgangswagen für Schnellzüge                        | Drehgestell Durchgangswagen für Schnellzüge                        | Drehgestell Durchgangswagen für Schnellzüge                        | Drehgestell Durchgangswagen für Schnellzüge                        | Drehgestell Durchgangswagen für Schnellzüge                        | Drehgestell Durchgangswagen für Schnellzüge                        | Drehgestell Durchgangswagen für Schnellzüge                        | Drehgestell Durchgangswagen für Schnellzüge                        |
| Blatt- Nr. (1897)                                                  | Blatt- Nr. (1913)                                                  | Gattung 1913                                                       | Gattung ab 1920                                                    | Her- steller                                                       | Anz.                                                               | Bau- jahre                                                         | Wagen-Nr. (K.B.Sts.B.)                                             | Wagen-Nr. (DRG)                                                    | Abteile je klasse                                                  | Anz. Ab- orte                                                      | L. ü. P [mm]                                                       | Achsstand (Drehgestell) [mm]                                       | Bemerkungen                                                        |
| 2. Generation (1904–1908), Durchgangswagen mit 2,5-m-Drehgestellen | 2. Generation (1904–1908), Durchgangswagen mit 2,5-m-Drehgestellen | 2. Generation (1904–1908), Durchgangswagen mit 2,5-m-Drehgestellen | 2. Generation (1904–1908), Durchgangswagen mit 2,5-m-Drehgestellen | 2. Generation (1904–1908), Durchgangswagen mit 2,5-m-Drehgestellen | 2. Generation (1904–1908), Durchgangswagen mit 2,5-m-Drehgestellen | 2. Generation (1904–1908), Durchgangswagen mit 2,5-m-Drehgestellen | 2. Generation (1904–1908), Durchgangswagen mit 2,5-m-Drehgestellen | 2. Generation (1904–1908), Durchgangswagen mit 2,5-m-Drehgestellen | 2. Generation (1904–1908), Durchgangswagen mit 2,5-m-Drehgestellen | 2. Generation (1904–1908), Durchgangswagen mit 2,5-m-Drehgestellen | 2. Generation (1904–1908), Durchgangswagen mit 2,5-m-Drehgestellen | 2. Generation (1904–1908), Durchgangswagen mit 2,5-m-Drehgestellen | 2. Generation (1904–1908), Durchgangswagen mit 2,5-m-Drehgestellen |
| ------------------------------------------------------------------ | ------------------------------------------------------------------ | ------------------------------------------------------------------ | ------------------------------------------------------------------ | ------------------------------------------------------------------ | ------------------------------------------------------------------ | ------------------------------------------------------------------ | ------------------------------------------------------------------ | ------------------------------------------------------------------ | ------------------------------------------------------------------ | ------------------------------------------------------------------ | ------------------------------------------------------------------ | ------------------------------------------------------------------ | ------------------------------------------------------------------ |
|                                                                    | 45                                                                 | AAü                                                                | AB4ü Bay 04/21 AB4ü Bay 04/21/30                                   | MAN                                                                | 5                                                                  | 1904                                                               | Details siehe Wagenblatt                                           | Details siehe Wagenblatt                                           | 6                                                                  | 2                                                                  | 19.785                                                             | 13.400                                                             | Details siehe Wagenblatt                                           |
|                                                                    | 79                                                                 | ABBü                                                               | AB4ü Bay 02 /30                                                    | MAN Rathg.                                                         | 5                                                                  | 1902                                                               | Details siehe Wagenblatt                                           | Details siehe Wagenblatt                                           | 2 / 4                                                              | 2                                                                  | 18.970                                                             | 12.000                                                             | Details siehe Wagenblatt                                           |
|                                                                    | 83                                                                 | ABBüs                                                              | AB4üs Bay 06                                                       |                                                                    | 1                                                                  | 1906                                                               | 1200                                                               | 21109(1923) 13292(1930)                                            | 2 x ½ 4 ½                                                          | 2                                                                  | 19.300                                                             | 12.500                                                             | Sitze zu Schlafplätzen änderbar                                    |
|                                                                    | 91                                                                 | ABCCü                                                              | ABC4ü Bay 04 /30                                                   | MAN                                                                | 15                                                                 | 1904 1906                                                          | Details siehe Wagenblatt                                           | Details siehe Wagenblatt                                           | 1 / 2 / 4                                                          | 2                                                                  | 18.975                                                             | 12.500                                                             | Details siehe Wagenblatt                                           |
|                                                                    | 92                                                                 | ABCCü                                                              | ABC4ü Bay 08 /30                                                   | MAN                                                                | 15                                                                 | 1908                                                               | Details siehe Wagenblatt                                           | Details siehe Wagenblatt                                           | 1 / 2 / 4                                                          | 2                                                                  | 18.905                                                             | 12.500                                                             | Details siehe Wagenblatt                                           |
|                                                                    | 113                                                                | BBü                                                                | B4ü Bay 03 B4ü Bay 03/30                                           | MAN                                                                | 5                                                                  | 1903                                                               | Details siehe Wagenblatt                                           | Details siehe Wagenblatt                                           | 6                                                                  | 2                                                                  | 18.850                                                             | 12.500                                                             | Details siehe Wagenblatt                                           |
| 153                                                                | 177                                                                | CCü                                                                | C4ü Bay 03 C4ü Bay 03/30                                           | MAN                                                                | 15                                                                 | 1903                                                               | Details siehe Wagenblatt                                           | Details siehe Wagenblatt                                           | 8                                                                  | 2                                                                  | 19.125                                                             | 12.500                                                             | Details siehe Wagenblatt                                           |
|                                                                    | 178                                                                | CCü                                                                | C4ü Bay 08 C4ü Bay 08/30                                           | MAN                                                                | 15                                                                 | 1908                                                               | Details siehe Wagenblatt                                           | Details siehe Wagenblatt                                           | 8                                                                  | 2                                                                  | 19.175                                                             | 12.500                                                             | Details siehe Wagenblatt                                           |

#### Drehgestell-Durchgangswagen der 3. Generation
Die Durchgangswagen der 3. Generation hatten 3,5 Meter lange Drehgestelle und wurden von 1908 bis 1924 gebaut.
| Drehgestell Durchgangswagen für Schnellzüge                        | Drehgestell Durchgangswagen für Schnellzüge                        | Drehgestell Durchgangswagen für Schnellzüge                        | Drehgestell Durchgangswagen für Schnellzüge                        | Drehgestell Durchgangswagen für Schnellzüge                        | Drehgestell Durchgangswagen für Schnellzüge                        | Drehgestell Durchgangswagen für Schnellzüge                        | Drehgestell Durchgangswagen für Schnellzüge                        | Drehgestell Durchgangswagen für Schnellzüge                        | Drehgestell Durchgangswagen für Schnellzüge                        | Drehgestell Durchgangswagen für Schnellzüge                        | Drehgestell Durchgangswagen für Schnellzüge                        | Drehgestell Durchgangswagen für Schnellzüge                        | Drehgestell Durchgangswagen für Schnellzüge                                                                     |
| Blatt- Nr. (1897)                                                  | Blatt- Nr. (1913)                                                  | Gattung 1893                                                       | Wagen-Nr. (K.B.Sts.B.)                                             | Her- steller                                                       | Anz.                                                               | Bau- jahre                                                         | Gattung ab 1920                                                    | Wagen-Nr. (DRG)                                                    | Abteile je klasse                                                  | Anz. Ab- orte                                                      | L. ü. P [mm]                                                       | Achsstand (Drehgestell) [mm]                                       | Bemerkungen |
| 3. Generation (1908–1924), Durchgangswagen mit 3,5-m-Drehgestellen | 3. Generation (1908–1924), Durchgangswagen mit 3,5-m-Drehgestellen | 3. Generation (1908–1924), Durchgangswagen mit 3,5-m-Drehgestellen | 3. Generation (1908–1924), Durchgangswagen mit 3,5-m-Drehgestellen | 3. Generation (1908–1924), Durchgangswagen mit 3,5-m-Drehgestellen | 3. Generation (1908–1924), Durchgangswagen mit 3,5-m-Drehgestellen | 3. Generation (1908–1924), Durchgangswagen mit 3,5-m-Drehgestellen | 3. Generation (1908–1924), Durchgangswagen mit 3,5-m-Drehgestellen | 3. Generation (1908–1924), Durchgangswagen mit 3,5-m-Drehgestellen | 3. Generation (1908–1924), Durchgangswagen mit 3,5-m-Drehgestellen | 3. Generation (1908–1924), Durchgangswagen mit 3,5-m-Drehgestellen | 3. Generation (1908–1924), Durchgangswagen mit 3,5-m-Drehgestellen | 3. Generation (1908–1924), Durchgangswagen mit 3,5-m-Drehgestellen | 3. Generation (1908–1924), Durchgangswagen mit 3,5-m-Drehgestellen                                              |
| ------------------------------------------------------------------ | ------------------------------------------------------------------ | ------------------------------------------------------------------ | ------------------------------------------------------------------ | ------------------------------------------------------------------ | ------------------------------------------------------------------ | ------------------------------------------------------------------ | ------------------------------------------------------------------ | ------------------------------------------------------------------ | ------------------------------------------------------------------ | ------------------------------------------------------------------ | ------------------------------------------------------------------ | ------------------------------------------------------------------ | --- |
|                                                                    | 80                                                                 | ABBü                                                               | 1101–1131 1383–1400                                                | MAN Rath.                                                          | 45                                                                 | 1908–1912                                                          | AB4ü Bay 08 /30                                                    | 2 / 4½                                                             | 8 / 27                                                             | 2                                                                  | 19.725                                                             | 13.200 3.500                                                       | Umbau 1930 von insgesamt 16 Wagen umfasst WC-Bereich, Seitenfenster Abteilseite und die elektrische Ausstattung |
|                                                                    | 93 60321                                                           | ABCCü                                                              | 1448–1450 14001-14031                                              | MAN Rath.                                                          | 34                                                                 | 1911–1913                                                          | ABC4ü Bay 11 /30                                                   | 1 / 3 / 4                                                          | 4 / 12 / 32                                                        | 2                                                                  | 20.175                                                             | 13.800 3.500                                                       | 1930 Umbau von insgesamt 18 Wagen umfasst WC-Bereich, Seitenwände und die elektrische Ausstattung               |
|                                                                    | 132                                                                | BCCü                                                               | 2522–2531                                                          | Rath.                                                              | 10                                                                 | 1914                                                               | BC4ü Bay 14 /30                                                    | 3 / 5                                                              | 18 / 40                                                            | 2                                                                  | 19.750                                                             | 13.000 3.500                                                       | Umbau von drei Wagen, Toilettenanlagen und Fenster Doppelfenster Abteilseite                                    |
|                                                                    | 179 60381                                                          | CCü                                                                | 13031-13096                                                        | MAN Rath.                                                          | 64                                                                 | 1911–1913                                                          | C4ü Bay 11 /30                                                     | 8                                                                  | 64                                                                 | 2                                                                  | 19.125                                                             | 12.500 3.500                                                       | 1930 Umbau von einundzwanzig Wagen, Toilettenanlagen und Einzelfenster Abteilseite                              |
| Beschaffung der DRG zum Ausgleich der Reparationsverluste          |                                                                    |                                                                    |                                                                    |                                                                    |                                                                    |                                                                    |                                                                    |                                                                    |                                                                    |                                                                    |                                                                    |                                                                    | |
|                                                                    | 60382                                                              | C4ü                                                                | 13106-13120                                                        | MAN                                                                | 15                                                                 | 1923                                                               | C4ü Bay 23 /30                                                     | 8                                                                  | 64                                                                 | 2                                                                  | 19.125                                                             | 12.500 3.500                                                       | mit Tonnendach, 1930 Umbau von einem Wagen, Toilettenanlagen und Fenster Doppelfenster Abteilseite              |

#### Neukonstruktionen zur Reichsbahnzeit (Karwendelwagen)
| Drehgestell Durchgangswagen für Schnellzüge         | Drehgestell Durchgangswagen für Schnellzüge         | Drehgestell Durchgangswagen für Schnellzüge         | Drehgestell Durchgangswagen für Schnellzüge         | Drehgestell Durchgangswagen für Schnellzüge         | Drehgestell Durchgangswagen für Schnellzüge         | Drehgestell Durchgangswagen für Schnellzüge         | Drehgestell Durchgangswagen für Schnellzüge         | Drehgestell Durchgangswagen für Schnellzüge         | Drehgestell Durchgangswagen für Schnellzüge         | Drehgestell Durchgangswagen für Schnellzüge         | Drehgestell Durchgangswagen für Schnellzüge         | Drehgestell Durchgangswagen für Schnellzüge         | Drehgestell Durchgangswagen für Schnellzüge                              |
| Blatt- Nr. (1897)                                   | Blatt- Nr. (1913)                                   | Gattung 1893                                        | Wagen-Nr. (K.B.Sts.B.)                              | Her- steller                                        | Anz.                                                | Bau- jahre                                          | Gattung ab 1920                                     | Wagen-Nr. (DRG)                                     | Abteile je klasse                                   | Anz. Ab- orte                                       | L. ü. P [mm]                                        | Achsstand (Drehgestell) [mm]                        | Bemerkungen                                                              |
| Neukonstruktion zur Reichsbahnzeit (Karwendelwagen) | Neukonstruktion zur Reichsbahnzeit (Karwendelwagen) | Neukonstruktion zur Reichsbahnzeit (Karwendelwagen) | Neukonstruktion zur Reichsbahnzeit (Karwendelwagen) | Neukonstruktion zur Reichsbahnzeit (Karwendelwagen) | Neukonstruktion zur Reichsbahnzeit (Karwendelwagen) | Neukonstruktion zur Reichsbahnzeit (Karwendelwagen) | Neukonstruktion zur Reichsbahnzeit (Karwendelwagen) | Neukonstruktion zur Reichsbahnzeit (Karwendelwagen) | Neukonstruktion zur Reichsbahnzeit (Karwendelwagen) | Neukonstruktion zur Reichsbahnzeit (Karwendelwagen) | Neukonstruktion zur Reichsbahnzeit (Karwendelwagen) | Neukonstruktion zur Reichsbahnzeit (Karwendelwagen) | Neukonstruktion zur Reichsbahnzeit (Karwendelwagen)                      |
| --------------------------------------------------- | --------------------------------------------------- | --------------------------------------------------- | --------------------------------------------------- | --------------------------------------------------- | --------------------------------------------------- | --------------------------------------------------- | --------------------------------------------------- | --------------------------------------------------- | --------------------------------------------------- | --------------------------------------------------- | --------------------------------------------------- | --------------------------------------------------- | ------------------------------------------------------------------------ |
| –                                                   | –                                                   | B4ü                                                 |                                                     | MAN                                                 | 5                                                   | 1930                                                | B4ü Bay 29                                          | 15 016-15 020                                       | 2                                                   | 2                                                   | 20.835                                              | 13.185 3.000                                        | mit Mittelgang, Elektrische- und Dampfheizung, Kunze-Knorr Schnellbremse |
| –                                                   | –                                                   | C4ü                                                 |                                                     | MAN                                                 | 7                                                   | 1930                                                | C4ü Bay 29                                          | 16 362-16 368                                       | 2                                                   | 2                                                   | 20.835                                              | 13.185 3.000                                        | mit Mittelgang, Elektrische- und Dampfheizung, Kunze-Knorr Schnellbremse |

#### Drehgestell-Abteilwagen
| Drehgestell-Abteilwagen für Schnellzüge         | Drehgestell-Abteilwagen für Schnellzüge | Drehgestell-Abteilwagen für Schnellzüge | Drehgestell-Abteilwagen für Schnellzüge | Drehgestell-Abteilwagen für Schnellzüge | Drehgestell-Abteilwagen für Schnellzüge | Drehgestell-Abteilwagen für Schnellzüge | Drehgestell-Abteilwagen für Schnellzüge | Drehgestell-Abteilwagen für Schnellzüge | Drehgestell-Abteilwagen für Schnellzüge | Drehgestell-Abteilwagen für Schnellzüge | Drehgestell-Abteilwagen für Schnellzüge | Drehgestell-Abteilwagen für Schnellzüge | Drehgestell-Abteilwagen für Schnellzüge                                                                                      |
| Blatt- Nr. (1897)                               | Blatt- Nr. (1913)                       | Gattung 1893                            | Wagen-Nr. (K.B.Sts.B.)                  | Her- steller                            | Anz.                                    | Bau- jahre                              | Gattung ab 1920                         | Wagen-Nr. (DRG)                         | Abteile je klasse                       | Anz. Ab- orte                           | L. ü. P [mm]                            | Achsstand (Drehgestell) [mm]            | Bemerkungen |
| Erste Drehgestell-Abteilwagen aus Umbau         | Erste Drehgestell-Abteilwagen aus Umbau | Erste Drehgestell-Abteilwagen aus Umbau | Erste Drehgestell-Abteilwagen aus Umbau | Erste Drehgestell-Abteilwagen aus Umbau | Erste Drehgestell-Abteilwagen aus Umbau | Erste Drehgestell-Abteilwagen aus Umbau | Erste Drehgestell-Abteilwagen aus Umbau | Erste Drehgestell-Abteilwagen aus Umbau | Erste Drehgestell-Abteilwagen aus Umbau | Erste Drehgestell-Abteilwagen aus Umbau | Erste Drehgestell-Abteilwagen aus Umbau | Erste Drehgestell-Abteilwagen aus Umbau | Erste Drehgestell-Abteilwagen aus Umbau                                                                                      |
| ----------------------------------------------- | --------------------------------------- | --------------------------------------- | --------------------------------------- | --------------------------------------- | --------------------------------------- | --------------------------------------- | --------------------------------------- | --------------------------------------- | --------------------------------------- | --------------------------------------- | --------------------------------------- | --------------------------------------- | --- |
| 55                                              | 111 (als BB)                            | ABB (später BB)                         | 201–203                                 |                                         | 3                                       | 1889–1891 (Umbaujahre)                  | C4 Bay 65/89/22                         |                                         | 2 / 4 (je 6)                            | 4                                       | 15.204                                  | 7.000 + 2.500                           | Umbau aus alten Ostbahn-Zweiachsern 1903 (?) Umwidmung zu Wagen der 2. Klasse, 1922 Umwidmung zu Wagen der 3. Klasse         |
| Baureihen ab 1904 mit 2,5-m-Drehgestellen       |                                         |                                         |                                         |                                         |                                         |                                         |                                         |                                         |                                         |                                         |                                         |                                         | |
|                                                 | 85                                      | ABCC                                    | 1451–1465                               | MAN                                     | 15                                      | 1904                                    | BC4 Bay 04I                             |                                         | 9                                       | 5                                       | 19.090                                  | 12.500 2.500                            | Wagen 1457, 1462 und 1465 als Reparationslieferung, Wagen 1460 bereits 1920 ausgemustert                                     |
|                                                 | 124                                     | BCCC                                    | 3351–3361                               | MAN                                     | 11                                      | 1904                                    | BC4 Bay 04II                            |                                         | 9                                       | 5                                       | 18.990                                  | 12.500 2.500                            | Westinghouse-Bremse, Gasbeleuchtung, Dampfheizung                                                                            |
|                                                 | 145                                     | CC                                      | 7001–7025                               | MAN                                     | 25                                      | 1904                                    | C4 Bay 04                               |                                         | 10                                      | 4                                       | 19.190                                  | 12.500 3.500                            | Wagen 7007, 7008 und 7010 als Reparationslieferung, Westinghouse-Bremse, Gasbeleuchtung, Dampfheizung                        |
| Baureihen ab 1911 mit 3.5m langen Drehgestellen |                                         |                                         |                                         |                                         |                                         |                                         |                                         |                                         |                                         |                                         |                                         |                                         | |
|                                                 | 086                                     | ABCC                                    | 1 486-1 475                             | MAN                                     | 10                                      | 1912                                    | BC4 Bay 12 C4 Bay 12                    |                                         | 9                                       | 5                                       | 19.090                                  | 12.500 3.500                            | zwei Wagen als Reparation, Westinghouse-Bremse                                                                               |
|                                                 | 146 Pfalz 42                            | CC                                      | 7026–7060                               | MAN                                     | 35                                      | 1911                                    | C4 Bay 11 C4kr Bay 11a                  |                                         | 10                                      | 4                                       | 19.190                                  | 12.500 4.6250                           | (Details siehe Wagenblatt)Bei insgesamt sechs Wagen konnten das Doppelabteil E und F zum Krankentransport ausgerüstet werden |

### Personenwagen

#### Zweiachsige Durchgangswagen
| zweiachsige Durchgangswagen der ehemaligen B.O.B., 1876 übernommen | zweiachsige Durchgangswagen der ehemaligen B.O.B., 1876 übernommen | zweiachsige Durchgangswagen der ehemaligen B.O.B., 1876 übernommen | zweiachsige Durchgangswagen der ehemaligen B.O.B., 1876 übernommen | zweiachsige Durchgangswagen der ehemaligen B.O.B., 1876 übernommen | zweiachsige Durchgangswagen der ehemaligen B.O.B., 1876 übernommen | zweiachsige Durchgangswagen der ehemaligen B.O.B., 1876 übernommen | zweiachsige Durchgangswagen der ehemaligen B.O.B., 1876 übernommen | zweiachsige Durchgangswagen der ehemaligen B.O.B., 1876 übernommen | zweiachsige Durchgangswagen der ehemaligen B.O.B., 1876 übernommen | zweiachsige Durchgangswagen der ehemaligen B.O.B., 1876 übernommen | zweiachsige Durchgangswagen der ehemaligen B.O.B., 1876 übernommen | zweiachsige Durchgangswagen der ehemaligen B.O.B., 1876 übernommen | zweiachsige Durchgangswagen der ehemaligen B.O.B., 1876 übernommen |
| Blatt- Nr. (1897)                                                  | Blatt- Nr. (1913)                                                  | Gattung 1893                                                       | Wagen-Nr. (K.B.Sts.B.)                                             | Her- steller                                                       | Anz.                                                               | Bau- jahre                                                         | Gattung ab 1920                                                    | Wagen-Nr. (DRG)                                                    | Abteile je klasse                                                  | Anz. Ab- orte                                                      | L. ü. P [mm]                                                       | Achsstand (Drehgestell) [mm]                                       | Bemerkungen                                                        |
| ------------------------------------------------------------------ | ------------------------------------------------------------------ | ------------------------------------------------------------------ | ------------------------------------------------------------------ | ------------------------------------------------------------------ | ------------------------------------------------------------------ | ------------------------------------------------------------------ | ------------------------------------------------------------------ | ------------------------------------------------------------------ | ------------------------------------------------------------------ | ------------------------------------------------------------------ | ------------------------------------------------------------------ | ------------------------------------------------------------------ | ------------------------------------------------------------------ |
| 99                                                                 | 154I                                                               | Ci                                                                 | Details siehe Wagenblatt                                           | Details siehe Wagenblatt                                           | Details siehe Wagenblatt                                           | 1872/–74                                                           | Ci Bay 72                                                          |                                                                    | 4                                                                  |                                                                    | 8.940                                                              | 4.230                                                              | unterschiedliche Ausstattung Details siehe Wagenblatt              |
| 101                                                                | 154II                                                              | Ci                                                                 | Details siehe Wagenblatt                                           | Details siehe Wagenblatt                                           | Details siehe Wagenblatt                                           | 1872/–74                                                           | Ci Bay 72                                                          |                                                                    | 4                                                                  |                                                                    | 8.940                                                              | 4.230                                                              | unterschiedliche Ausstattung Details siehe Wagenblatt              |

| zweiachsige Durchgangswagen der Generation 1858–1889 | zweiachsige Durchgangswagen der Generation 1858–1889 | zweiachsige Durchgangswagen der Generation 1858–1889 | zweiachsige Durchgangswagen der Generation 1858–1889 | zweiachsige Durchgangswagen der Generation 1858–1889 | zweiachsige Durchgangswagen der Generation 1858–1889 | zweiachsige Durchgangswagen der Generation 1858–1889 | zweiachsige Durchgangswagen der Generation 1858–1889 | zweiachsige Durchgangswagen der Generation 1858–1889 | zweiachsige Durchgangswagen der Generation 1858–1889 | zweiachsige Durchgangswagen der Generation 1858–1889 | zweiachsige Durchgangswagen der Generation 1858–1889 | zweiachsige Durchgangswagen der Generation 1858–1889 | zweiachsige Durchgangswagen der Generation 1858–1889                                     |
| Blatt- Nr. (1897)                                    | Blatt- Nr. (1913)                                    | Gattung 1893                                         | Wagen-Nr. (K.B.Sts.B.)                               | Her- steller                                         | Anz.                                                 | Bau- jahre                                           | Gattung ab 1920                                      | Wagen-Nr. (DRG)                                      | Abteile je klasse                                    | Anz. Ab- orte                                        | L. ü. P [mm]                                         | Achsstand (Drehgestell) [mm]                         | Bemerkungen                                                                              |
| Staatsbahnwagen                                      | Staatsbahnwagen                                      | Staatsbahnwagen                                      | Staatsbahnwagen                                      | Staatsbahnwagen                                      | Staatsbahnwagen                                      | Staatsbahnwagen                                      | Staatsbahnwagen                                      | Staatsbahnwagen                                      | Staatsbahnwagen                                      | Staatsbahnwagen                                      | Staatsbahnwagen                                      | Staatsbahnwagen                                      | Staatsbahnwagen                                                                          |
| ---------------------------------------------------- | ---------------------------------------------------- | ---------------------------------------------------- | ---------------------------------------------------- | ---------------------------------------------------- | ---------------------------------------------------- | ---------------------------------------------------- | ---------------------------------------------------- | ---------------------------------------------------- | ---------------------------------------------------- | ---------------------------------------------------- | ---------------------------------------------------- | ---------------------------------------------------- | ---------------------------------------------------------------------------------------- |
| 102                                                  | –                                                    | Ci                                                   | 8001…8024*                                           | –                                                    | 40                                                   | 1858                                                 | Ci Bay 58                                            |                                                      | 5                                                    | –                                                    | 7.904                                                | 3.650                                                | *1893 in Ausmusterung, in der Liste von 1897 nur noch die Wagen 8008 und 8012 im Bestand |
| 100 103                                              | 150 bis 153                                          | Ci                                                   | 8025–8154, 8230–8354                                 | –                                                    | 255                                                  | 1872–1878                                            | Ci Bay 72                                            |                                                      | 5                                                    | –                                                    | 9.454                                                | 4.000 od. 4.370                                      | Varianten durch Ausstattung mit Öfen                                                     |
| 104                                                  | 155, 157–160                                         | Ci                                                   | 8162, 8355–8507                                      |                                                      | 154                                                  | 1887–1889                                            | Citr Bay 87/18, Citr Bay 87c/18, Citr Bay 88b/18     |                                                      | 5                                                    | –                                                    | 10.404                                               | 5.000                                                | Varianten durch Ausstattung mit Öfen                                                     |

| Zweiachsige Durchgangswagen der Generation 1890–1921                       | Zweiachsige Durchgangswagen der Generation 1890–1921                       | Zweiachsige Durchgangswagen der Generation 1890–1921                       | Zweiachsige Durchgangswagen der Generation 1890–1921                       | Zweiachsige Durchgangswagen der Generation 1890–1921                       | Zweiachsige Durchgangswagen der Generation 1890–1921                       | Zweiachsige Durchgangswagen der Generation 1890–1921                       | Zweiachsige Durchgangswagen der Generation 1890–1921                       | Zweiachsige Durchgangswagen der Generation 1890–1921                       | Zweiachsige Durchgangswagen der Generation 1890–1921                       | Zweiachsige Durchgangswagen der Generation 1890–1921                       | Zweiachsige Durchgangswagen der Generation 1890–1921                       | Zweiachsige Durchgangswagen der Generation 1890–1921                       | Zweiachsige Durchgangswagen der Generation 1890–1921                                                |
| Blatt- Nr. (1897)                                                          | Blatt- Nr. (1913)                                                          | Gattung 1893                                                               | Wagen-Nr. (K.B.Sts.B.)                                                     | Her- steller                                                               | Anz.                                                                       | Bau- jahre                                                                 | Gattung ab 1920                                                            | Wagen-Nr. (DRG)                                                            | Abteile je klasse                                                          | Anz. Ab- orte                                                              | L. ü. P [mm]                                                               | Achsstand (Drehgestell) [mm]                                               | Bemerkungen                                                                                         |
| Zweiachsige Durchgangswagen „für den Einsatz als Lazarettwagen vorgesehen“ | Zweiachsige Durchgangswagen „für den Einsatz als Lazarettwagen vorgesehen“ | Zweiachsige Durchgangswagen „für den Einsatz als Lazarettwagen vorgesehen“ | Zweiachsige Durchgangswagen „für den Einsatz als Lazarettwagen vorgesehen“ | Zweiachsige Durchgangswagen „für den Einsatz als Lazarettwagen vorgesehen“ | Zweiachsige Durchgangswagen „für den Einsatz als Lazarettwagen vorgesehen“ | Zweiachsige Durchgangswagen „für den Einsatz als Lazarettwagen vorgesehen“ | Zweiachsige Durchgangswagen „für den Einsatz als Lazarettwagen vorgesehen“ | Zweiachsige Durchgangswagen „für den Einsatz als Lazarettwagen vorgesehen“ | Zweiachsige Durchgangswagen „für den Einsatz als Lazarettwagen vorgesehen“ | Zweiachsige Durchgangswagen „für den Einsatz als Lazarettwagen vorgesehen“ | Zweiachsige Durchgangswagen „für den Einsatz als Lazarettwagen vorgesehen“ | Zweiachsige Durchgangswagen „für den Einsatz als Lazarettwagen vorgesehen“ | Zweiachsige Durchgangswagen „für den Einsatz als Lazarettwagen vorgesehen“                          |
| -------------------------------------------------------------------------- | -------------------------------------------------------------------------- | -------------------------------------------------------------------------- | -------------------------------------------------------------------------- | -------------------------------------------------------------------------- | -------------------------------------------------------------------------- | -------------------------------------------------------------------------- | -------------------------------------------------------------------------- | -------------------------------------------------------------------------- | -------------------------------------------------------------------------- | -------------------------------------------------------------------------- | -------------------------------------------------------------------------- | -------------------------------------------------------------------------- | --------------------------------------------------------------------------------------------------- |
| 110                                                                        | 161                                                                        | Ci                                                                         | 8508–8517                                                                  |                                                                            | 10                                                                         | 1892                                                                       | Ci Bay 92, Citr Bay 92a/18                                                 |                                                                            | 5                                                                          | 1                                                                          | 10.804                                                                     | 6.000                                                                      | beidseitig offene Übergangsbühnen                                                                   |
| 110                                                                        | 162                                                                        | Ci                                                                         | 8518–8607, 8638                                                            | 91                                                                         | 1892+96                                                                    | Ci Bay 92b, Citr Bay 92c/18                                                |                                                                            |                                                                            | 5                                                                          | 1                                                                          | 10.804                                                                     | 6.000                                                                      | beidseitig offene Übergangsbühnen                                                                   |
| Zweiachsige Durchgangswagen „für den Einsatz im Vorortverkehr“             |                                                                            |                                                                            |                                                                            |                                                                            |                                                                            |                                                                            |                                                                            |                                                                            |                                                                            |                                                                            |                                                                            |                                                                            | |
| 112                                                                        | 163                                                                        | Ci                                                                         | 8608–8637                                                                  | MAN                                                                        | 30                                                                         | 1895                                                                       | Ci Bay 95                                                                  |                                                                            | 6                                                                          | ohne                                                                       | 12.124                                                                     | 6.000                                                                      | mit Verbundfensterpaaren, beidseitig offene Übergangsbühnen, Traglastenabteil mit klappbaren Bänken |
| 112                                                                        | 163                                                                        | Ci                                                                         | 8638–8690                                                                  | MAN                                                                        | 53                                                                         | 1896                                                                       | Ci Bay 95                                                                  | 6.500                                                                      | 6                                                                          | ohne                                                                       | 12.124                                                                     |                                                                            | mit Verbundfensterpaaren, beidseitig offene Übergangsbühnen, Traglastenabteil mit klappbaren Bänken |
| Zweiachsige Durchgangswagen „für leichte Hauptbahn-Personenzüge“           |                                                                            |                                                                            |                                                                            |                                                                            |                                                                            |                                                                            |                                                                            |                                                                            |                                                                            |                                                                            |                                                                            |                                                                            | |
|                                                                            | 127                                                                        | BCi                                                                        | 2701–2760                                                                  |                                                                            | 60                                                                         | 1910–1912                                                                  | BCi Bay 10                                                                 |                                                                            | 5                                                                          | 1                                                                          | 11.354                                                                     | 6.500                                                                      | mit Schubabteil                                                                                     |
|                                                                            | 164                                                                        | Ci                                                                         | 12001–12240                                                                |                                                                            | 240                                                                        | 1910–1912                                                                  | Ci Bay 10                                                                  |                                                                            | 6                                                                          | 1                                                                          | 11.930                                                                     | 6.500                                                                      | |

#### Dreiachsige Durchgangswagen
| Dreiachsige Durchgangswagen der Generation 1890–1921           | Dreiachsige Durchgangswagen der Generation 1890–1921           | Dreiachsige Durchgangswagen der Generation 1890–1921           | Dreiachsige Durchgangswagen der Generation 1890–1921              | Dreiachsige Durchgangswagen der Generation 1890–1921           | Dreiachsige Durchgangswagen der Generation 1890–1921           | Dreiachsige Durchgangswagen der Generation 1890–1921           | Dreiachsige Durchgangswagen der Generation 1890–1921           | Dreiachsige Durchgangswagen der Generation 1890–1921           | Dreiachsige Durchgangswagen der Generation 1890–1921           | Dreiachsige Durchgangswagen der Generation 1890–1921           | Dreiachsige Durchgangswagen der Generation 1890–1921           | Dreiachsige Durchgangswagen der Generation 1890–1921           | Dreiachsige Durchgangswagen der Generation 1890–1921 |
| Blatt- Nr. (1897)                                              | Blatt- Nr. (1913)                                              | Gattung 1893                                                   | Wagen-Nr. (K.B.Sts.B.)                                            | Her- steller                                                   | Anz.                                                           | Bau- jahre                                                     | Gattung ab 1920                                                | Wagen-Nr. (DRG)                                                | Abteile je klasse                                              | Anz. Ab- orte                                                  | L. ü. P [mm]                                                   | Achsstand (Drehgestell) [mm]                                   | Bemerkungen |
| Dreiachsige Durchgangswagen „für den Einsatz im Vorortverkehr“ | Dreiachsige Durchgangswagen „für den Einsatz im Vorortverkehr“ | Dreiachsige Durchgangswagen „für den Einsatz im Vorortverkehr“ | Dreiachsige Durchgangswagen „für den Einsatz im Vorortverkehr“    | Dreiachsige Durchgangswagen „für den Einsatz im Vorortverkehr“ | Dreiachsige Durchgangswagen „für den Einsatz im Vorortverkehr“ | Dreiachsige Durchgangswagen „für den Einsatz im Vorortverkehr“ | Dreiachsige Durchgangswagen „für den Einsatz im Vorortverkehr“ | Dreiachsige Durchgangswagen „für den Einsatz im Vorortverkehr“ | Dreiachsige Durchgangswagen „für den Einsatz im Vorortverkehr“ | Dreiachsige Durchgangswagen „für den Einsatz im Vorortverkehr“ | Dreiachsige Durchgangswagen „für den Einsatz im Vorortverkehr“ | Dreiachsige Durchgangswagen „für den Einsatz im Vorortverkehr“ | Dreiachsige Durchgangswagen „für den Einsatz im Vorortverkehr“ |
| -------------------------------------------------------------- | -------------------------------------------------------------- | -------------------------------------------------------------- | ----------------------------------------------------------------- | -------------------------------------------------------------- | -------------------------------------------------------------- | -------------------------------------------------------------- | -------------------------------------------------------------- | -------------------------------------------------------------- | -------------------------------------------------------------- | -------------------------------------------------------------- | -------------------------------------------------------------- | -------------------------------------------------------------- | --- |
|                                                                | 168                                                            | Ci                                                             | 8691–8720                                                         | MAN                                                            | 30                                                             | 1898                                                           | C3i Bay 98                                                     |                                                                | 7                                                              |                                                                | 13.574                                                         | 9.250 4.625                                                    | offene Übergangsbühne mit einseitiger Handspindelbremse, Westinghouse-Bremse, Gasbeleuchtung, Dampfheizung, im Abteil neben dem Handbremserende sind die Sitze hochklappbar        |
| 8721–8799                                                      | 168                                                            | Ci                                                             | 79                                                                | MAN                                                            | 1899                                                           |                                                                | C3i Bay 98                                                     |                                                                | 7                                                              |                                                                | 13.574                                                         | 9.250 4.625                                                    | offene Übergangsbühne mit einseitiger Handspindelbremse, Westinghouse-Bremse, Gasbeleuchtung, Dampfheizung, im Abteil neben dem Handbremserende sind die Sitze hochklappbar        |
| 8911–8916                                                      | 168                                                            | Ci                                                             | 5                                                                 | MAN                                                            | 1899                                                           |                                                                | C3i Bay 98                                                     |                                                                | 7                                                              |                                                                | 13.574                                                         | 9.250 4.625                                                    | offene Übergangsbühne mit einseitiger Handspindelbremse, Westinghouse-Bremse, Gasbeleuchtung, Dampfheizung, im Abteil neben dem Handbremserende sind die Sitze hochklappbar        |
|                                                                | 172                                                            | Ci                                                             | 9496–9505                                                         | MAN                                                            | 10                                                             | 1902                                                           | C3i Bay 02                                                     |                                                                | 7                                                              |                                                                | 13.574                                                         | 9.250 4.625                                                    | offene Übergangsbühne mit einseitiger Handspindelbremse, Westinghouse-Bremse, Gasbeleuchtung, Dampfheizung, im Abteil neben dem Handbremserende sind die Sitze hochklappbar        |
| Dreiachsige Durchgangswagen „für den Ausflugverkehr“           |                                                                |                                                                |                                                                   |                                                                |                                                                |                                                                |                                                                |                                                                |                                                                |                                                                |                                                                |                                                                | |
|                                                                | 129                                                            | BCi                                                            | 2601–2633                                                         | MAN                                                            | 33                                                             | 1907/1908                                                      | BC3i Bay 07                                                    |                                                                | 6½                                                             | 1                                                              | 13.884                                                         | 9.250 4.625                                                    | beidseitig offene Übergangsbühnen, sechs Wagen als Reparationsleistung, Gasglühlicht und Dampfheizung                                                                              |
|                                                                | 170                                                            | Ci                                                             | 8871–8898, 8917–9245, 9248–9465, 9486–9495, 9506–9555, 9566–10123 | MAN, v. d. Z., WUMAG                                           | 1193                                                           | 1983                                                           | C3i Bay 99a                                                    |                                                                | 7                                                              | 1                                                              | 13.574                                                         | 9.250 4.625                                                    | beidseitig offene Übergangsbühnen, 279 Wagen als Reparationsleistung, Gasglühlicht und Dampfheizung                                                                                |
|                                                                | 173, 6212, 62121, 2                                            | Ci                                                             | 10124–10523                                                       | MAN                                                            | 400                                                            | 1913–1917                                                      | C3i Bay 13                                                     |                                                                | 7                                                              | 1                                                              | 13.574                                                         | 9.250 4.625                                                    | beidseitig offene Übergangsbühnen, 175 Wagen als Reparationsleistung, Gasglühlicht und Dampfheizung, 1918 Umzeichnung zu D3, 1928 zurück zu C3i, 1928 Einbau Aborte und Dixigitter |
|                                                                | 62123                                                          | Ci                                                             | 10524–11023                                                       | MAN                                                            | 300                                                            | 1920/1921                                                      | C3i Bay 20                                                     |                                                                | 7                                                              | 1                                                              | 13.574                                                         | 9.250 4.625                                                    | beidseitig offene Übergangsbühnen, Gasglühlicht und Dampfheizung, mindestens zwei Wagen zum „yg“-Programm                                                                          |
|                                                                | 62124                                                          | Ci                                                             | 10824–11023                                                       | MAN                                                            | 200                                                            | 1921/1922                                                      | C3i Bay 21                                                     |                                                                | 7                                                              | 1                                                              | 13.574                                                         | 9.250 4.625                                                    | beidseitig offene Übergangsbühnen, Gasglühlicht und Dampfheizung, mindestens ein Wagen zum „yg“-Programm, 44 Wagen 1927 zu EB 85 umgebaut                                          |

#### Abteilwagen der ehemaligen B.O.B.
Die Actiengesellschaft der bayerischen Ostbahnen war bis 1875 selbständig. Mit Gesetz vom 15. April 1875 erwarb der bayerische Staat die Ostbahn und führte sie am 1. Januar 1876 mit den Bayerischen Staatsbahnen zusammen.
| Abteilwagen der ehemaligen Bayerischen Ostbahn (B.O.B)                                        | Abteilwagen der ehemaligen Bayerischen Ostbahn (B.O.B)                                        | Abteilwagen der ehemaligen Bayerischen Ostbahn (B.O.B)                                        | Abteilwagen der ehemaligen Bayerischen Ostbahn (B.O.B)                                        | Abteilwagen der ehemaligen Bayerischen Ostbahn (B.O.B)                                        | Abteilwagen der ehemaligen Bayerischen Ostbahn (B.O.B)                                        | Abteilwagen der ehemaligen Bayerischen Ostbahn (B.O.B)                                        | Abteilwagen der ehemaligen Bayerischen Ostbahn (B.O.B)                                        | Abteilwagen der ehemaligen Bayerischen Ostbahn (B.O.B)                                        | Abteilwagen der ehemaligen Bayerischen Ostbahn (B.O.B)                                        | Abteilwagen der ehemaligen Bayerischen Ostbahn (B.O.B)                                        | Abteilwagen der ehemaligen Bayerischen Ostbahn (B.O.B)                                        | Abteilwagen der ehemaligen Bayerischen Ostbahn (B.O.B)                                        | Abteilwagen der ehemaligen Bayerischen Ostbahn (B.O.B)                                        |
| Blatt- Nr. (1897)                                                                             | Blatt- Nr. (1913)                                                                             | Gattung 1893                                                                                  | Wagen-Nr. (K.B.Sts.B.)                                                                        | Her- steller                                                                                  | Anz.                                                                                          | Bau- jahre                                                                                    | Gattung ab 1920                                                                               | Wagen-Nr. (DRG)                                                                               | Abteile je klasse                                                                             | Anz. Ab- orte                                                                                 | L. ü. P [mm]                                                                                  | Achsstand (Drehgestell) [mm]                                                                  | Bemerkungen                                                                                   |
| Abteilwagen der ehemaligen Bayerischen Ostbahn (1. Januar 1876 von der Staatsbahn übernommen) | Abteilwagen der ehemaligen Bayerischen Ostbahn (1. Januar 1876 von der Staatsbahn übernommen) | Abteilwagen der ehemaligen Bayerischen Ostbahn (1. Januar 1876 von der Staatsbahn übernommen) | Abteilwagen der ehemaligen Bayerischen Ostbahn (1. Januar 1876 von der Staatsbahn übernommen) | Abteilwagen der ehemaligen Bayerischen Ostbahn (1. Januar 1876 von der Staatsbahn übernommen) | Abteilwagen der ehemaligen Bayerischen Ostbahn (1. Januar 1876 von der Staatsbahn übernommen) | Abteilwagen der ehemaligen Bayerischen Ostbahn (1. Januar 1876 von der Staatsbahn übernommen) | Abteilwagen der ehemaligen Bayerischen Ostbahn (1. Januar 1876 von der Staatsbahn übernommen) | Abteilwagen der ehemaligen Bayerischen Ostbahn (1. Januar 1876 von der Staatsbahn übernommen) | Abteilwagen der ehemaligen Bayerischen Ostbahn (1. Januar 1876 von der Staatsbahn übernommen) | Abteilwagen der ehemaligen Bayerischen Ostbahn (1. Januar 1876 von der Staatsbahn übernommen) | Abteilwagen der ehemaligen Bayerischen Ostbahn (1. Januar 1876 von der Staatsbahn übernommen) | Abteilwagen der ehemaligen Bayerischen Ostbahn (1. Januar 1876 von der Staatsbahn übernommen) | Abteilwagen der ehemaligen Bayerischen Ostbahn (1. Januar 1876 von der Staatsbahn übernommen) |
| --------------------------------------------------------------------------------------------- | --------------------------------------------------------------------------------------------- | --------------------------------------------------------------------------------------------- | --------------------------------------------------------------------------------------------- | --------------------------------------------------------------------------------------------- | --------------------------------------------------------------------------------------------- | --------------------------------------------------------------------------------------------- | --------------------------------------------------------------------------------------------- | --------------------------------------------------------------------------------------------- | --------------------------------------------------------------------------------------------- | --------------------------------------------------------------------------------------------- | --------------------------------------------------------------------------------------------- | --------------------------------------------------------------------------------------------- | --------------------------------------------------------------------------------------------- |
| 35 u. 40                                                                                      | 47 48                                                                                         | AB                                                                                            | 388–389                                                                                       | Details siehe Wagenblatt                                                                      | Details siehe Wagenblatt                                                                      | Details siehe Wagenblatt                                                                      | AB Bay 58                                                                                     |                                                                                               | 1½ / 2                                                                                        |                                                                                               | 8.040                                                                                         | 3.790 3.660                                                                                   | unterschiedliche Anzahl Sitzplätze in der Ersten Klasse; unterschiedliche Radstände           |
| 41                                                                                            | 49 96 (als B)                                                                                 | AB                                                                                            | 418–432                                                                                       | Details siehe Wagenblatt                                                                      | Details siehe Wagenblatt                                                                      | Details siehe Wagenblatt                                                                      | AB Bay 64 B Bay 64                                                                            |                                                                                               | 3½                                                                                            | (2)                                                                                           | 8.620                                                                                         | 4.380                                                                                         |                                                                                               |
| 55                                                                                            | 111                                                                                           | AB                                                                                            | 201–203                                                                                       | Details siehe Wagenblatt                                                                      | Details siehe Wagenblatt                                                                      | Details siehe Wagenblatt                                                                      | B4 Bay 65                                                                                     |                                                                                               | 3(6)                                                                                          | (4)                                                                                           | 6.970 15.204                                                                                  | 3.210 2.500/9.500                                                                             | 1889–1891 Umnbau zu Vierachsern                                                               |
| 34                                                                                            | 98                                                                                            | AB                                                                                            | 433–437                                                                                       | Details siehe Wagenblatt                                                                      | Details siehe Wagenblatt                                                                      | Details siehe Wagenblatt                                                                      | AB Bay 68                                                                                     |                                                                                               | 4                                                                                             | (2)                                                                                           | 8.840                                                                                         | 4.380                                                                                         | Details siehe Wagenblatt                                                                      |
| 48                                                                                            | 99                                                                                            | AB                                                                                            | 438–447                                                                                       | Details siehe Wagenblatt                                                                      | Details siehe Wagenblatt                                                                      | Details siehe Wagenblatt                                                                      | B Bay 70                                                                                      |                                                                                               | 3½                                                                                            | 2                                                                                             | 8.305                                                                                         | 4.380                                                                                         | verschiedene Versionen; Details siehe Wagenblatt                                              |
| 45                                                                                            | 49                                                                                            | AB                                                                                            | 426                                                                                           | Klett                                                                                         | 1                                                                                             | 1865                                                                                          | AB Bay 65                                                                                     |                                                                                               | 3½                                                                                            | (2)                                                                                           | 8.620                                                                                         | 4.380                                                                                         | durchgehende, seitliche Laufbretter, mit Luftleitung für Westinghouse-Bremse                  |
| 45                                                                                            | 49                                                                                            | AB                                                                                            | 460                                                                                           | Klett                                                                                         | 1                                                                                             | 1873                                                                                          | AB Bay 65                                                                                     | durchgehende, seitliche Laufbretter, Westinghouse-Bremse                                      | 3½                                                                                            | (2)                                                                                           | 8.620                                                                                         | 4.380                                                                                         |                                                                                               |
| 45                                                                                            | 49/ 96                                                                                        | AB B                                                                                          | 448–471                                                                                       | Details siehe Wagenblatt                                                                      | Details siehe Wagenblatt                                                                      | Details siehe Wagenblatt                                                                      | AB Bay 72 B Bay 72                                                                            |                                                                                               | 3½                                                                                            | (2)                                                                                           | 8.620                                                                                         | 4.380                                                                                         | durchgehende, seitliche Laufbretter, Details siehe Wagenblatt                                 |
| 67                                                                                            | 104                                                                                           | B                                                                                             | 1 779–1 823                                                                                   | Details siehe Wagenblatt                                                                      | Details siehe Wagenblatt                                                                      | Details siehe Wagenblatt                                                                      | B Bay 58                                                                                      |                                                                                               | 4                                                                                             |                                                                                               |                                                                                               | 3.790                                                                                         | z. T. Bremserhaus; Details siehe Wagenblatt                                                   |
| 68                                                                                            | 105I                                                                                          | B                                                                                             | 1 824–1 838                                                                                   | Details siehe Wagenblatt                                                                      | Details siehe Wagenblatt                                                                      | Details siehe Wagenblatt                                                                      | B Bay 68                                                                                      |                                                                                               | 4                                                                                             | (2)                                                                                           | 8.430                                                                                         | 4.380/ 4.100                                                                                  | z. T. Bremserhaus; Details siehe Wagenblatt                                                   |
|                                                                                               | 105II 106                                                                                     | B                                                                                             | 1839–1862                                                                                     |                                                                                               | 34                                                                                            | 1870–1873                                                                                     |                                                                                               |                                                                                               | 4                                                                                             |                                                                                               | 8.310                                                                                         | 4.100                                                                                         | z. T. Bremserhaus                                                                             |
|                                                                                               | 115                                                                                           | BC                                                                                            | 3024–3038                                                                                     |                                                                                               | 15                                                                                            | 1864                                                                                          |                                                                                               |                                                                                               | 4                                                                                             |                                                                                               | 7.940                                                                                         | 3.790                                                                                         |                                                                                               |
| 3039–3053                                                                                     | 115                                                                                           | BC                                                                                            |                                                                                               | 15                                                                                            | 1870–1873                                                                                     |                                                                                               |                                                                                               |                                                                                               | 4                                                                                             |                                                                                               | 7.940                                                                                         | 3.790                                                                                         |                                                                                               |
|                                                                                               | 119                                                                                           | BC                                                                                            | 3462–3494                                                                                     |                                                                                               | 33                                                                                            | 1895–1902                                                                                     |                                                                                               |                                                                                               | 4                                                                                             |                                                                                               |                                                                                               |                                                                                               | Umbau aus B                                                                                   |
|                                                                                               | 134                                                                                           | C                                                                                             | 3976–4165                                                                                     |                                                                                               | 190                                                                                           | 1858–1862                                                                                     |                                                                                               |                                                                                               | 4                                                                                             |                                                                                               | 7.390                                                                                         | 3.500                                                                                         | z. T. Bremserhaus                                                                             |
| 4166–4175                                                                                     | 134                                                                                           | C                                                                                             |                                                                                               | 10                                                                                            | 1862–1864                                                                                     |                                                                                               |                                                                                               |                                                                                               | 4                                                                                             |                                                                                               | 7.390                                                                                         | 3.500                                                                                         | z. T. Bremserhaus                                                                             |
|                                                                                               | 136                                                                                           | C                                                                                             | 4176–4200                                                                                     |                                                                                               | 25                                                                                            | 1870                                                                                          | C Bay 70                                                                                      |                                                                                               | 4                                                                                             |                                                                                               | 7.560                                                                                         | 3.500                                                                                         | Details siehe Wagenblatt                                                                      |

#### Zweiachsige Abteilwagen der Übergangsbauart
Die Abteilwagen der Übergangsbauart von 1858 hatten einen Wagenkasten in Coupee-Form.
| ältere zweiachsige Abteilwagen der Generation 1858–1889 | ältere zweiachsige Abteilwagen der Generation 1858–1889 | ältere zweiachsige Abteilwagen der Generation 1858–1889 | ältere zweiachsige Abteilwagen der Generation 1858–1889 | ältere zweiachsige Abteilwagen der Generation 1858–1889 | ältere zweiachsige Abteilwagen der Generation 1858–1889 | ältere zweiachsige Abteilwagen der Generation 1858–1889 | ältere zweiachsige Abteilwagen der Generation 1858–1889 | ältere zweiachsige Abteilwagen der Generation 1858–1889 | ältere zweiachsige Abteilwagen der Generation 1858–1889 | ältere zweiachsige Abteilwagen der Generation 1858–1889 | ältere zweiachsige Abteilwagen der Generation 1858–1889 | ältere zweiachsige Abteilwagen der Generation 1858–1889 | ältere zweiachsige Abteilwagen der Generation 1858–1889                                               |
| Blatt- Nr. (1897)                                       | Blatt- Nr. (1913)                                       | Gattung 1893                                            | Wagen-Nr. (K.B.Sts.B.)                                  | Her- steller                                            | Anz.                                                    | Bau- jahre                                              | Gattung ab 1920                                         | Wagen-Nr. (DRG)                                         | Abteile je klasse                                       | Anz. Ab- orte                                           | L. ü. P [mm]                                            | Achsstand (Drehgestell) [mm]                            | Bemerkungen                                                                                           |
| ------------------------------------------------------- | ------------------------------------------------------- | ------------------------------------------------------- | ------------------------------------------------------- | ------------------------------------------------------- | ------------------------------------------------------- | ------------------------------------------------------- | ------------------------------------------------------- | ------------------------------------------------------- | ------------------------------------------------------- | ------------------------------------------------------- | ------------------------------------------------------- | ------------------------------------------------------- | --- |
| 29                                                      | [ Anm 3 ]                                               | A                                                       | 82                                                      |                                                         | 1                                                       | 1858–1859                                               |                                                         |                                                         | 4                                                       |                                                         | 8.144                                                   | 3.790 (sp. auch 4.000)                                  | Gasbeleuchtung, mit Luftleitung für Westinghouse Apparat ausgerüstet                                  |
| 29                                                      | 133 (als C)                                             | A                                                       | 83                                                      |                                                         | 1                                                       | 1858–1859                                               |                                                         |                                                         | 4                                                       |                                                         | 8.144                                                   | 3.790 (sp. auch 4.000)                                  | im Verzeichnis 1913 als „C“ aufgeführt, Öl-Lampen, Dampfheizung, Luftleitung für Westinghouse-Apparat |
| 29                                                      | 133 (als C)                                             | A                                                       | 84, 85, 89                                              |                                                         | 3                                                       | 1858–1859                                               |                                                         |                                                         | 4                                                       |                                                         | 8.144                                                   | 3.790 (sp. auch 4.000)                                  | im Verzeichnis 1913 als „C“ aufgeführt, Öl-Lampen, Luftleitung für Westinghouse-Apparat               |
| 29                                                      | [ Anm 3 ]                                               | A                                                       | 86–88, 90                                               |                                                         | 4                                                       | 1858–1859                                               |                                                         |                                                         | 4                                                       |                                                         | 8.144                                                   | 3.790 (sp. auch 4.000)                                  | Oel-Lampen                                                                                            |

#### Klassische zweiachsige Abteilwagen
Die klassischen Abteilwagen wurden von 1861 bis 1888 gebaut.
| ältere zweiachsige Abteilwagen der Generation 1858–1889 | ältere zweiachsige Abteilwagen der Generation 1858–1889 | ältere zweiachsige Abteilwagen der Generation 1858–1889 | ältere zweiachsige Abteilwagen der Generation 1858–1889 | ältere zweiachsige Abteilwagen der Generation 1858–1889 | ältere zweiachsige Abteilwagen der Generation 1858–1889 | ältere zweiachsige Abteilwagen der Generation 1858–1889                      | ältere zweiachsige Abteilwagen der Generation 1858–1889 | ältere zweiachsige Abteilwagen der Generation 1858–1889 | ältere zweiachsige Abteilwagen der Generation 1858–1889 | ältere zweiachsige Abteilwagen der Generation 1858–1889 | ältere zweiachsige Abteilwagen der Generation 1858–1889 | ältere zweiachsige Abteilwagen der Generation 1858–1889 | ältere zweiachsige Abteilwagen der Generation 1858–1889                                      |
| Blatt- Nr. (1897)                                       | Blatt- Nr. (1913)                                       | Gattung 1893                                            | Wagen-Nr. (K.B.Sts.B.)                                  | Her- steller                                            | Anz.                                                    | Bau- jahre                                                                   | Gattung ab 1920                                         | Wagen-Nr. (DRG)                                         | Abteile je klasse                                       | Anz. Ab- orte                                           | L. ü. P [mm]                                            | Achsstand (Drehgestell) [mm]                            | Bemerkungen                                                                                  |
| ------------------------------------------------------- | ------------------------------------------------------- | ------------------------------------------------------- | ------------------------------------------------------- | ------------------------------------------------------- | ------------------------------------------------------- | ---------------------------------------------------------------------------- | ------------------------------------------------------- | ------------------------------------------------------- | ------------------------------------------------------- | ------------------------------------------------------- | ------------------------------------------------------- | ------------------------------------------------------- | -------------------------------------------------------------------------------------------- |
| 31                                                      | 41, 96 (als B), 133 (als C)                             | A                                                       | 91-100                                                  |                                                         | 10                                                      | 1872                                                                         |                                                         |                                                         | 2/2                                                     | 2                                                       | 8.464                                                   | 4.000 od. 4.370                                         | je zwei Abteile haben Zugang zu einem gemeinsamen Abort, Luftleitung für Westinghouse-Bremse |
| 31                                                      | 41, 96 (als B), 133 (als C)                             | A                                                       | 101-110                                                 | 10                                                      | 1873                                                    | je zwei Abteile haben Zugang zu einem gemeinsamen Abort, Westinghouse-Bremse |                                                         |                                                         | 2/2                                                     | 2                                                       | 8.464                                                   | 4.000 od. 4.370                                         |                                                                                              |
| 32                                                      | 41, 96 (als B), 133 (als C)                             | A                                                       | 111-115                                                 |                                                         | 5                                                       | 1877                                                                         |                                                         |                                                         | 2/2                                                     | 2                                                       | 8.464                                                   | 4.000 od. 4.370                                         | je zwei Abteile haben Zugang zu einem gemeinsamen Abort, Westinghouse-Bremse                 |
| 32                                                      | 41, 96 (als B), 133 (als C)                             | A                                                       | 116-120                                                 | 5                                                       | 1878                                                    | je zwei Abteile haben Zugang zu einem gemeinsamen Abort, Westinghouse-Bremse |                                                         |                                                         | 2/2                                                     | 2                                                       | 8.464                                                   | 4.000 od. 4.370                                         |                                                                                              |
|                                                         | 50, 53, 96 (als B), 133 (als C)                         | AB                                                      | 204–230, 241–265, 317–359                               |                                                         | 67                                                      | 1861–1873                                                                    |                                                         |                                                         | 2/2                                                     | – (sp. auch 2)                                          | 8.250                                                   | 4.000                                                   | Bremserbühne                                                                                 |
|                                                         | 97 (als B)                                              | AB                                                      | 204–230, 241–265, 317–359                               |                                                         | 28                                                      | 1872–1874                                                                    |                                                         | 3½                                                      |                                                         | – (sp. auch 2)                                          | 8.250                                                   | 4.000                                                   |                                                                                              |
|                                                         | 51, 96 (als B), 133 (als C)                             | AB                                                      | 231–240, 266–291                                        |                                                         | 36                                                      | 1863–1868                                                                    |                                                         |                                                         | 4                                                       |                                                         | 8.224                                                   | 4.000                                                   | unten eingezogene Stirnwände                                                                 |
|                                                         | 52, 96 (als B)                                          | AB                                                      | 292–316                                                 |                                                         | 25                                                      | 1871                                                                         |                                                         |                                                         | 3½                                                      | – (später 2)                                            | 8.564                                                   | 4.000 od. 4.370                                         | Bremserbühne                                                                                 |
|                                                         | 54, 96 (als B)                                          | AB                                                      | 360–387, 472–521, 530–536                               |                                                         | 85                                                      | 1875–1882                                                                    |                                                         |                                                         | 4                                                       | – (später 2)                                            | 8,464                                                   | 4,37                                                    |                                                                                              |
|                                                         | 100, 103, 133 (als C)                                   | B                                                       | 1503–1778, 1863–1941                                    |                                                         | 105                                                     | 1861–1875                                                                    |                                                         |                                                         | 3½                                                      | – (sp. auch 2)                                          | 8,464                                                   | 4,0 od. 4,37                                            | Bremserbühne                                                                                 |
|                                                         | 101, 102, 133 (als C)                                   | B                                                       | 1503–1778, 1863–1941                                    | –                                                       | 252                                                     | 1863–1878                                                                    |                                                         |                                                         | 4                                                       | – (sp. auch 2)                                          | 8,464                                                   | 4,0 od. 4,37                                            |                                                                                              |
| Abteilwagen der 1880er-Jahre mit verlängertem Achsstand |                                                         |                                                         |                                                         |                                                         |                                                         |                                                                              |                                                         |                                                         |                                                         |                                                         |                                                         |                                                         |                                                                                              |
|                                                         | 42                                                      | A                                                       | 121–127                                                 | –                                                       | 7                                                       | 1882                                                                         |                                                         |                                                         | 3½                                                      | 1                                                       | 9,300                                                   | 4,7 (später 5,5)                                        | um 1890 Achsstand verlängert                                                                 |
|                                                         | 55, 96 (als B)                                          | AB                                                      | 522–529, 537–571                                        | –                                                       | 43                                                      | 1879–85                                                                      |                                                         |                                                         | 4                                                       | 1                                                       | 9,300                                                   | 4,7 (später 5,5)                                        | um 1890 Achsstand verlängert                                                                 |
|                                                         | 57, 107 (als B)                                         | AB                                                      | 572–622, 637–643                                        |                                                         | 58                                                      | 1886–87                                                                      | BC3 Bay 86/21/26, BC3 Bay 86a/21/26                     |                                                         | 4                                                       | 2                                                       | 10,424                                                  | 5,5 (sp. 2 × 3,3)                                       | Bremserhaus; um 1890 zu Dreiachsern umgebaut                                                 |
|                                                         | 58, 110 (als B)                                         | AB                                                      | 623–636, 644–651                                        |                                                         | 22                                                      | 1887                                                                         | B3 Bay 87/26, BC3 Bay 87/21/26                          |                                                         | 3½                                                      | 2                                                       | 10,424                                                  | 5,5 (sp. 2 × 3,3)                                       | Bremserhaus; um 1890 zu Dreiachsern umgebaut                                                 |
|                                                         | 139                                                     | C                                                       | 4442–4461                                               |                                                         | 20                                                      | 1889                                                                         | C Bay 89/18                                             |                                                         | 5                                                       | – (später 2)                                            | 9,204                                                   | 5,0                                                     |                                                                                              |
|                                                         | 140                                                     | C                                                       | 4462–4501                                               | –                                                       | 40                                                      | 1889                                                                         |                                                         |                                                         | 4½                                                      | – (später 2)                                            | 9,204                                                   | 5,0                                                     | Bremserbühne                                                                                 |

#### Dreiachsige Abteilwagen
| Dreiachsige Abteilwagen ab 1886 | Dreiachsige Abteilwagen ab 1886 | Dreiachsige Abteilwagen ab 1886 | Dreiachsige Abteilwagen ab 1886 | Dreiachsige Abteilwagen ab 1886 | Dreiachsige Abteilwagen ab 1886 | Dreiachsige Abteilwagen ab 1886 | Dreiachsige Abteilwagen ab 1886 | Dreiachsige Abteilwagen ab 1886 | Dreiachsige Abteilwagen ab 1886 | Dreiachsige Abteilwagen ab 1886 | Dreiachsige Abteilwagen ab 1886 | Dreiachsige Abteilwagen ab 1886 | Dreiachsige Abteilwagen ab 1886 |
| Blatt- Nr. (1897)               | Blatt- Nr. (1913)               | Gattung 1893                    | Wagen-Nr. (K.B.Sts.B.)          | Her- steller                    | Anz.                            | Bau- jahre                      | Gattung ab 1920                 | Wagen-Nr. (DRG)                 | Abteile je klasse               | Anz. Ab- orte                   | L. ü. P [mm]                    | Achsstand (Drehgestell) [mm]    | Bemerkungen |
| Bauart von 1886/1887            | Bauart von 1886/1887            | Bauart von 1886/1887            | Bauart von 1886/1887            | Bauart von 1886/1887            | Bauart von 1886/1887            | Bauart von 1886/1887            | Bauart von 1886/1887            | Bauart von 1886/1887            | Bauart von 1886/1887            | Bauart von 1886/1887            | Bauart von 1886/1887            | Bauart von 1886/1887            | Bauart von 1886/1887 |
| ------------------------------- | ------------------------------- | ------------------------------- | ------------------------------- | ------------------------------- | ------------------------------- | ------------------------------- | ------------------------------- | ------------------------------- | ------------------------------- | ------------------------------- | ------------------------------- | ------------------------------- | --- |
| 51                              | 58                              | AB                              | 623-636                         |                                 | 14                              | 1887                            | AB3 Bay 87                      |                                 | 3½                              | 2                               | 10.424                          | 2 × 3.300                       | mit Bremserhaus, Westinghouse-Bremse, Gasbeleuchtung, Dampfheizung; teilweise Luftleitung für Hardy-Bremse und Rayl-Signal              |
| 51                              | 58                              | AB                              | 644–651                         |                                 | 8                               | 1887                            | AB3 Bay 87                      |                                 | 3½                              | 2                               | 10.424                          | 2 × 3.300                       | mit Bremserhaus, Westinghouse-Bremse, Gasbeleuchtung, Dampfheizung; teilweise Luftleitung für Hardy-Bremse und Rayl-Signal              |
| 52                              | 57 (als AB) 107 (als B)         | AB B                            | 572–622                         |                                 | 51                              | 1886/87                         | AB3 Bay 86 B3 Bay 86            |                                 | 3½                              | 2                               | 10.424                          | 2 × 3.300                       | mit Bremserhaus, Westinghouse-Bremse, Gasbeleuchtung, Dampfheizung; teilweise Hardy-Bremse, Luftleitung für Saugluftbremse, Rayl-Signal |
| 52                              | 57 (als AB) 107 (als B)         | AB B                            | 637-643                         |                                 | 7                               | 1886/87                         | AB3 Bay 86 B3 Bay 86            |                                 | 3½                              | 2                               | 10.424                          | 2 × 3.300                       | mit Bremserhaus, Westinghouse-Bremse, Gasbeleuchtung, Dampfheizung; teilweise Hardy-Bremse, Luftleitung für Saugluftbremse, Rayl-Signal |
| 53                              | 59                              | AB                              | 652–772                         |                                 | 121                             | 1891–1896                       | B3 Bay 91                       |                                 | 4                               | 3                               | 10.324                          | 2 × 3.250                       | mit Freisitzbremse, Westinghouse-Bremse, Gasbeleuchtung, Dampfheizung                                                                   |
| 73                              | 108                             | B                               | 1842–1986                       |                                 | 45                              | 1892–1893                       | B3 Bay 92/26                    |                                 | 4                               | 3                               | 10.324                          | 2 × 3.250                       | mit Bremserhaus, Westinghouse-Bremse, Gasbeleuchtung, Dampfheizung                                                                      |
| 85                              | 121                             | BC                              | 3170–3174                       |                                 | 5                               | 1891                            | BC3 Bay 91                      |                                 | 5                               | 3                               | 10.324                          | 2 × 3.250                       | Freisitzbremse, Westinghouse-Bremse, Gasbeleuchtung, Dampfheizung                                                                       |
| 85                              | 121                             | BC                              | 3175–3184                       | 10                              | 1892                            |                                 | BC3 Bay 91                      |                                 | 5                               | 3                               | 10.324                          | 2 × 3.250                       | Freisitzbremse, Westinghouse-Bremse, Gasbeleuchtung, Dampfheizung                                                                       |
| 85                              | 121                             | BC                              | 3185–3206                       | 22                              | 1893                            |                                 | BC3 Bay 91                      |                                 | 5                               | 3                               | 10.324                          | 2 × 3.250                       | Freisitzbremse, Westinghouse-Bremse, Gasbeleuchtung, Dampfheizung                                                                       |
| 97                              | 142                             | C                               | 4502–4684                       |                                 | 183                             | 1891–1893                       | C3 Bay 91                       |                                 | 5½                              | 2                               | 10.324                          | 2 × 3.250                       | Freisitzbremse, Westinghouse-Bremse, Gasbeleuchtung, Dampfheizung                                                                       |
| Bauarten ab 1904                |                                 |                                 |                                 |                                 |                                 |                                 |                                 |                                 |                                 |                                 |                                 |                                 | |
|                                 | 60                              | AB                              | 773–802                         | MAN                             | 40                              | 1904                            | B3 Bay 04                       |                                 | 1 / 4                           | 4                               | 13.644                          | 2 × 4.625                       | Westinghouse-Bremse, Gasbeleuchtung, Dampfheizung, 18 Wagen als Reparationsleistung abgegeben, ab 1950 alle Wagen als C3 Bay 04         |
| 803–817                         | 60                              | AB                              | Rathgeber                       | 15                              | 1905                            |                                 | B3 Bay 04                       |                                 | 1 / 4                           | 4                               | 13.644                          | 2 × 4.625                       | Westinghouse-Bremse, Gasbeleuchtung, Dampfheizung, 18 Wagen als Reparationsleistung abgegeben, ab 1950 alle Wagen als C3 Bay 04         |
|                                 | 109                             | B                               | 1987–1996                       |                                 | 10                              | 1904                            | B3 Bay 04a                      |                                 | 5                               | 4                               | 13.414                          | 2 × 4.625                       | |
|                                 | 122                             | BC                              | 3207–3221                       | Rathgeber                       | 15                              | 1904                            | BC Bay 04                       |                                 | 6                               | 4                               | 13.674                          | 2 × 4.625                       | Westinghouse-Bremse, Gasbeleuchtung, Dampfheizung                                                                                       |
| 3222–3236                       | 122                             | BC                              | MAN                             | 15                              | 1905                            |                                 | BC Bay 04                       |                                 | 6                               | 4                               | 13.674                          | 2 × 4.625                       | Westinghouse-Bremse, Gasbeleuchtung, Dampfheizung                                                                                       |
|                                 | 143                             | C                               | 4685–4699                       | MAN                             | 15                              | 1907                            | C3 Bay 07                       |                                 | 7                               | 3                               | 15.584                          | 2 × 4.625                       | Westinghouse-Bremse, Gasbeleuchtung, Dampfheizung                                                                                       |

### Postwagen
Der Transport von Postsachen war auch in Bayern ein Staatsmonopol, welches ursprünglich überwiegend mit Pferdekutschen bewältigt wurde. Mit dem Aufkommen der Eisenbahn erwuchs hier dem Staat - der zuvor das Monopol der Fam. Thurn & Taxis abgekauft hatte - eine Konkurrenz. Mit entsprechenden Verträgen wurden daher alle Gesellschaften – auch staatliche – dazu verpflichtet, den Postdienst mitzutragen. Dies geschah so zum Beispiel im § 15 der Konzessionsurkunde der B.O.B. dergestalt, dass

„daß die Benützung der Eisenbahnen von Seite der Post bei allen Fahrten vorbehalten bleibe.“

Dies bedeutete, dass im Gegensatz zu Preußen im Königreich Bayern sowohl die B.O.B. als auch die Staatsbahn und alle anderen Privatbahnen - beispielsweise die Pfalzbahn - Eigentümer der Postwagen waren, das geeignete Rollmaterial auf ihre Kosten beschaffen und zur Verfügung stellen mussten. Das Personal wurde von der Königlich Bayerischen Postverwaltung gestellt. Dies änderte sich erst mit der Eingliederung der Bayerischen Postverwaltung in die Reichspostverwaltung zum 1. April 1920. Für die Beschaffung blieb allerdings weiterhin eine Eigenständigkeit bis zum 31. Oktober 1933 (Auflösung der Gruppenverwaltung Bayern).

#### Postwagen der ehemaligen B.O.B.
| Postwagen der ehemaligen B.O.B., ab 1874 bei der Staatsbahn eingereiht | Postwagen der ehemaligen B.O.B., ab 1874 bei der Staatsbahn eingereiht | Postwagen der ehemaligen B.O.B., ab 1874 bei der Staatsbahn eingereiht | Postwagen der ehemaligen B.O.B., ab 1874 bei der Staatsbahn eingereiht | Postwagen der ehemaligen B.O.B., ab 1874 bei der Staatsbahn eingereiht | Postwagen der ehemaligen B.O.B., ab 1874 bei der Staatsbahn eingereiht | Postwagen der ehemaligen B.O.B., ab 1874 bei der Staatsbahn eingereiht | Postwagen der ehemaligen B.O.B., ab 1874 bei der Staatsbahn eingereiht | Postwagen der ehemaligen B.O.B., ab 1874 bei der Staatsbahn eingereiht | Postwagen der ehemaligen B.O.B., ab 1874 bei der Staatsbahn eingereiht | Postwagen der ehemaligen B.O.B., ab 1874 bei der Staatsbahn eingereiht | Postwagen der ehemaligen B.O.B., ab 1874 bei der Staatsbahn eingereiht | Postwagen der ehemaligen B.O.B., ab 1874 bei der Staatsbahn eingereiht | Postwagen der ehemaligen B.O.B., ab 1874 bei der Staatsbahn eingereiht |
| Blatt- Nr. (1897)                                                      | Blatt- Nr. (1913)                                                      | Gattung 1893                                                           | Wagen-Nr. (K.B.Sts.B.)                                                 | Hersteller                                                             | Anz.                                                                   | Baujahre                                                               | Gattung ab 1920                                                        | Wagen-Nr. (DRG)                                                        | Abteile je klasse                                                      | Aborte                                                                 | L. ü. P [mm]                                                           | Achsstand (Drehgestell) [mm]                                           | Bemerkungen                                                            |
| zweiachsige Wagen gebaut zwischen 1861 und 1875                        | zweiachsige Wagen gebaut zwischen 1861 und 1875                        | zweiachsige Wagen gebaut zwischen 1861 und 1875                        | zweiachsige Wagen gebaut zwischen 1861 und 1875                        | zweiachsige Wagen gebaut zwischen 1861 und 1875                        | zweiachsige Wagen gebaut zwischen 1861 und 1875                        | zweiachsige Wagen gebaut zwischen 1861 und 1875                        | zweiachsige Wagen gebaut zwischen 1861 und 1875                        | zweiachsige Wagen gebaut zwischen 1861 und 1875                        | zweiachsige Wagen gebaut zwischen 1861 und 1875                        | zweiachsige Wagen gebaut zwischen 1861 und 1875                        | zweiachsige Wagen gebaut zwischen 1861 und 1875                        | zweiachsige Wagen gebaut zwischen 1861 und 1875                        | zweiachsige Wagen gebaut zwischen 1861 und 1875                        |
| ---------------------------------------------------------------------- | ---------------------------------------------------------------------- | ---------------------------------------------------------------------- | ---------------------------------------------------------------------- | ---------------------------------------------------------------------- | ---------------------------------------------------------------------- | ---------------------------------------------------------------------- | ---------------------------------------------------------------------- | ---------------------------------------------------------------------- | ---------------------------------------------------------------------- | ---------------------------------------------------------------------- | ---------------------------------------------------------------------- | ---------------------------------------------------------------------- | ---------------------------------------------------------------------- |
| 115                                                                    | 188                                                                    | Posti                                                                  | Details siehe Wagenblatt                                               | Details siehe Wagenblatt                                               | Details siehe Wagenblatt                                               | Details siehe Wagenblatt                                               | Posti Bay 61                                                           |                                                                        | B / P                                                                  |                                                                        | 7.846                                                                  | Details siehe Wagenblatt                                               | Details siehe Wagenblatt                                               |
| 125                                                                    | 208                                                                    | PostC                                                                  | Details siehe Wagenblatt                                               | Details siehe Wagenblatt                                               | Details siehe Wagenblatt                                               | Details siehe Wagenblatt                                               | CPost Bay 61                                                           |                                                                        | 2 / B / P                                                              |                                                                        | 8.355                                                                  | Unterschiedliche Ausstattung; Details siehe Wagenblatt                 | Unterschiedliche Ausstattung; Details siehe Wagenblatt                 |
| 126                                                                    | 209                                                                    | PostP                                                                  | Details siehe Wagenblatt                                               | Details siehe Wagenblatt                                               | Details siehe Wagenblatt                                               | Details siehe Wagenblatt                                               | PostP Bay 61                                                           |                                                                        | B / P                                                                  |                                                                        | 7.846                                                                  | Unterschiedliche Ausstattung; Details siehe Wagenblatt                 | Unterschiedliche Ausstattung; Details siehe Wagenblatt                 |
| 116                                                                    | 189                                                                    | Post                                                                   | Details siehe Wagenblatt                                               | Details siehe Wagenblatt                                               | Details siehe Wagenblatt                                               | Details siehe Wagenblatt                                               | Post Bay 64                                                            |                                                                        | B / P                                                                  |                                                                        | 7.846                                                                  | Details siehe Wagenblatt                                               | Details siehe Wagenblatt                                               |
| 125                                                                    | 208                                                                    | PostC                                                                  | Details siehe Wagenblatt                                               | Details siehe Wagenblatt                                               | Details siehe Wagenblatt                                               | Details siehe Wagenblatt                                               | CPost Bay 64                                                           |                                                                        | 2 / B / P                                                              |                                                                        | 8.355                                                                  | Unterschiedliche Ausstattung; Details siehe Wagenblatt                 | Unterschiedliche Ausstattung; Details siehe Wagenblatt                 |
| 126                                                                    | 209                                                                    | PostP                                                                  | Details siehe Wagenblatt                                               | Details siehe Wagenblatt                                               | Details siehe Wagenblatt                                               | Details siehe Wagenblatt                                               | PostP Bay 64                                                           |                                                                        | B / P                                                                  |                                                                        | 8.324                                                                  | Unterschiedliche Ausstattung; Details siehe Wagenblatt                 | Unterschiedliche Ausstattung; Details siehe Wagenblatt                 |

#### Postwagen der Staatsbahn
| Postwagen der königl. Bayerischen Post                                                                 | Postwagen der königl. Bayerischen Post           | Postwagen der königl. Bayerischen Post          | Postwagen der königl. Bayerischen Post          | Postwagen der königl. Bayerischen Post          | Postwagen der königl. Bayerischen Post          | Postwagen der königl. Bayerischen Post          | Postwagen der königl. Bayerischen Post          | Postwagen der königl. Bayerischen Post          | Postwagen der königl. Bayerischen Post          | Postwagen der königl. Bayerischen Post          | Postwagen der königl. Bayerischen Post          | Postwagen der königl. Bayerischen Post          | Postwagen der königl. Bayerischen Post                                 |
| Blatt- Nr. (1897)                                                                                      | Blatt- Nr. (1913)                                | Gattung 1893                                    | Wagen-Nr. (K.B.Sts.B.)                          | Hersteller                                      | Anz.                                            | Baujahre                                        | Gattung ab 1920                                 | Post Gattung                                    | Abteile je klasse                               | Aborte                                          | L. ü. P [mm]                                    | Achsstand (Drehgestell) [mm]                    | Bemerkungen                                                            |
| zweiachsige Wagen gebaut zwischen 1852 und 1858                                                        | zweiachsige Wagen gebaut zwischen 1852 und 1858  | zweiachsige Wagen gebaut zwischen 1852 und 1858 | zweiachsige Wagen gebaut zwischen 1852 und 1858 | zweiachsige Wagen gebaut zwischen 1852 und 1858 | zweiachsige Wagen gebaut zwischen 1852 und 1858 | zweiachsige Wagen gebaut zwischen 1852 und 1858 | zweiachsige Wagen gebaut zwischen 1852 und 1858 | zweiachsige Wagen gebaut zwischen 1852 und 1858 | zweiachsige Wagen gebaut zwischen 1852 und 1858 | zweiachsige Wagen gebaut zwischen 1852 und 1858 | zweiachsige Wagen gebaut zwischen 1852 und 1858 | zweiachsige Wagen gebaut zwischen 1852 und 1858 | zweiachsige Wagen gebaut zwischen 1852 und 1858                        |
| --- | ------------------------------------------------ | ----------------------------------------------- | ----------------------------------------------- | ----------------------------------------------- | ----------------------------------------------- | ----------------------------------------------- | ----------------------------------------------- | ----------------------------------------------- | ----------------------------------------------- | ----------------------------------------------- | ----------------------------------------------- | ----------------------------------------------- | ---------------------------------------------------------------------- |
| (53)                                                                                                   |                                                  | B.P.                                            | 4 049-4 050 4 052-4 054                         |                                                 | 5                                               | 1858                                            | Post Bay 58                                     |                                                 | B / P                                           |                                                 | 8,224                                           | 3.379                                           | mit Zwischenwand                                                       |
| zweiachsige Wagen gebaut zwischen 1861 und 1888                                                        |                                                  |                                                 |                                                 |                                                 |                                                 |                                                 |                                                 |                                                 |                                                 |                                                 |                                                 |                                                 |                                                                        |
| 117 | 186                                              | Post                                            | 15001–15114                                     |                                                 | 116                                             | 1861–1874                                       | Post Bay 61                                     |                                                 | B / P                                           |                                                 | 8,224                                           | 4.000                                           | ohne Zwischenwand                                                      |
| 118 | 187                                              | Post                                            | 15115–15213                                     |                                                 | 84                                              | 1875–1882                                       | Post Bay 75                                     |                                                 | B / P                                           |                                                 | 8.950                                           | 4.370                                           | mit Zwischenwand                                                       |
| 119 | 190                                              | Post                                            | 15214–15219                                     |                                                 | 6                                               | 1888                                            | Post Bay 83                                     |                                                 | B / P                                           |                                                 | 10.024                                          | 5.000                                           | ohne Zwischenwand                                                      |
| dreiachsige Wagen gebaut zwischen 1883 und 1921 mit 10 Meter Wagenkastenlänge (Post -a/10)             |                                                  |                                                 |                                                 |                                                 |                                                 |                                                 |                                                 |                                                 |                                                 |                                                 |                                                 |                                                 |                                                                        |
| 121 | 192                                              | Post                                            | 15 220-15 244                                   |                                                 | 25                                              | 1883–1887                                       | Post3 Bay 83                                    | Post3/10I                                       | B / P                                           | 1                                               | 11.524                                          | 6.600                                           | mit Oberlichtaufbau und hochgesetztem, integriertem Bremserhaus        |
| 122 | 193                                              | Post                                            | 15 310-15 333                                   |                                                 | 24                                              | 1897–01                                         | Post3 Bay 97                                    | Post3/10II                                      | B / P                                           | 1                                               | 11.524                                          | 7.700                                           | mit Oberlichtaufbau und hochgesetztem, integriertem Bremserhaus        |
| | 194                                              | Post                                            | 15 379-15 390                                   |                                                 | 12                                              | 1903–1904                                       | Post3 Bay 03                                    | Post3/10III                                     | B / P                                           | 1                                               | 11.524                                          | 7.700                                           | mit Oberlichtaufbau und hochgesetztem, integriertem Bremserhaus        |
| dreiachsige Wagen gebaut zwischen 1883 und 1921 mit 12 Meter Wagenkastenlänge (Post 3-b/12)            |                                                  |                                                 |                                                 |                                                 |                                                 |                                                 |                                                 |                                                 |                                                 |                                                 |                                                 |                                                 |                                                                        |
| | 195                                              | Post                                            | 15 422-15 433                                   |                                                 | 16                                              | 1909/-11                                        | Post3 Bay 09                                    | siehe auch unter 60482 und 60483                | B / P                                           | 1                                               | 13.224                                          | 9.250                                           | mit Oberlichtaufbau, ohne Bremserhaus                                  |
| 15 449-15 452                                                                                          | 195                                              | Post                                            |                                                 |                                                 | 16                                              | 1909/-11                                        | Post3 Bay 09                                    | siehe auch unter 60482 und 60483                | B / P                                           | 1                                               | 13.224                                          | 9.250                                           | mit Oberlichtaufbau, ohne Bremserhaus                                  |
| | 196                                              | Post                                            | 15 459-15 468                                   |                                                 | 10                                              | 1913                                            | Post3 Bay 13                                    | siehe auch unter 6262 und 62621                 | B / P                                           | 1                                               | 13.300                                          | 9.250                                           | mit Oberlichtaufbau, ohne Bremserhaus                                  |
| vierachsige Wagen gebaut zwischen 1883 und 1921 und 12 Meter Wagenkastenlänge (Post 4-b/12)            |                                                  |                                                 |                                                 |                                                 |                                                 |                                                 |                                                 |                                                 |                                                 |                                                 |                                                 |                                                 |                                                                        |
| | 203                                              | Post                                            | 15404-15409                                     |                                                 | 6                                               | 1905                                            | Post4 Bay 05I                                   |                                                 | B / P                                           | 1                                               | 13.774                                          | 8.000 2.500                                     | Oberlicht mit integr. Bremserhaus                                      |
| | 204                                              | Post                                            | 15410-15415                                     |                                                 | 6                                               | 1905                                            | Post4 Bay 05II                                  |                                                 | B / P                                           | 1                                               | 13.774                                          | 8.000 2.500                                     | Oberlicht mit integr. Bremserhaus                                      |
| 15418-15421                                                                                            | 204                                              | Post                                            |                                                 | 4                                               | 1907                                            |                                                 | Post4 Bay 05II                                  |                                                 | B / P                                           | 1                                               | 13.774                                          | 8.000 2.500                                     | Oberlicht mit integr. Bremserhaus                                      |
| vierachsige Wagen gebaut zwischen 1883 und 1921 und 15 Meter Wagenkastenlänge (Post 4-b/15)            |                                                  |                                                 |                                                 |                                                 |                                                 |                                                 |                                                 |                                                 |                                                 |                                                 |                                                 |                                                 |                                                                        |
| | 198                                              | Post                                            | 15245-15309                                     |                                                 | 61                                              | 1891–1897                                       | Post4 Bay 91                                    |                                                 | B / P                                           | 1                                               | 16.524                                          | 10.300 2.500                                    | mit Oberlichtaufbau und integriertem Bremserhaus                       |
| | 199                                              | Post                                            | 15294-15297                                     |                                                 | 4                                               | 1891–1898                                       | Post4 Bay 93                                    |                                                 | B / P                                           | 1                                               | 16.524                                          | 10.300 2.500                                    | mit Oberlichtaufbau und integriertem Bremserhaus                       |
| | 200                                              | Post                                            | 15334-15341                                     | 8                                               | 60                                              | 1901                                            | Post4 Bay 00 Post4 Bay 01 Post4 Bay 03          |                                                 | B / P                                           | 1                                               | 16.524                                          | 10.300 2.500                                    | mit Oberlichtaufbau und integriertem Bremserhaus                       |
| 201 | 15342-15353 15355-15357                          | Post                                            | 15                                              | 1900                                            | 60                                              |                                                 | Post4 Bay 00 Post4 Bay 01 Post4 Bay 03          |                                                 | B / P                                           | 1                                               | 16.524                                          | 10.300 2.500                                    | mit Oberlichtaufbau und integriertem Bremserhaus                       |
| 202 | 15358-15373 15376-15378 15391-15403 15416, 15417 | Post                                            | 34                                              | 1903/07                                         | 60                                              |                                                 | Post4 Bay 00 Post4 Bay 01 Post4 Bay 03          |                                                 | B / P                                           | 1                                               | 16.524                                          | 10.300 2.500                                    | mit Oberlichtaufbau und integriertem Bremserhaus                       |
| | 202 a 6391                                       | Post                                            | 15488-15494                                     |                                                 | 7                                               | 1915                                            | Post4 Bay 15                                    |                                                 | B / P                                           | 1                                               | 16.850                                          | 10.300 2.500                                    | mit Oberlichtaufbau und integriertem Bremserhaus                       |
| 15495-15500 14551-14556                                                                                | 202 a 6391                                       | Post                                            |                                                 | 12                                              | 1921                                            | Post4 Bay 21                                    |                                                 |                                                 | B / P                                           | 1                                               | 16.850                                          | 10.300 2.500                                    | mit Oberlichtaufbau und integriertem Bremserhaus                       |
| vierachsige Wagen gebaut zwischen 1883 und 1921 und 17 Meter Wagenkastenlänge (Post 4-b/17)            |                                                  |                                                 |                                                 |                                                 |                                                 |                                                 |                                                 |                                                 |                                                 |                                                 |                                                 |                                                 |                                                                        |
| | 205                                              | Post                                            | 15434-15445                                     |                                                 | 12                                              | 1909                                            | Post4 bay 09                                    |                                                 | B                                               | 1                                               | 18.700                                          | 12.000 2.500                                    | mit Oberlichtaufbau und integriertem Bremserhaus; reine Briefpostwagen |
| 60511                                                                                                  | 15446-15448                                      | Post                                            |                                                 | 3                                               | 1911                                            | Post4 bay 11                                    |                                                 |                                                 | B                                               | 1                                               | 18.700                                          | 12.000 2.500                                    | mit Oberlichtaufbau und integriertem Bremserhaus; reine Briefpostwagen |
| 60512                                                                                                  | 15469 15470-15473                                | Post                                            |                                                 | 5                                               | 1913                                            | Post4 bay 13                                    |                                                 |                                                 | B                                               | 1                                               | 18.700                                          | 12.000 2.500                                    | mit Oberlichtaufbau und integriertem Bremserhaus; reine Briefpostwagen |
| dreiachsige Nachbau-Wagen geliefert zwischen 1923 und 1931 mit 12 Meter Wagenkastenlänge (Post 3-b/12) |                                                  |                                                 |                                                 |                                                 |                                                 |                                                 |                                                 |                                                 |                                                 |                                                 |                                                 |                                                 |                                                                        |
| | 60482 60483                                      | Post                                            |                                                 |                                                 | 9                                               | 19??                                            | Bay Post 3-b/12                                 |                                                 | B / P                                           | 1                                               | 13.300                                          | 9.250                                           | mit Oberlichtaufbau und integriertem Bremserhaus                       |
| | 60484                                            | Post                                            | 14 567-14 572                                   |                                                 | 16                                              | 1924                                            | Bay Post 3-b/12                                 |                                                 | B / P                                           | 1                                               | 13.300                                          | 9.250                                           | mit Oberlichtaufbau und integriertem Bremserhaus                       |
| 14 573-14 582                                                                                          | 60484                                            | Post                                            | 1925                                            |                                                 | 16                                              |                                                 | Bay Post 3-b/12                                 |                                                 | B / P                                           | 1                                               | 13.300                                          | 9.250                                           | mit Oberlichtaufbau und integriertem Bremserhaus                       |
| vierachsige Nachbau-Wagen geliefert zwischen 1923 und 1931 mit 17 Meter Wagenkastenlänge Post 4-b/17   |                                                  |                                                 |                                                 |                                                 |                                                 |                                                 |                                                 |                                                 |                                                 |                                                 |                                                 |                                                 |                                                                        |
| | 6878                                             | Post                                            | 14557-14566                                     |                                                 | 10                                              | 1924                                            | Post4 Bay 24                                    |                                                 | B                                               | 1                                               | 18.700                                          | 12.000 2.500                                    | reine Briefpostwagen                                                   |
| 14583-14592                                                                                            | 6878                                             | Post                                            |                                                 | 10                                              | 1926                                            | Post4 Bay 26                                    |                                                 | B / P                                           | 1                                               | kombinierte Postwagen                           | 18.700                                          | 12.000 2.500                                    |                                                                        |

#### Postwagen mit Gepäckabteil
| Postwagen mit Gepäckabteil kombiniert                                  | Postwagen mit Gepäckabteil kombiniert                                  | Postwagen mit Gepäckabteil kombiniert                                  | Postwagen mit Gepäckabteil kombiniert                                       | Postwagen mit Gepäckabteil kombiniert                                  | Postwagen mit Gepäckabteil kombiniert                                  | Postwagen mit Gepäckabteil kombiniert                                  | Postwagen mit Gepäckabteil kombiniert                                  | Postwagen mit Gepäckabteil kombiniert                                  | Postwagen mit Gepäckabteil kombiniert                                  | Postwagen mit Gepäckabteil kombiniert                                  | Postwagen mit Gepäckabteil kombiniert                                  | Postwagen mit Gepäckabteil kombiniert                                  | Postwagen mit Gepäckabteil kombiniert                                                                                               |
| Blatt- Nr. (1897)                                                      | Blatt- Nr. (1913)                                                      | Gattung 1893                                                           | Wagen-Nr. (K.B.Sts.B.)                                                      | Hersteller                                                             | Anz.                                                                   | Baujahre                                                               | Gattung ab 1920                                                        | Wagen-Nr. (DRG)                                                        | Abteile je klasse                                                      | Aborte                                                                 | L. ü. P [mm]                                                           | Achsstand (Drehgestell) [mm]                                           | Bemerkungen |
| aus Postwagen zu Gepäckpostwagen umgebaut zum Einsatz in Personenzügen | aus Postwagen zu Gepäckpostwagen umgebaut zum Einsatz in Personenzügen | aus Postwagen zu Gepäckpostwagen umgebaut zum Einsatz in Personenzügen | aus Postwagen zu Gepäckpostwagen umgebaut zum Einsatz in Personenzügen      | aus Postwagen zu Gepäckpostwagen umgebaut zum Einsatz in Personenzügen | aus Postwagen zu Gepäckpostwagen umgebaut zum Einsatz in Personenzügen | aus Postwagen zu Gepäckpostwagen umgebaut zum Einsatz in Personenzügen | aus Postwagen zu Gepäckpostwagen umgebaut zum Einsatz in Personenzügen | aus Postwagen zu Gepäckpostwagen umgebaut zum Einsatz in Personenzügen | aus Postwagen zu Gepäckpostwagen umgebaut zum Einsatz in Personenzügen | aus Postwagen zu Gepäckpostwagen umgebaut zum Einsatz in Personenzügen | aus Postwagen zu Gepäckpostwagen umgebaut zum Einsatz in Personenzügen | aus Postwagen zu Gepäckpostwagen umgebaut zum Einsatz in Personenzügen | aus Postwagen zu Gepäckpostwagen umgebaut zum Einsatz in Personenzügen                                                              |
| ---------------------------------------------------------------------- | ---------------------------------------------------------------------- | ---------------------------------------------------------------------- | --------------------------------------------------------------------------- | ---------------------------------------------------------------------- | ---------------------------------------------------------------------- | ---------------------------------------------------------------------- | ---------------------------------------------------------------------- | ---------------------------------------------------------------------- | ---------------------------------------------------------------------- | ---------------------------------------------------------------------- | ---------------------------------------------------------------------- | ---------------------------------------------------------------------- | --- |
|                                                                        | 210                                                                    | PPost                                                                  | 15121, 15122, 15125, 15128, 15131, 15136, 15138, 15157, 15159, 15161, 15162 |                                                                        | 11                                                                     | 1875–77                                                                | PwPost Bay 75/00I                                                      |                                                                        | G / P                                                                  |                                                                        | 8.950                                                                  | 4.370                                                                  | insgesamt 21 Wagen aus den Lieferungen zwischen 1875 und 1878 um 1900 umgebaut, weitere 3 dreiachsige Wagen gemäß Blatt 192 um 1916 |
|                                                                        | 211                                                                    | PPost                                                                  | 15133-15135, 15167-15172, 15185                                             |                                                                        | 10                                                                     | 1875/78                                                                | PwPost Bay 75/00II                                                     |                                                                        | G / P                                                                  |                                                                        | 8.950                                                                  | 4.370                                                                  | insgesamt 21 Wagen aus den Lieferungen zwischen 1875 und 1878 um 1900 umgebaut, weitere 3 dreiachsige Wagen gemäß Blatt 192 um 1916 |
|                                                                        | 212                                                                    | PPost                                                                  | 15223, 15226, 15234                                                         |                                                                        | 3                                                                      |                                                                        | PwPost3 Bay 61/16                                                      |                                                                        | G / P                                                                  |                                                                        | 11.324                                                                 | 6.600 3.300                                                            | insgesamt 21 Wagen aus den Lieferungen zwischen 1875 und 1878 um 1900 umgebaut, weitere 3 dreiachsige Wagen gemäß Blatt 192 um 1916 |
| zum Einsatz in Güterzügen                                              |                                                                        |                                                                        |                                                                             |                                                                        |                                                                        |                                                                        |                                                                        |                                                                        |                                                                        |                                                                        |                                                                        |                                                                        | |

### Gepäckwagen
Mit der Bezeichnung Gepäckwagen wurden ursprünglich in Bayern nur solche Wagen bezeichnet, die ohne Dienstabteil für die Zugbegleiter ausschließlich für den Transport von Gepäckstücken benutzt wurden (Gattungszeichen „J“). Die Wagen mit Dienstabteil hatten die Bezeichnung Dienstwagen (Gattungszeichen „D“). Erst zum Ende des 19ten Jahrhundert wurde die Bezeichnung Gepäckwagen für beide Arten eingeführt. Je nach Einsatzart – ob für Personen- oder Güterzüge – wurde dann als Gattungszeichen P oder Pg genutzt.

#### Gepäckwagen der ehemaligen B.O.B.
Zusammen mit der B.O.B. (Königlich privilegierte Actiengesellschaft der bayerischen Ostbahnen) übernahm der bayerische Staat auch deren Fuhrpark an Personenwagen und Güterwagen. Darunter befanden sich auch zweiachsige Gepäckwagen.
| Zweiachsige Gepäckwagen                                               | Zweiachsige Gepäckwagen                                               | Zweiachsige Gepäckwagen                                               | Zweiachsige Gepäckwagen                                               | Zweiachsige Gepäckwagen                                               | Zweiachsige Gepäckwagen                                               | Zweiachsige Gepäckwagen                                               | Zweiachsige Gepäckwagen                                               | Zweiachsige Gepäckwagen                                               | Zweiachsige Gepäckwagen                                               | Zweiachsige Gepäckwagen                                               | Zweiachsige Gepäckwagen                                               | Zweiachsige Gepäckwagen                                               | Zweiachsige Gepäckwagen                                               |
| Blatt- Nr. (1897)                                                     | Blatt- Nr. (1913)                                                     | Gattung 1893                                                          | Wagen-Nr. (K.B.Sts.B.)                                                | Hersteller                                                            | Anz.                                                                  | Baujahre                                                              | Gattung ab 1920                                                       | Wagen-Nr. (DRG)                                                       | Abteile                                                               | Aborte                                                                | L. ü. P [mm]                                                          | Achsstand (Drehgestell) [mm]                                          | Bemerkungen                                                           |
| zweiachsige Wagen gebaut zwischen 1858 und 1875 der ehemaligen B.O.B. | zweiachsige Wagen gebaut zwischen 1858 und 1875 der ehemaligen B.O.B. | zweiachsige Wagen gebaut zwischen 1858 und 1875 der ehemaligen B.O.B. | zweiachsige Wagen gebaut zwischen 1858 und 1875 der ehemaligen B.O.B. | zweiachsige Wagen gebaut zwischen 1858 und 1875 der ehemaligen B.O.B. | zweiachsige Wagen gebaut zwischen 1858 und 1875 der ehemaligen B.O.B. | zweiachsige Wagen gebaut zwischen 1858 und 1875 der ehemaligen B.O.B. | zweiachsige Wagen gebaut zwischen 1858 und 1875 der ehemaligen B.O.B. | zweiachsige Wagen gebaut zwischen 1858 und 1875 der ehemaligen B.O.B. | zweiachsige Wagen gebaut zwischen 1858 und 1875 der ehemaligen B.O.B. | zweiachsige Wagen gebaut zwischen 1858 und 1875 der ehemaligen B.O.B. | zweiachsige Wagen gebaut zwischen 1858 und 1875 der ehemaligen B.O.B. | zweiachsige Wagen gebaut zwischen 1858 und 1875 der ehemaligen B.O.B. | zweiachsige Wagen gebaut zwischen 1858 und 1875 der ehemaligen B.O.B. |
| --------------------------------------------------------------------- | --------------------------------------------------------------------- | --------------------------------------------------------------------- | --------------------------------------------------------------------- | --------------------------------------------------------------------- | --------------------------------------------------------------------- | --------------------------------------------------------------------- | --------------------------------------------------------------------- | --------------------------------------------------------------------- | --------------------------------------------------------------------- | --------------------------------------------------------------------- | --------------------------------------------------------------------- | --------------------------------------------------------------------- | --------------------------------------------------------------------- |
| 135                                                                   | 238                                                                   | P.g.                                                                  | Details siehe Wagenseite                                              | Klett Rathg.                                                          | 50                                                                    | 1858- 1861                                                            | Pwg Bay 58                                                            |                                                                       | D / eBr / 2 G                                                         |                                                                       | 7.390                                                                 | 3.500                                                                 | unterschiedliche Ausstattung, Details siehe Wagenseite                |
| 137                                                                   | 240                                                                   | Pg                                                                    | Details siehe Wagenseite                                              | Rathg.                                                                | 14                                                                    | 1865                                                                  | Pwg Bay 65                                                            |                                                                       | D / eBr / V                                                           | 1                                                                     | 8.240                                                                 | 4.100                                                                 | unterschiedliche Ausstattung, Details siehe Wagenseite                |
| 136                                                                   | 239                                                                   | P.g.                                                                  | Details siehe Wagenseite                                              | Klett Rathg.                                                          | 16                                                                    | 1866                                                                  | Pwg Bay 66                                                            |                                                                       | D / eBr / 2 G                                                         |                                                                       | 7.940                                                                 | 3.590                                                                 | unterschiedliche Ausstattung, Details siehe Wagenseite                |
| 138                                                                   | 241                                                                   | Pg                                                                    | Details siehe Wagenseite                                              |                                                                       | 45                                                                    | 1870- 1875                                                            | Pwg Bay 70                                                            |                                                                       | D / eBr / 2×V                                                         | 1                                                                     | 8.340                                                                 | 4.100                                                                 | unterschiedliche Ausstattung, Details siehe Wagenseite                |

#### Zweiachsige Gepäckwagen
| Zweiachsige Gepäckwagen                         | Zweiachsige Gepäckwagen                         | Zweiachsige Gepäckwagen                         | Zweiachsige Gepäckwagen                         | Zweiachsige Gepäckwagen                         | Zweiachsige Gepäckwagen                         | Zweiachsige Gepäckwagen                         | Zweiachsige Gepäckwagen                         | Zweiachsige Gepäckwagen                         | Zweiachsige Gepäckwagen                         | Zweiachsige Gepäckwagen                         | Zweiachsige Gepäckwagen                         | Zweiachsige Gepäckwagen                         | Zweiachsige Gepäckwagen                                                       |
| Blatt- Nr. (1897)                               | Blatt- Nr. (1913)                               | Gattung 1893                                    | Wagen-Nr. (K.B.Sts.B.)                          | Hersteller                                      | Anz.                                            | Baujahre                                        | Gattung ab 1920                                 | Wagen-Nr. (DRG)                                 | Abteile                                         | Aborte                                          | L. ü. P [mm]                                    | Achsstand (Drehgestell) [mm]                    | Bemerkungen                                                                   |
| zweiachsige Wagen gebaut zwischen 1873 und 1889 | zweiachsige Wagen gebaut zwischen 1873 und 1889 | zweiachsige Wagen gebaut zwischen 1873 und 1889 | zweiachsige Wagen gebaut zwischen 1873 und 1889 | zweiachsige Wagen gebaut zwischen 1873 und 1889 | zweiachsige Wagen gebaut zwischen 1873 und 1889 | zweiachsige Wagen gebaut zwischen 1873 und 1889 | zweiachsige Wagen gebaut zwischen 1873 und 1889 | zweiachsige Wagen gebaut zwischen 1873 und 1889 | zweiachsige Wagen gebaut zwischen 1873 und 1889 | zweiachsige Wagen gebaut zwischen 1873 und 1889 | zweiachsige Wagen gebaut zwischen 1873 und 1889 | zweiachsige Wagen gebaut zwischen 1873 und 1889 | zweiachsige Wagen gebaut zwischen 1873 und 1889                               |
| ----------------------------------------------- | ----------------------------------------------- | ----------------------------------------------- | ----------------------------------------------- | ----------------------------------------------- | ----------------------------------------------- | ----------------------------------------------- | ----------------------------------------------- | ----------------------------------------------- | ----------------------------------------------- | ----------------------------------------------- | ----------------------------------------------- | ----------------------------------------------- | ----------------------------------------------------------------------------- |
| 127                                             | 219                                             | P                                               | 17503–17518                                     |                                                 | 16                                              | 1861–1866                                       | Pwi Bay 61                                      |                                                 | D / eBr / 2 × G / V                             | 1                                               | 8.414                                           | 4.000                                           | Details siehe Wagenseite                                                      |
| 128                                             | 216                                             | P                                               | 16185–16201                                     |                                                 | 17                                              | 1873–1875                                       | Pw Bay 73                                       |                                                 | D / eBr / G / 2 × V                             | 1                                               | 8.340                                           | 4.100                                           | drei Wagen bis 1913 ausgemustert                                              |
| 130                                             | 217                                             | P                                               | 16272–16299                                     |                                                 | 28                                              | 1889                                            | Pwi Bay 89                                      |                                                 | D / eBr / G                                     | 1                                               | 9.474                                           | 5.400                                           | Einseitig offener Übergang                                                    |
| 139                                             | 235                                             | Pg                                              | 16501–16773                                     |                                                 | 107                                             | 1873–1874                                       | Pwg Bay 73                                      |                                                 | D / eBr / G / 2 × V                             |                                                 | 8.464                                           | 3.650                                           | einzelne Wagen auch mit Postkupee, Öl-Lampen, Ofenheizung                     |
| 139a                                            | 235a                                            | Pg                                              | 16501–16773                                     |                                                 | 70                                              | 1873–1874                                       | Pwg Bay 73a                                     |                                                 | D / eBr / G / 2 × V                             |                                                 | 8.464                                           | 4.000                                           | einzelne Wagen auch mit Postkupee, Öl-Lampen, Ofenheizung                     |
| zweiachsige Wagen gebaut zwischen 1890 und 1924 |                                                 |                                                 |                                                 |                                                 |                                                 |                                                 |                                                 |                                                 |                                                 |                                                 |                                                 |                                                 |                                                                               |
| 140                                             | 237a                                            | Pg                                              | 16535–16793                                     |                                                 | 21                                              | 1890                                            | Pwg Bay 90I                                     |                                                 | D / G offen / V                                 |                                                 | 10.424                                          | 4.500                                           | unterschiedliche Ausstattungen                                                |
| 140                                             | 237b                                            | Pg                                              | 16794–16921                                     |                                                 | 128                                             | 1893- 1900                                      | Pwg Bay 90II                                    |                                                 | D / G offen / V                                 |                                                 | 10.424                                          | 5.000                                           | unterschiedliche Ausstattungen                                                |
|                                                 | 243                                             | Pg                                              | 16962–17046                                     |                                                 | 85                                              | 1906/07                                         | Pwg Bay 06                                      |                                                 | D / G offen / V                                 |                                                 | 8.500                                           | 5.000                                           | unterschiedliche Ausstattungen                                                |
| 17047-17066                                     | 243                                             | Pg                                              |                                                 | 20                                              | 1913                                            |                                                 | Pwg Bay 06                                      |                                                 | D / G offen / V                                 |                                                 | 8.500                                           | 5.000                                           | unterschiedliche Ausstattungen                                                |
|                                                 | 223                                             | Pi                                              | 17201–17226                                     | MAN Rathg.                                      | 26                                              | 1907 1908                                       | Pwi Bay 07 /30 Pwi Bay 07/32                    | siehe Details                                   | D / G offen / V                                 | 1                                               | 10.424                                          | 5.500                                           | unterschiedliche Ausstattungen, siehe Details                                 |
|                                                 | 224                                             | Pi                                              | 17227-17306                                     | MAN Rathg.                                      | 80                                              | 1910–1913                                       | Pwi Bay 10                                      | siehe Details                                   | D / G / V                                       | 1                                               | 10.424                                          | 5.500                                           | Wagen 17297-17306 für die Strecke Salzburg-Berchtesgaden mit Sonderlackierung |
|                                                 | 6757                                            | Pi                                              | 17341-17380                                     | MAN                                             | 40                                              | 1923                                            | Pwi Bay 23                                      |                                                 | D / G / V                                       | 1                                               | 12.810                                          | 8.000                                           | zum Ausgleich der Verluste durch Reparationsleistungen                        |

#### Dreiachsige Gepäckwagen
Die insgesamt 45 Wagen der Bauserie von 1892 nach Blatt 220 waren zur Verwendung mit den damals neu zum Einsatz kommenden dreiachsigen Abteilwagen beschafft worden. Sie hatten daher auch durchgehende, seitliche Laufbretter und Haltestangen. Für die ab 1894 beschafften Durchgangswagen mussten dann ebenfalls dreiachsige Gepäckwagen mit gleichem Achsstand beschafft werden. Dazu wurden in insgesamt drei Baulosen mit den Blättern 226, 227 und 228 zusammen 171 Wagen mit einheitlichen Grundrissen und Abmessungen gebaut.
| Dreiachsige Gepäckwagen                                                                                              | Dreiachsige Gepäckwagen                         | Dreiachsige Gepäckwagen                         | Dreiachsige Gepäckwagen                                                                                              | Dreiachsige Gepäckwagen                         | Dreiachsige Gepäckwagen                         | Dreiachsige Gepäckwagen                         | Dreiachsige Gepäckwagen                         | Dreiachsige Gepäckwagen                         | Dreiachsige Gepäckwagen                         | Dreiachsige Gepäckwagen                         | Dreiachsige Gepäckwagen                         | Dreiachsige Gepäckwagen                         | Dreiachsige Gepäckwagen                         |
| Blatt- Nr. (1897) | Blatt- Nr. (1913)                               | Gattung 1893                                    | Wagen-Nr. (K.B.Sts.B.)                                                                                               | Her- steller                                    | Anz.                                            | Bau- jahre                                      | Gattung ab 1920                                 | Wagen-Nr. (DRG)                                 | Abteile je klasse                               | Anz. Ab- orte                                   | L. ü. P [mm]                                    | Achsstand (Drehgestell) [mm]                    | Bemerkungen                                     |
| dreiachsige Wagen gebaut zwischen 1892 und 1910                                                                      | dreiachsige Wagen gebaut zwischen 1892 und 1910 | dreiachsige Wagen gebaut zwischen 1892 und 1910 | dreiachsige Wagen gebaut zwischen 1892 und 1910                                                                      | dreiachsige Wagen gebaut zwischen 1892 und 1910 | dreiachsige Wagen gebaut zwischen 1892 und 1910 | dreiachsige Wagen gebaut zwischen 1892 und 1910 | dreiachsige Wagen gebaut zwischen 1892 und 1910 | dreiachsige Wagen gebaut zwischen 1892 und 1910 | dreiachsige Wagen gebaut zwischen 1892 und 1910 | dreiachsige Wagen gebaut zwischen 1892 und 1910 | dreiachsige Wagen gebaut zwischen 1892 und 1910 | dreiachsige Wagen gebaut zwischen 1892 und 1910 | dreiachsige Wagen gebaut zwischen 1892 und 1910 |
| --- | ----------------------------------------------- | ----------------------------------------------- | --- | ----------------------------------------------- | ----------------------------------------------- | ----------------------------------------------- | ----------------------------------------------- | ----------------------------------------------- | ----------------------------------------------- | ----------------------------------------------- | ----------------------------------------------- | ----------------------------------------------- | ----------------------------------------------- |
| 131 | 220                                             | P.                                              | Details siehe Wagenblatt                                                                                             | Details siehe Wagenblatt                        | Details siehe Wagenblatt                        | 1892                                            | P3i Bay 92                                      |                                                 | D / eBr / G / V                                 | 1                                               | 10.324                                          | 6.500 2 × 3.750                                 | Details siehe Wagenblatt                        |
| 133 | 226                                             | P3ü                                             | 16401–16495 17701-17750                                                                                              | Rathgeber MAN                                   | 140                                             | 1895–1907                                       | Pw3ü Bay 95 Pw3i Bay 95/21 Pw3i Bay 95/21a      |                                                 | D / eBr / G / 2 × V / Z                         | 1                                               | 13.574                                          | 9.250 2 × 4.625                                 | Details siehe Wagenblatt                        |
| 133 | 226                                             | P3ü                                             | Die Wagen nach Blatt 226 verloren 1921 beim Umbau ihre Faltenbälge und teilweise die internationale Einsatzfähigkeit |                                                 |                                                 |                                                 |                                                 |                                                 |                                                 |                                                 |                                                 |                                                 |                                                 |
| | 227                                             | P3ü                                             | 16496–16500 17707-17711                                                                                              | MAN                                             | 10                                              | 1901–1904                                       | Pw3ü Bay 01 Pw3i Bay 01/21 Pw3i Bay 01/21a      |                                                 | D / eBr / G / V / Z                             | 1                                               | 13.574                                          | 9.250 2 × 4.625                                 | Details siehe Wagenblatt                        |
| Die Wagen nach Blatt 227 verloren 1921 beim Umbau ihre Faltenbälge und teilweise die internationale Einsatzfähigkeit | 227                                             | P3ü                                             | |                                                 |                                                 |                                                 |                                                 |                                                 |                                                 |                                                 |                                                 |                                                 |                                                 |
| | 228                                             | P3ü                                             | 17751-17771 | Rathgeber MAN                                   | 21                                              | 1895–1907                                       | Pw3ü Bay 09 Pw3i Bay 09/21 Pw3i Bay 09/21a      |                                                 | D / eBr / G / V / Z                             | 1                                               | 13.574                                          | 9.250 2 × 4.625                                 | Details siehe Wagenblatt                        |
| Die Wagen nach Blatt 228 verloren 1921 beim Umbau ihre Faltenbälge und teilweise die internationale Einsatzfähigkeit | 228                                             | P3ü                                             | |                                                 |                                                 |                                                 |                                                 |                                                 |                                                 |                                                 |                                                 |                                                 |                                                 |

#### Vierachsige Gepäckwagen
| Vierachsige Gepäckwagen                               | Vierachsige Gepäckwagen                         | Vierachsige Gepäckwagen                         | Vierachsige Gepäckwagen                         | Vierachsige Gepäckwagen                         | Vierachsige Gepäckwagen                         | Vierachsige Gepäckwagen                         | Vierachsige Gepäckwagen                         | Vierachsige Gepäckwagen                         | Vierachsige Gepäckwagen                         | Vierachsige Gepäckwagen                         | Vierachsige Gepäckwagen                         | Vierachsige Gepäckwagen                         | Vierachsige Gepäckwagen                                                               |
| Blatt- Nr. (1897)                                     | Blatt- Nr. (1913)                               | Gattung 1893                                    | Wagen-Nr. (K.B.Sts.B.)                          | Her- steller                                    | Anz.                                            | Bau- jahre                                      | Gattung ab 1920                                 | Wagen-Nr. (DRG)                                 | Abteile je klasse                               | Anz. Ab- orte                                   | L. ü. P [mm]                                    | Achsstand (Drehgestell) [mm]                    | Bemerkungen                                                                           |
| vierachsige Wagen gebaut zwischen 1906 und 1923       | vierachsige Wagen gebaut zwischen 1906 und 1923 | vierachsige Wagen gebaut zwischen 1906 und 1923 | vierachsige Wagen gebaut zwischen 1906 und 1923 | vierachsige Wagen gebaut zwischen 1906 und 1923 | vierachsige Wagen gebaut zwischen 1906 und 1923 | vierachsige Wagen gebaut zwischen 1906 und 1923 | vierachsige Wagen gebaut zwischen 1906 und 1923 | vierachsige Wagen gebaut zwischen 1906 und 1923 | vierachsige Wagen gebaut zwischen 1906 und 1923 | vierachsige Wagen gebaut zwischen 1906 und 1923 | vierachsige Wagen gebaut zwischen 1906 und 1923 | vierachsige Wagen gebaut zwischen 1906 und 1923 | vierachsige Wagen gebaut zwischen 1906 und 1923                                       |
| ----------------------------------------------------- | ----------------------------------------------- | ----------------------------------------------- | ----------------------------------------------- | ----------------------------------------------- | ----------------------------------------------- | ----------------------------------------------- | ----------------------------------------------- | ----------------------------------------------- | ----------------------------------------------- | ----------------------------------------------- | ----------------------------------------------- | ----------------------------------------------- | ------------------------------------------------------------------------------------- |
|                                                       | 231                                             | PPü                                             | 17213–17226 17651–17666 17679-17700 17879-17880 | Rathgeber und MAN                               | 45                                              | 1906–1913                                       | Pw4ü Bay 06 Pw4ü Bay 06a Pw4ü Bay 06/21         |                                                 | D/G/V/Z                                         | 1                                               | 17.300                                          | 11.000 5.500                                    | drei Wagen als Reparationsleistung, Westinghouse-Bremse, Gasbeleuchtung, Dampfheizung |
|                                                       | 232                                             | PPü                                             | 17667-17678 17864-17873 17851-17863             | Rathgeber                                       | 35                                              | 1909–1919                                       | Pw4ü Bay 09 /21 Pw4ü Bay 09/21a                 |                                                 | D/G/V/Z                                         | 1                                               | 17.400                                          | 11.000 2.500                                    | für den internationalen Einsatz ausgestattet                                          |
|                                                       | 5968                                            | PPü                                             |                                                 | Rathgeber                                       | 5                                               | 1923                                            | Pw4ü Bay 23                                     | 90 029-90 033                                   | D/G/V/Z                                         | 1                                               | 17.400                                          | 11.000 2.500                                    | nur für den nationalen Einsatz geeignet                                               |
| Neukonstruktionen zur Reichsbahnzeit (Karwendelwagen) |                                                 |                                                 |                                                 |                                                 |                                                 |                                                 |                                                 |                                                 |                                                 |                                                 |                                                 |                                                 |                                                                                       |
|                                                       | 503                                             | PPü                                             |                                                 | HaW                                             | 8                                               | 1929                                            | Pw4ük 29                                        | 105 270-105 277                                 | D/G/V/Z                                         | 1                                               | 19.680                                          | 12.360 3.600                                    | nur für den nationalen Einsatz geeignet; mit Küche                                    |

## Neben- und Lokalbahn Regelspur
Am 21. April 1884 verabschiedete der bayerische Landtag das sogenannte Lokalbahngesetz. Dieses sollte dazu beitragen, den ländlichen Raum verkehrstechnisch zu erschließen. Dazu sollten neben einem leichteren Oberbau und kostengünstigen Hochbauten auch eine vereinfachte Konstruktion und verbilligte Bauweise der Fahrzeuge und Wagen dienen. Das Konzept bewährte sich so gut, so dass bis zum Übergang auf die Reichsbahn ca. 40 % des bayerischen Schienennetzes Lokalbahnen waren.
Die Lokalbahnwagen erhielten als Gattungszeichen ein „L“ und wurden in den Wagenstandsverzeichnissen als Nebenbahnwagen geführt. Wegen der eingesetzten, noch älteren Lokomotiven hatten sie bis zur Jahrhundertwende Saugluftbremsen (System Hardy). Erst ab 1925 wurde flächendeckend die Luftdruckbremse eingeführt.

### Lokalbahnwagen der 1. Generation
Nutzte man zu Beginn noch brauchbares Altmaterial der Hauptbahnen, so wurde ab 1880 eine erste Generation speziell für den Lokalbahnbetrieb konstruierter Wagen dem Betrieb zugeführt. Zwischen 1880 und 1886 waren dies insgesamt 232 Wagen mit einem kurzen, holzverschalten Wagenkasten und einen einheitlichen Radstand von 3.650 Millimetern. Die offenen Übergänge waren nur für das Personal und nur mit Ketten gesichert. Zwischen 1888 und 1890 folgten dann in einer zweiten Welle weitere 45 Wagen bei denen die Wagenkästen außen mit Blechen beschlagen waren.
| Lokalbahnwagen der 1. Generation (1880–1886)                          | Lokalbahnwagen der 1. Generation (1880–1886)                          | Lokalbahnwagen der 1. Generation (1880–1886)                          | Lokalbahnwagen der 1. Generation (1880–1886)                          | Lokalbahnwagen der 1. Generation (1880–1886)                          | Lokalbahnwagen der 1. Generation (1880–1886)                          | Lokalbahnwagen der 1. Generation (1880–1886)                          | Lokalbahnwagen der 1. Generation (1880–1886)                          | Lokalbahnwagen der 1. Generation (1880–1886)                          | Lokalbahnwagen der 1. Generation (1880–1886)                          | Lokalbahnwagen der 1. Generation (1880–1886)                          | Lokalbahnwagen der 1. Generation (1880–1886)                          | Lokalbahnwagen der 1. Generation (1880–1886)                          | Lokalbahnwagen der 1. Generation (1880–1886)                                                                   |
| Blatt- Nr. (1897)                                                     | Blatt- Nr. (1913)                                                     | Gattung 1893                                                          | Wagen-Nr. (K.B.Sts.B.)                                                | Her- steller                                                          | Anz.                                                                  | Bau- jahre                                                            | Gattung ab 1920                                                       | Wagen-Nr. (DRG)                                                       | Abteile je klasse                                                     | Anz. Ab- orte                                                         | L. ü. P [mm]                                                          | Achsstand (Drehgestell) [mm]                                          | Bemerkungen |
| Kurze Lokalbahnwagen mit Lattenbeplankung und offenen Übergangsbühnen | Kurze Lokalbahnwagen mit Lattenbeplankung und offenen Übergangsbühnen | Kurze Lokalbahnwagen mit Lattenbeplankung und offenen Übergangsbühnen | Kurze Lokalbahnwagen mit Lattenbeplankung und offenen Übergangsbühnen | Kurze Lokalbahnwagen mit Lattenbeplankung und offenen Übergangsbühnen | Kurze Lokalbahnwagen mit Lattenbeplankung und offenen Übergangsbühnen | Kurze Lokalbahnwagen mit Lattenbeplankung und offenen Übergangsbühnen | Kurze Lokalbahnwagen mit Lattenbeplankung und offenen Übergangsbühnen | Kurze Lokalbahnwagen mit Lattenbeplankung und offenen Übergangsbühnen | Kurze Lokalbahnwagen mit Lattenbeplankung und offenen Übergangsbühnen | Kurze Lokalbahnwagen mit Lattenbeplankung und offenen Übergangsbühnen | Kurze Lokalbahnwagen mit Lattenbeplankung und offenen Übergangsbühnen | Kurze Lokalbahnwagen mit Lattenbeplankung und offenen Übergangsbühnen | Kurze Lokalbahnwagen mit Lattenbeplankung und offenen Übergangsbühnen                                          |
| --------------------------------------------------------------------- | --------------------------------------------------------------------- | --------------------------------------------------------------------- | --------------------------------------------------------------------- | --------------------------------------------------------------------- | --------------------------------------------------------------------- | --------------------------------------------------------------------- | --------------------------------------------------------------------- | --------------------------------------------------------------------- | --------------------------------------------------------------------- | --------------------------------------------------------------------- | --------------------------------------------------------------------- | --------------------------------------------------------------------- | --- |
| 304I                                                                  | 509                                                                   | BCL                                                                   | Details siehe Wagenseite                                              | Details siehe Wagenseite                                              | Details siehe Wagenseite                                              | 1883–1885                                                             | CL Bay 83/21                                                          |                                                                       | 1 / 3                                                                 |                                                                       | 8.224                                                                 | 3.650                                                                 | Handspindelbremse; teilw. Hardy-Bremse; Öl-Lampen                                                              |
| 304II                                                                 | 510                                                                   | BCL                                                                   | Details siehe Wagenseite                                              | Details siehe Wagenseite                                              | Details siehe Wagenseite                                              | 1883–1885                                                             | CL Bay 83/21                                                          |                                                                       | 1 / 3                                                                 |                                                                       | 8.224                                                                 | 3.650                                                                 | Handspindelbremse; teilw. Hardy-Bremse; Öl-Lampen                                                              |
| 314                                                                   | 538                                                                   | CL                                                                    | Details siehe Wagenseite                                              | Details siehe Wagenseite                                              | Details siehe Wagenseite                                              | 1880–1886                                                             | CL Bay 80                                                             |                                                                       | 4                                                                     |                                                                       | 8.224                                                                 | 3.650                                                                 | Handspindelbremse; Öl-Lampen; rausnehmbare Kohleöfen im Wechsel mit einer Doppelbank                           |
| 325                                                                   | 596 597                                                               | PPostL                                                                | Details siehe Wagenseite                                              | Details siehe Wagenseite                                              | Details siehe Wagenseite                                              | 1882/84                                                               | PwPostL Bay 82                                                        |                                                                       | Pack- u. Postraum                                                     |                                                                       | 8.224                                                                 | 3.650                                                                 | Handspindelbremse; Kleintierbox unter dem Längsträger; Wagen 18601 wurde 1908 in einen PL umgebaut (Blatt 616) |
| Kurze Lokalbahnwagen mit Blechbeplankung und offenen Übergangsbühnen  |                                                                       |                                                                       |                                                                       |                                                                       |                                                                       |                                                                       |                                                                       |                                                                       |                                                                       |                                                                       |                                                                       |                                                                       | |
| 305                                                                   | 511                                                                   | BCL                                                                   | Details siehe Wagenseite                                              | Details siehe Wagenseite                                              | Details siehe Wagenseite                                              | 1885/86                                                               | CL Bay 85/21                                                          |                                                                       | 2 / 1 ½                                                               |                                                                       | 8.224                                                                 | 3.650                                                                 | Handspindelbremse; Hardy-Bremse; Petroleum-Lampen; Dampfheizung                                                |
| 323                                                                   | 589                                                                   | PBL                                                                   | 18562–18568                                                           |                                                                       | 7                                                                     | 1880–1882                                                             | PBL Bay 80                                                            |                                                                       | 1 u. Packraum                                                         |                                                                       | 8.224                                                                 | 3.650                                                                 | Handspindelbremse; Hardy-Bremse; Öl-Lampen; Dampfheizung                                                       |
| 326                                                                   | 597II                                                                 | P.Post.L                                                              | Details siehe Wagenseite                                              | Details siehe Wagenseite                                              | Details siehe Wagenseite                                              | 1882/84                                                               | PwPostL Bay 83                                                        |                                                                       | Pack- u. Postraum                                                     | –                                                                     | 8.224                                                                 | 3.650                                                                 | Handspindelbremse                                                                                              |
| 327                                                                   | 598                                                                   | P.Post.L                                                              | Details siehe Wagenseite                                              | Details siehe Wagenseite                                              | Details siehe Wagenseite                                              | 1886                                                                  | PwPostL Bay 85                                                        |                                                                       | Pack- u. Postraum                                                     | –                                                                     | 8.224                                                                 | 3.650                                                                 | Handspindelbremse; Kleintierbox unter dem Längsträger                                                          |
| Lange Lokalbahnwagen mit Lattenbeplankung und offenen Übergangsbühnen |                                                                       |                                                                       |                                                                       |                                                                       |                                                                       |                                                                       |                                                                       |                                                                       |                                                                       |                                                                       |                                                                       |                                                                       | |
| 312I                                                                  | 531                                                                   | BCPwL                                                                 | 18242                                                                 |                                                                       | 1                                                                     | 1881                                                                  | PwCL Bay 81                                                           |                                                                       | 1 / Pack / 3                                                          |                                                                       | 11.224                                                                | 6.000                                                                 | Handspindelbremse; Hardy-Bremse; Öl-Lampen                                                                     |
| 312II                                                                 | 580                                                                   | CPwL                                                                  | 18243                                                                 |                                                                       | 1                                                                     | 1881                                                                  |                                                                       |                                                                       | 4 / Pack                                                              |                                                                       | 11.224                                                                | 6.000                                                                 | Handspindelbremse; Hardy-Bremse; Kleintierbox; Öl-Lampen; Lenkachsen nach System Klose                         |
| 312II                                                                 | 580                                                                   | CPwL                                                                  | 18244                                                                 | 1                                                                     | 1882                                                                  |                                                                       |                                                                       |                                                                       | 4 / Pack                                                              |                                                                       | 11.224                                                                | 6.000                                                                 | Handspindelbremse; Hardy-Bremse; Kleintierbox; Öl-Lampen; Lenkachsen nach System Klose                         |

### Lokalbahnwagen der 2. Generation
Die zweite Generation der Lokalbahnwagen wurde zwischen 1888 und 1890 gebaut.
| Lokalbahnwagen der 2. Generation (1888–1890)           | Lokalbahnwagen der 2. Generation (1888–1890)           | Lokalbahnwagen der 2. Generation (1888–1890)           | Lokalbahnwagen der 2. Generation (1888–1890)           | Lokalbahnwagen der 2. Generation (1888–1890)           | Lokalbahnwagen der 2. Generation (1888–1890)           | Lokalbahnwagen der 2. Generation (1888–1890)           | Lokalbahnwagen der 2. Generation (1888–1890)           | Lokalbahnwagen der 2. Generation (1888–1890)                                                                                               | Lokalbahnwagen der 2. Generation (1888–1890)           | Lokalbahnwagen der 2. Generation (1888–1890)           | Lokalbahnwagen der 2. Generation (1888–1890)           | Lokalbahnwagen der 2. Generation (1888–1890)           | Lokalbahnwagen der 2. Generation (1888–1890)                                                                               |
| Blatt- Nr. (1897)                                      | Blatt- Nr. (1913)                                      | Gattung 1893                                           | Wagen-Nr. (K.B.Sts.B.)                                 | Her- steller                                           | Anz.                                                   | Bau- jahre                                             | Gattung ab 1920                                        | Wagen-Nr. (DRG) | Abteile je klasse                                      | Anz. Ab- orte                                          | L. ü. P [mm]                                           | Achsstand (Drehgestell) [mm]                           | Bemerkungen |
| Aussichtswagen der Lokalbahn Reichenhall–Berchtesgaden | Aussichtswagen der Lokalbahn Reichenhall–Berchtesgaden | Aussichtswagen der Lokalbahn Reichenhall–Berchtesgaden | Aussichtswagen der Lokalbahn Reichenhall–Berchtesgaden | Aussichtswagen der Lokalbahn Reichenhall–Berchtesgaden | Aussichtswagen der Lokalbahn Reichenhall–Berchtesgaden | Aussichtswagen der Lokalbahn Reichenhall–Berchtesgaden | Aussichtswagen der Lokalbahn Reichenhall–Berchtesgaden | Aussichtswagen der Lokalbahn Reichenhall–Berchtesgaden                                                                                     | Aussichtswagen der Lokalbahn Reichenhall–Berchtesgaden | Aussichtswagen der Lokalbahn Reichenhall–Berchtesgaden | Aussichtswagen der Lokalbahn Reichenhall–Berchtesgaden | Aussichtswagen der Lokalbahn Reichenhall–Berchtesgaden | Aussichtswagen der Lokalbahn Reichenhall–Berchtesgaden                                                                     |
| ------------------------------------------------------ | ------------------------------------------------------ | ------------------------------------------------------ | ------------------------------------------------------ | ------------------------------------------------------ | ------------------------------------------------------ | ------------------------------------------------------ | ------------------------------------------------------ | --- | ------------------------------------------------------ | ------------------------------------------------------ | ------------------------------------------------------ | ------------------------------------------------------ | --- |
| 295                                                    | 491                                                    | AL                                                     | 18001–18002                                            |                                                        | 2                                                      | 1888–1889                                              | CL Bay 88/21                                           | | 2                                                      |                                                        | 8.624                                                  | 3.900                                                  | Aussichtswagen für Reichenhall–Berchtesgaden, offene Übergangsbühnen mit Spindelhandbremsen                                |
| weitere Wagen der 2. Generation (1888–1890)            |                                                        |                                                        |                                                        |                                                        |                                                        |                                                        |                                                        | |                                                        |                                                        |                                                        |                                                        | |
| 306                                                    | 513                                                    | BCL                                                    | 18219-18222                                            |                                                        | 4                                                      | 1888                                                   | CL Bay 88b                                             | | 1 / 2 ½                                                |                                                        | 8.624                                                  | 3.800                                                  | offene Übergangsbühnen mit Handspindelbremse, Westinghouse-Bremse, Lokalbahnauftritte, Dachlüfter, Öl-Lampen, Dampfheizung |
| 306                                                    | 514                                                    | BCL                                                    | 18223-18230                                            | 8                                                      | 1889                                                   | 4.500                                                  | CL Bay 88b                                             | offene Übergangsbühnen mit Handspindelbremse, Hardy-Bremse, Lokalbahnauftritte, Dachlüfter, Öl-Lampen, Dampfheizung, Lenkachsen vom Typ A4 | 1 / 2 ½                                                |                                                        | 8.624                                                  |                                                        | |
| 306                                                    | 515                                                    | BCL                                                    | 18231                                                  | 1                                                      | 1889                                                   | 4.500                                                  | CL Bay 88b                                             | offene Übergangsbühnen mit Handspindelbremse, Hardy-Bremse, Lokalbahnauftritte, Dachlüfter, Öl-Lampen, Dampfheizung, Lenkachsen vom Typ A4 | 1 / 2 ½                                                |                                                        | 8.624                                                  |                                                        | |
| 315                                                    |                                                        | CL                                                     | 18349-18352                                            |                                                        | 4                                                      | 1888                                                   | CL Bay 88c                                             | | 4                                                      |                                                        | 8.624                                                  | 3.800                                                  | offene Übergangsbühnen mit Handspindelbremse, Westinghouse-Bremse, Lokalbahnauftritte, Dachlüfter, Öl-Lampen, Dampfheizung |
| 315                                                    | 539                                                    | CL                                                     | 18353-18364                                            | 12                                                     | 1890                                                   | 4.500                                                  | CL Bay 88c                                             | offene Übergangsbühnen mit Handspindelbremse, Hardy-Bremse, Lokalbahnauftritte, Dachlüfter, Öl-Lampen, Dampfheizung, Lenkachsen vom Typ A4 | 4                                                      |                                                        | 8.624                                                  |                                                        | |
| 315                                                    | 540                                                    | CL                                                     | 18365                                                  | 1                                                      | 1890                                                   | 4.500                                                  | CL Bay 88c                                             | offene Übergangsbühnen mit Handspindelbremse, Hardy-Bremse, Lokalbahnauftritte, Dachlüfter, Öl-Lampen, Dampfheizung, Lenkachsen vom Typ A4 | 4                                                      |                                                        | 8.624                                                  |                                                        | |
| 328                                                    | 599                                                    | P.Post.L                                               | 18623, 18624                                           |                                                        | 2                                                      | 1888                                                   | PwPostL Bay 88                                         | | Pack- u. Postraum                                      |                                                        | 8.224                                                  | 3.650                                                  | Blechverkleidung, beidseitig offene Übergangsbühnen, Handspindelbremse, Kleintierbox unter dem Längsträger                 |
| 328                                                    | 599                                                    | P.Post.L                                               | 18625-18635                                            | 11                                                     | 1890                                                   |                                                        | PwPostL Bay 88                                         | | Pack- u. Postraum                                      |                                                        | 8.224                                                  | 3.650                                                  | Blechverkleidung, beidseitig offene Übergangsbühnen, Handspindelbremse, Kleintierbox unter dem Längsträger                 |

### Lokalbahnwagen der 3. Generation
Die dritte Generation Lokalbahnwagen wurde zwischen 1890 und 1911 gebaut.
| Lokalbahnwagen der 3. Generation (1890–1911) | Lokalbahnwagen der 3. Generation (1890–1911) | Lokalbahnwagen der 3. Generation (1890–1911) | Lokalbahnwagen der 3. Generation (1890–1911) | Lokalbahnwagen der 3. Generation (1890–1911) | Lokalbahnwagen der 3. Generation (1890–1911) | Lokalbahnwagen der 3. Generation (1890–1911) | Lokalbahnwagen der 3. Generation (1890–1911) | Lokalbahnwagen der 3. Generation (1890–1911) | Lokalbahnwagen der 3. Generation (1890–1911) | Lokalbahnwagen der 3. Generation (1890–1911) | Lokalbahnwagen der 3. Generation (1890–1911) | Lokalbahnwagen der 3. Generation (1890–1911) | Lokalbahnwagen der 3. Generation (1890–1911) |
| Blatt- Nr. (1897)                            | Blatt- Nr. (1913)                            | Gattung 1893                                 | Wagen-Nr. (K.B.Sts.B.)                       | Her- steller                                 | Anz.                                         | Bau- jahre                                   | Gattung ab 1920                              | Wagen-Nr. (DRG)                              | Abteile je klasse                            | Anz. Ab- orte                                | L. ü. P [mm]                                 | Achsstand (Drehgestell) [mm]                 | Bemerkungen |
| -------------------------------------------- | -------------------------------------------- | -------------------------------------------- | -------------------------------------------- | -------------------------------------------- | -------------------------------------------- | -------------------------------------------- | -------------------------------------------- | -------------------------------------------- | -------------------------------------------- | -------------------------------------------- | -------------------------------------------- | -------------------------------------------- | --- |
|                                              | 492                                          | ABL                                          | 18005–18010                                  | Rathgeber                                    | 6                                            | 1901/02                                      | ABL Bay 01                                   |                                              | 2/3                                          | 1                                            | 12.224                                       | 6.000                                        | i.d. Jahren 1910/1911 Umbau aus BL Wagen; Vereinslenkachsen |
| 297                                          | 494                                          | BL                                           | 18011, 18012                                 |                                              | 2                                            | 1890                                         | BiL Bay 90                                   |                                              | 5                                            |                                              | 11.724                                       | 6.000                                        | Lenkachsen vom Typ A4 |
| 298                                          | 495                                          | BL                                           | 18013                                        |                                              | 1                                            | 1892                                         | BiL Bay 92                                   |                                              | 4                                            |                                              | 10.329                                       | 5.000                                        | Lenkachsen vom Typ A4 |
|                                              | 496                                          | BL                                           | 18014-18015 18018                            |                                              | 3                                            | 1898/01                                      | BiL Bay 98                                   |                                              | 5                                            |                                              | 11.724                                       | 5.000                                        | Vereinslenkachsen |
|                                              | 497                                          | BL                                           | 18005-18010 23001                            | Rathgeber                                    | 7                                            | 1901/02                                      | BL Bay 01                                    |                                              | 5                                            | 1                                            | 12.224                                       | 6.000                                        | als ABL Bay 01 von 1910–1911, siehe Blatt 492; Vereinslenkachsen |
|                                              | 504                                          | BPostL                                       | 18 104–18 135 24 004–24 012                  | Rathgeber                                    | 48                                           | 1901/03                                      | BPostL Bay 01 CPostL Bay 01/21               |                                              | 2                                            |                                              | 12.224                                       | 6.000                                        | offene Übergänge mit Lokalbahnauftritten, Handspindelbremse auf Plattform, Hardy– oder Westinghouse-Bremse, Öl-Lampen, Dachlüfter                                                    |
| 307                                          | 512                                          | BCL                                          | 18217, 18218                                 |                                              | 2                                            | 1887                                         | BCiL Bay 87                                  |                                              | 2 / 4                                        |                                              | 11.760                                       | 6.000                                        | offene Übergänge mit Lokalbahnauftritten, Handspindelbremse auf Plattform, Hardy-Bremse, Öl-Lampen, Dachlüfter                                                                       |
| 308I                                         | 516                                          | BCL                                          | 20001-20035                                  |                                              | 1                                            | 1896                                         | BCiL Bay 96                                  |                                              | 1 ½ / 4                                      |                                              | 12.224                                       | 6.000                                        | offene Übergänge mit Lokalbahnauftritten, Handspindelbremse auf Plattform, urspr. Hardy-Bremse, bis 1913 Umbau auf Westinghouse-Bremse, Öl-Lampen, Dachlüfter, Lenkachsen vom Typ A4 |
| 308II                                        | 517                                          | BCL                                          | 20001-20035                                  | Rathgeber                                    | 16                                           | 1896                                         | BCiL Bay 96a                                 |                                              | 1 ½ / 4                                      | 1                                            | 12.224                                       | 6.000                                        | offene Übergänge mit Lokalbahnauftritten, Handspindelbremse auf Plattform, urspr. Hardy-Bremse, bis 1913 Umbau auf Westinghouse-Bremse, Öl-Lampen, Dachlüfter, Lenkachsen vom Typ A4 |
|                                              | 544                                          | CL                                           | 18433-20514                                  | MAN                                          | 57                                           | 1897–1901                                    | CiL Bay 97/22                                |                                              | 6                                            |                                              | 12.224                                       | 6.000                                        | offene Übergänge mit Lokalbahnauftritten, Handspindelbremse auf Plattform, Hardy-Bremse, Petroleum-Lampen, Dachlüfter                                                                |
|                                              | 545                                          | CL                                           | 18436-20516                                  | MAN                                          | 37                                           | 1897–1901                                    | CL Bay 97a                                   |                                              | 6                                            | 1                                            | 12.224                                       | 6.000                                        | diverse Bremssysteme, Lokalbahnauftritte |
|                                              | 594                                          | PPostL                                       | 18023                                        |                                              | 1                                            | 1891                                         | PPostL Bay 91I                               |                                              | 2                                            |                                              | 9.824                                        | 5.000                                        | Plattformbremse und Westinghouse-Bremse; Umbau 1908 aus einem BPostL |
|                                              | 595                                          | PPostL                                       | 18024-18053                                  |                                              | 10                                           | 1891-1895                                    | PPostL Bay 91II                              |                                              | 2                                            |                                              | 9.824                                        | 5.000                                        | Plattformbremse und Westinghouse-Bremse; Umbauten 1908 aus BPostL Wagen |
|                                              | 601                                          | PPostL                                       | 21002-21045 21133                            | Rathgeber                                    | 45                                           | 1900–1911                                    | PwPostL Bay 00                               |                                              | 2                                            |                                              | 9.824                                        | 5.000                                        | diverse Bremssysteme, Lokalbahnauftritte |

### Lokalbahnwagen für leichte Züge
Diese Wagentypen wurden für den Einsatz mit den leichten zweiachsigen Motorlokomotiven wie dem „Glaskasten“ entwickelt. Die Wagen wurden zwischen 1905 und 1911 gebaut und waren für den Militärtransport nicht geeignet. Sie verfügten über offene Endplattformen mit Lokalbahnauftritten und offenen Übergängen. Die Wagen waren mit einer Handspindelbremse auf der Plattform, Westinghouse-Bremsen, Petroleumlampen und Dampfheizung ausgerüstet.
| Lokalbahnwagen für leichte Züge (1905–1911) | Lokalbahnwagen für leichte Züge (1905–1911) | Lokalbahnwagen für leichte Züge (1905–1911) | Lokalbahnwagen für leichte Züge (1905–1911) | Lokalbahnwagen für leichte Züge (1905–1911) | Lokalbahnwagen für leichte Züge (1905–1911) | Lokalbahnwagen für leichte Züge (1905–1911) | Lokalbahnwagen für leichte Züge (1905–1911) | Lokalbahnwagen für leichte Züge (1905–1911) | Lokalbahnwagen für leichte Züge (1905–1911) | Lokalbahnwagen für leichte Züge (1905–1911) | Lokalbahnwagen für leichte Züge (1905–1911) | Lokalbahnwagen für leichte Züge (1905–1911) | Lokalbahnwagen für leichte Züge (1905–1911)                       |
| Blatt- Nr. (1897)                           | Blatt- Nr. (1913)                           | Gattung 1893                                | Wagen-Nr. (K.B.Sts.B.)                      | Her- steller                                | Anz.                                        | Bau- jahre                                  | Gattung ab 1920                             | Wagen-Nr. (DRG)                             | Abteile je klasse                           | Anz. Ab- orte                               | L. ü. P [mm]                                | Achsstand (Drehgestell) [mm]                | Bemerkungen                                                       |
| ------------------------------------------- | ------------------------------------------- | ------------------------------------------- | ------------------------------------------- | ------------------------------------------- | ------------------------------------------- | ------------------------------------------- | ------------------------------------------- | ------------------------------------------- | ------------------------------------------- | ------------------------------------------- | ------------------------------------------- | ------------------------------------------- | ----------------------------------------------------------------- |
|                                             | 499                                         | BL                                          | 23004, 23005                                | Rathgeber                                   | 2                                           | 1907                                        | BL Bay 07                                   | 9626, 9627                                  | 2 ¾                                         | 1                                           | 9.024                                       | 5.000                                       | für den Verkehr zum Staatsbad Bad Brückenau                       |
|                                             | 523                                         | BCL                                         | 20048-20071                                 | Rathgeber                                   | 24                                          | 1905                                        | BCL Bay 05 CL Bay 05 CL Bay 05/20           | 9693, 9694 9493-9799                        | 2 / 1 ¾                                     | 1                                           | 8.904                                       | 5.000                                       |                                                                   |
|                                             | 568                                         | CL                                          | 20643-20787                                 | Rathgeber                                   | 17                                          | 1906–1911                                   | CL Bay 06a                                  | 9556-9874                                   | 3 ¾                                         | 1                                           | 8.834                                       | 5.000                                       |                                                                   |
|                                             | 569                                         | CL                                          | 20628-20795                                 | Rathgeber                                   | 74                                          | 1905–1911                                   | CL Bay 05a                                  |                                             | 2 ¼ Schubabteil                             | 1                                           | 8.834                                       | 5.000                                       |                                                                   |
|                                             | 570                                         | CL                                          | 20655-20782                                 | Rathgeber                                   | 75                                          | 1906–1911                                   | CL Bay 06b                                  |                                             | 2 ¼ Dienstabteil                            | 1                                           | 8.834                                       | 5.000                                       |                                                                   |
|                                             | 605                                         | PPostL                                      | 21046-21053                                 | Rathgeber                                   | 8                                           | 1905/06                                     | PwPost Bay 05                               | 9504-9602                                   | B / P / KV                                  |                                             | 8.374                                       | 4.500                                       |                                                                   |
|                                             | 606                                         | PPostL                                      | 21054-21132                                 | Rathgeber MAN                               | 79                                          | 1906–1909                                   | PwPost Bay 06                               | 9603-9890                                   | B / P                                       |                                             | 9.239                                       | 5.000                                       | zwei Wagen wurden an das pfälzische Netz geliefert, Blatt Nr. 221 |

### Lokalbahnwagen Neubauten

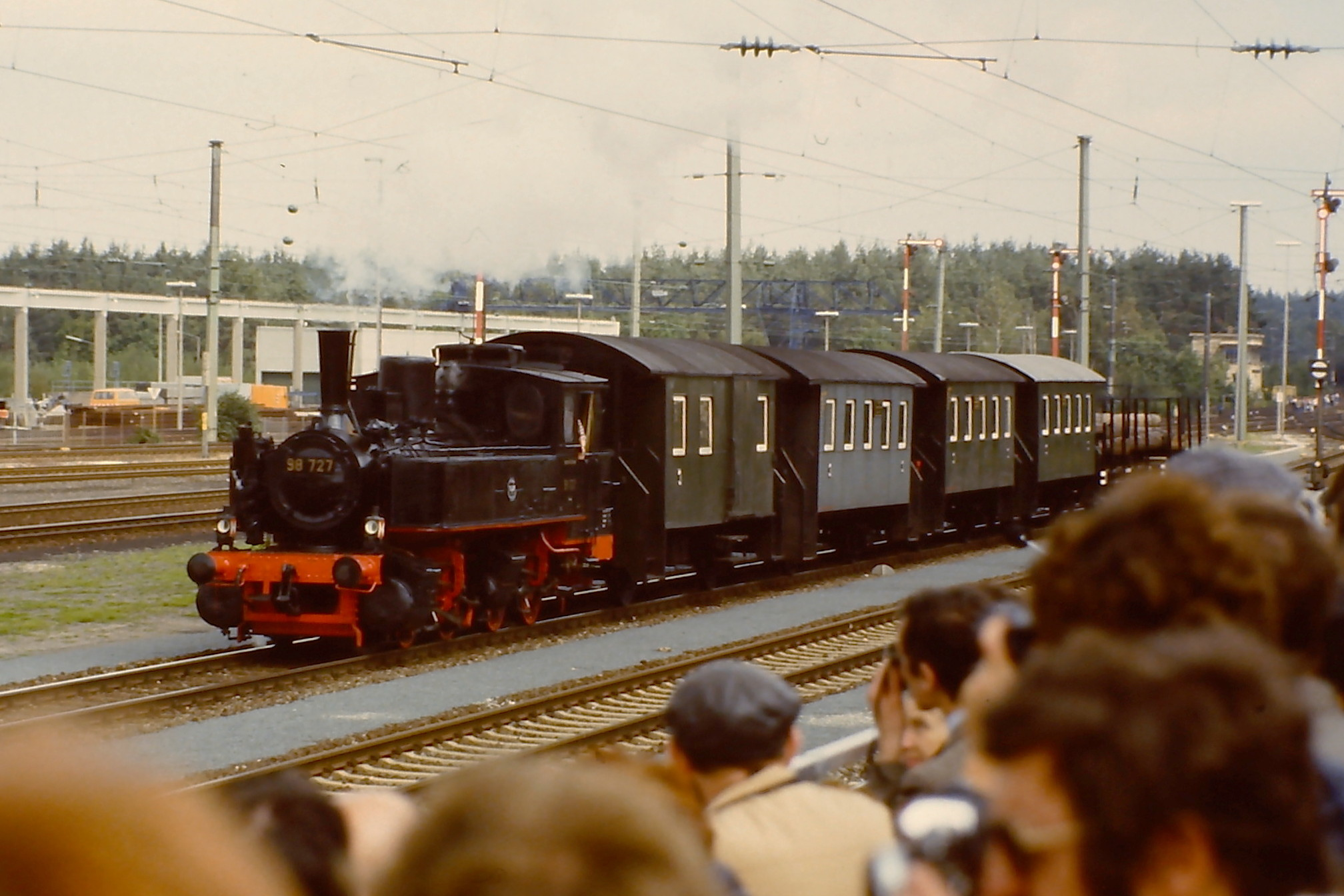
98 727 mit Lokalbahnzug

1909 wurde eine neue Bauart eingeführt, die auch noch in leicht abgewandelter Form von der Reichsbahn bis 1929 für das bayerische Netz beschafft wurde. Erst dann wurde der Bau besonderer Wagentypen für den Betrieb auf Lokalbahnen eingestellt. Über die gesamte Beschaffungszeit blieben dabei die Abteilgrößen der einzelnen Wagengattungen gleich. Sie hatten alle offene Endplattformen, große Seitenfenster und Dixi-Gitter als Abschluss für den Aufgang. Dieser hatte auch keine umklappbaren Lokalbahnauftritte mehr.
| Lokalbahnwagen Neubauten (1909–1929) | Lokalbahnwagen Neubauten (1909–1929) | Lokalbahnwagen Neubauten (1909–1929) | Lokalbahnwagen Neubauten (1909–1929) | Lokalbahnwagen Neubauten (1909–1929) | Lokalbahnwagen Neubauten (1909–1929) | Lokalbahnwagen Neubauten (1909–1929) | Lokalbahnwagen Neubauten (1909–1929) | Lokalbahnwagen Neubauten (1909–1929) | Lokalbahnwagen Neubauten (1909–1929) | Lokalbahnwagen Neubauten (1909–1929) | Lokalbahnwagen Neubauten (1909–1929) | Lokalbahnwagen Neubauten (1909–1929) | Lokalbahnwagen Neubauten (1909–1929) |
| Blatt- Nr. (1897)                    | Blatt- Nr. (1913)                    | Gattung 1893                         | Wagen-Nr. (K.B.Sts.B.)               | Her- steller                         | Anz.                                 | Bau- jahre                           | Gattung ab 1920                      | Wagen-Nr. (DRG)                      | Abteile je klasse                    | Anz. Ab- orte                        | L. ü. P [mm]                         | Achsstand (Drehgestell) [mm]         | Bemerkungen |
| ------------------------------------ | ------------------------------------ | ------------------------------------ | ------------------------------------ | ------------------------------------ | ------------------------------------ | ------------------------------------ | ------------------------------------ | ------------------------------------ | ------------------------------------ | ------------------------------------ | ------------------------------------ | ------------------------------------ | --- |
|                                      | 500                                  | BL                                   | 23006-23011                          | Rathg.                               | 6                                    | 1913                                 | BL Bay 13 CL Bay 13                  |                                      | 2 / 3 ¾                              | 1                                    | 11.334                               | 6.000                                | |
|                                      | 521                                  | BCL                                  | 20072-20089                          | MAN Rathg.                           | 18                                   | 1909 / 1911                          | BCL Bay 09                           | CL Bay 09/21 CL Bay 09/21/34         | 5 ½                                  | 1                                    | 12.224                               | 6.000                                | zwei Wagen wurden an das linksrheinische Netz (ehemalige Pfalzbahn) überstellt, dort unter der Blatt-Nr. 205 geführt                             |
|                                      | 6055.2 6055.3                        | BCL                                  | 20094-20105                          | MAN Rathg.                           | 12                                   | 1913 / 1914                          | BCL Bay 13a BCL Bay 14               | CL Bay 13a/21 CL Bay 14/21           | 5 ½                                  | 1                                    | 12.024                               | 6.600                                | |
|                                      | 548 6057.3                           | CL                                   | 20796-20806 20859-20875              | MAN                                  | 28                                   | 1911–1914                            | CL Bay 11 CL Bay 14I                 |                                      | 5 ½                                  | 1                                    | 12.024 / 12.224                      | 6.000 / 6.600                        | die Wagen 20802-20807 wurden an das linksrheinische Netz (ehemalige Pfalzbahn) überstellt, dort unter der Blatt-Nr. 210 geführt                  |
|                                      | 554 6056.3                           | CL                                   | 20807-20830 20847-20858              | MAN Rathg.                           | 36                                   | 1911–1914                            | CL Bay 11a CL Bay 14II               |                                      | 5 ½                                  | 1                                    | 12.024 / 12.224                      | 6.000 / 6.600                        | die Wagen hatten alle ein Schubabteil (Gefangenentransport); baugleiche Wagen für das linksrheinische (pfälzische) Netz hatten die Blatt-Nr. 211 |
|                                      | 603                                  | PPostL                               | 21138-21143                          | MAN                                  | 6                                    | 1914                                 | PwPostL Bay 14                       |                                      | D / P / G                            |                                      | 10.104                               | 5.000                                | |

### Lokalbahnwagen für die Strecke Garmisch-Partenkirchen – Reutte/Tirol
Wie für alle Wagen des elektrischen Betriebs galt auch für diese Wagen ein vom Standard abweichendes Farbschema.
| Lokalbahnwagen Garmisch-Partenkirchen – Reutte/Tirol | Lokalbahnwagen Garmisch-Partenkirchen – Reutte/Tirol | Lokalbahnwagen Garmisch-Partenkirchen – Reutte/Tirol | Lokalbahnwagen Garmisch-Partenkirchen – Reutte/Tirol | Lokalbahnwagen Garmisch-Partenkirchen – Reutte/Tirol | Lokalbahnwagen Garmisch-Partenkirchen – Reutte/Tirol | Lokalbahnwagen Garmisch-Partenkirchen – Reutte/Tirol | Lokalbahnwagen Garmisch-Partenkirchen – Reutte/Tirol | Lokalbahnwagen Garmisch-Partenkirchen – Reutte/Tirol | Lokalbahnwagen Garmisch-Partenkirchen – Reutte/Tirol | Lokalbahnwagen Garmisch-Partenkirchen – Reutte/Tirol | Lokalbahnwagen Garmisch-Partenkirchen – Reutte/Tirol | Lokalbahnwagen Garmisch-Partenkirchen – Reutte/Tirol | Lokalbahnwagen Garmisch-Partenkirchen – Reutte/Tirol |
| Blatt- Nr. (1897)                                    | Blatt- Nr. (1913)                                    | Gattung 1893                                         | Wagen-Nr. (K.B.Sts.B.)                               | Her- steller                                         | Anz.                                                 | Bau- jahre                                           | Gattung ab 1920                                      | Wagen-Nr. (DRG)                                      | Abteile je klasse                                    | Anz. Ab- orte                                        | L. ü. P [mm]                                         | Achsstand (Drehgestell) [mm]                         | Bemerkungen                                          |
| ---------------------------------------------------- | ---------------------------------------------------- | ---------------------------------------------------- | ---------------------------------------------------- | ---------------------------------------------------- | ---------------------------------------------------- | ---------------------------------------------------- | ---------------------------------------------------- | ---------------------------------------------------- | ---------------------------------------------------- | ---------------------------------------------------- | ---------------------------------------------------- | ---------------------------------------------------- | ---------------------------------------------------- |
|                                                      | 526                                                  | BCL                                                  | 20090-20093                                          | MAN                                                  | 4                                                    | 1913                                                 | BCL Bay 13                                           | BCL Bay 13                                           | 2 / 3 ½                                              | 1                                                    | 12.800                                               | 7.000                                                | Anstrich Beige / Grün                                |
|                                                      | 549                                                  | CL                                                   | 20837-20846                                          | MAN                                                  | 10                                                   | 1913                                                 | CL Bay 13                                            |                                                      | 6 ¼                                                  | 1                                                    | 12.600                                               | 7000                                                 |                                                      |

### Lokalbahnwagen der Bahn Berchtesgaden–Salzburg  und  –Königsee
| Anhängerwagen der elektrischen Bahnen nach Salzburg und Königsee | Anhängerwagen der elektrischen Bahnen nach Salzburg und Königsee | Anhängerwagen der elektrischen Bahnen nach Salzburg und Königsee | Anhängerwagen der elektrischen Bahnen nach Salzburg und Königsee | Anhängerwagen der elektrischen Bahnen nach Salzburg und Königsee | Anhängerwagen der elektrischen Bahnen nach Salzburg und Königsee | Anhängerwagen der elektrischen Bahnen nach Salzburg und Königsee | Anhängerwagen der elektrischen Bahnen nach Salzburg und Königsee | Anhängerwagen der elektrischen Bahnen nach Salzburg und Königsee | Anhängerwagen der elektrischen Bahnen nach Salzburg und Königsee | Anhängerwagen der elektrischen Bahnen nach Salzburg und Königsee | Anhängerwagen der elektrischen Bahnen nach Salzburg und Königsee | Anhängerwagen der elektrischen Bahnen nach Salzburg und Königsee | Anhängerwagen der elektrischen Bahnen nach Salzburg und Königsee |
| Blatt- Nr. (1897)                                                | Blatt- Nr. (1913)                                                | Gattung 1893                                                     | Wagen-Nr. (K.B.Sts.B.)                                           | Her- steller                                                     | Anz.                                                             | Bau- jahre                                                       | Gattung ab 1920                                                  | Wagen-Nr. (DRG)                                                  | Abteile je klasse                                                | Anz. Ab- orte                                                    | L. ü. P [mm]                                                     | Achsstand (Drehgestell) [mm]                                     | Bemerkungen |
| ---------------------------------------------------------------- | ---------------------------------------------------------------- | ---------------------------------------------------------------- | ---------------------------------------------------------------- | ---------------------------------------------------------------- | ---------------------------------------------------------------- | ---------------------------------------------------------------- | ---------------------------------------------------------------- | ---------------------------------------------------------------- | ---------------------------------------------------------------- | ---------------------------------------------------------------- | ---------------------------------------------------------------- | ---------------------------------------------------------------- | --- |
|                                                                  | 575                                                              | CL                                                               | 701 – 710                                                        | MAN                                                              | 10                                                               | 1909                                                             | BiL Bay 09                                                       |                                                                  | 4 1/2                                                            | 1                                                                | 11.130                                                           | 4.800                                                            | beidseitig offene Übergangsbühnen; elektrische Beleuchtung und Heizung; Westinghouse-Bremse; ursprünglich mit Mittelpuffer und Trichterkupplung; bei der DRG auf Seitenpuffern und Schraubenkupplung umgerüstet |
|                                                                  | 576                                                              | CLo                                                              | 901 – 906                                                        | MAN                                                              | 6                                                                | 1910                                                             | BiL Bay 10                                                       |                                                                  | 5                                                                |                                                                  | 11.130                                                           | 4.800                                                            | beidseitig offene Übergangsbühnen; elektrische Beleuchtung und Heizung; Westinghouse-Bremse; ursprünglich mit Mittelpuffer und Trichterkupplung; bei der DRG auf Seitenpuffern und Schraubenkupplung umgerüstet |
|                                                                  | 581                                                              | CPL                                                              | 1001–1002                                                        |                                                                  | 2                                                                | 1907/08                                                          | BPiL Bay 07                                                      |                                                                  | 2 / Post                                                         |                                                                  | 9.900                                                            | 5.000                                                            | beidseitig offene Übergangsbühnen; elektrische Beleuchtung und Heizung; Westinghouse-Bremse; ursprünglich mit Mittelpuffer und Trichterkupplung; bei der DRG auf Seitenpuffern und Schraubenkupplung umgerüstet |

### Lokalbahnwagen der Salzburger Lokalbahn
Die Wagen wurden extra für die elektrisch betriebene Strecke Salzburg-Bad Reichenhall-Berchtesgaden beschafft und hatten daher auch das vom Standard abweichende Farbschema für die „elektrisierten“ Strecken, beige und grün.
| Durchgangswagen Strecke Salzburg-Bad Reichenhall-Berchtesgaden                                  | Durchgangswagen Strecke Salzburg-Bad Reichenhall-Berchtesgaden | Durchgangswagen Strecke Salzburg-Bad Reichenhall-Berchtesgaden | Durchgangswagen Strecke Salzburg-Bad Reichenhall-Berchtesgaden | Durchgangswagen Strecke Salzburg-Bad Reichenhall-Berchtesgaden | Durchgangswagen Strecke Salzburg-Bad Reichenhall-Berchtesgaden | Durchgangswagen Strecke Salzburg-Bad Reichenhall-Berchtesgaden | Durchgangswagen Strecke Salzburg-Bad Reichenhall-Berchtesgaden | Durchgangswagen Strecke Salzburg-Bad Reichenhall-Berchtesgaden | Durchgangswagen Strecke Salzburg-Bad Reichenhall-Berchtesgaden | Durchgangswagen Strecke Salzburg-Bad Reichenhall-Berchtesgaden | Durchgangswagen Strecke Salzburg-Bad Reichenhall-Berchtesgaden | Durchgangswagen Strecke Salzburg-Bad Reichenhall-Berchtesgaden | Durchgangswagen Strecke Salzburg-Bad Reichenhall-Berchtesgaden |
| Blatt- Nr. (1897)                                                                               | Blatt- Nr. (1913)                                              | Gattung 1893                                                   | Wagen-Nr. (K.B.Sts.B.)                                         | Her- steller                                                   | Anz.                                                           | Bau- jahre                                                     | Gattung ab 1920                                                | Wagen-Nr. (DRG)                                                | Abteile je klasse                                              | Anz. Ab- orte                                                  | L. ü. P [mm]                                                   | Achsstand (Drehgestell) [mm]                                   | Bemerkungen |
| Dreiachsiger Durchgangswagen mit offenen Übergangsplattformen                                   | Dreiachsiger Durchgangswagen mit offenen Übergangsplattformen  | Dreiachsiger Durchgangswagen mit offenen Übergangsplattformen  | Dreiachsiger Durchgangswagen mit offenen Übergangsplattformen  | Dreiachsiger Durchgangswagen mit offenen Übergangsplattformen  | Dreiachsiger Durchgangswagen mit offenen Übergangsplattformen  | Dreiachsiger Durchgangswagen mit offenen Übergangsplattformen  | Dreiachsiger Durchgangswagen mit offenen Übergangsplattformen  | Dreiachsiger Durchgangswagen mit offenen Übergangsplattformen  | Dreiachsiger Durchgangswagen mit offenen Übergangsplattformen  | Dreiachsiger Durchgangswagen mit offenen Übergangsplattformen  | Dreiachsiger Durchgangswagen mit offenen Übergangsplattformen  | Dreiachsiger Durchgangswagen mit offenen Übergangsplattformen  | Dreiachsiger Durchgangswagen mit offenen Übergangsplattformen |
| ----------------------------------------------------------------------------------------------- | -------------------------------------------------------------- | -------------------------------------------------------------- | -------------------------------------------------------------- | -------------------------------------------------------------- | -------------------------------------------------------------- | -------------------------------------------------------------- | -------------------------------------------------------------- | -------------------------------------------------------------- | -------------------------------------------------------------- | -------------------------------------------------------------- | -------------------------------------------------------------- | -------------------------------------------------------------- | --- |
|                                                                                                 | 64a                                                            | ABi                                                            | 1011–1020                                                      | MAN                                                            | 10                                                             | 1914                                                           | B3i Bay 14                                                     |                                                                | 2 / 3                                                          | 1                                                              | 13.944                                                         | 9.250 4.625                                                    | Gasglühlicht und Dampfheizung, 1921 Umzeichnung |
| Zweiachsiger Durchgangswagen mit offenen Übergangsplattformen                                   |                                                                |                                                                |                                                                |                                                                |                                                                |                                                                |                                                                |                                                                |                                                                |                                                                |                                                                |                                                                | |
|                                                                                                 | 165                                                            | Ci                                                             | 12241-12260                                                    | MAN                                                            | 20                                                             | 1914                                                           | Ci Bay 14 Ci Bay 14/24                                         |                                                                | 6 ½                                                            | 1                                                              | 12.800                                                         | 7.000                                                          | Gasglühlicht und Dampfheizung, zwei Wagen wurden 1924 zu Beiwagen EB 85 für die ET 90 umgebaut, mit der Auslieferung der Nachbestellung von 1924 wurden acht Wagen zur Garmisch-Partenkirchen stationiert |
| Nachlieferung für die DRG mit baugleichen Wagen zu Blatt 165, beidseitig offene Übergangsbühnen |                                                                |                                                                |                                                                |                                                                |                                                                |                                                                |                                                                |                                                                |                                                                |                                                                |                                                                |                                                                | |
|                                                                                                 | 6179                                                           | Ci                                                             | 11501-11513                                                    | MAN                                                            | 13                                                             | 1924                                                           | Ci Bay 24                                                      |                                                                | 6 ½                                                            | 1                                                              | 12.800                                                         | 7.000                                                          | Gasglühlicht und Dampfheizung |

### Lokalbahnwagen der Bahn Deggendorf–Plattling
Mit der Verstaatlichung der B.O.B. wurden auch die nachfolgend aufgelisteten Wagen der Strecke Plattling–Deggendorf in den Wagenpark den Lokalbahnwagen eingereiht. Im Gegensatz zu den von der K.Bay.Sts.B. eingesetzten Durchgangswagen mit offenen Endplattformen handelte es sich hier um Abteilwagen.
| Lokalbahnwagen der Deggendorf-Plattlinger Eisenbahn (Abteilwagen) | Lokalbahnwagen der Deggendorf-Plattlinger Eisenbahn (Abteilwagen) | Lokalbahnwagen der Deggendorf-Plattlinger Eisenbahn (Abteilwagen) | Lokalbahnwagen der Deggendorf-Plattlinger Eisenbahn (Abteilwagen) | Lokalbahnwagen der Deggendorf-Plattlinger Eisenbahn (Abteilwagen) | Lokalbahnwagen der Deggendorf-Plattlinger Eisenbahn (Abteilwagen) | Lokalbahnwagen der Deggendorf-Plattlinger Eisenbahn (Abteilwagen) | Lokalbahnwagen der Deggendorf-Plattlinger Eisenbahn (Abteilwagen) | Lokalbahnwagen der Deggendorf-Plattlinger Eisenbahn (Abteilwagen) | Lokalbahnwagen der Deggendorf-Plattlinger Eisenbahn (Abteilwagen) | Lokalbahnwagen der Deggendorf-Plattlinger Eisenbahn (Abteilwagen) | Lokalbahnwagen der Deggendorf-Plattlinger Eisenbahn (Abteilwagen) | Lokalbahnwagen der Deggendorf-Plattlinger Eisenbahn (Abteilwagen) | Lokalbahnwagen der Deggendorf-Plattlinger Eisenbahn (Abteilwagen) | Lokalbahnwagen der Deggendorf-Plattlinger Eisenbahn (Abteilwagen) | Lokalbahnwagen der Deggendorf-Plattlinger Eisenbahn (Abteilwagen) | Lokalbahnwagen der Deggendorf-Plattlinger Eisenbahn (Abteilwagen) | Lokalbahnwagen der Deggendorf-Plattlinger Eisenbahn (Abteilwagen) | Lokalbahnwagen der Deggendorf-Plattlinger Eisenbahn (Abteilwagen) | Lokalbahnwagen der Deggendorf-Plattlinger Eisenbahn (Abteilwagen) | Lokalbahnwagen der Deggendorf-Plattlinger Eisenbahn (Abteilwagen) | Lokalbahnwagen der Deggendorf-Plattlinger Eisenbahn (Abteilwagen) | Lokalbahnwagen der Deggendorf-Plattlinger Eisenbahn (Abteilwagen) |
| Bau- jahr                                                         | Her- steller                                                      | Anz.                                                              | KBE ab 1876                                                       | KBE ab 1884                                                       | KBE ab 1893                                                       | KBE ab 1894                                                       | KBE ab 1907                                                       | KBE ab 1913                                                       | Gattung ab 1920                                                   | Ausge- mustert                                                    | Anz. Ach- sen                                                     | LüP                                                               | Rad- stand                                                        | Brem- sen                                                         | Bl.                                                               | Hz.                                                               | Art u. Anz. Abteile (Sitze je Klasse)                             | Art u. Anz. Abteile (Sitze je Klasse)                             | Art u. Anz. Abteile (Sitze je Klasse)                             | Art u. Anz. Abteile (Sitze je Klasse)                             | Art u. Anz. Abteile (Sitze je Klasse)                             | Bemer- kung                                                       |
| Blatt-Nr. aus WV von Gattung                                      | Blatt-Nr. aus WV von Gattung                                      | Blatt-Nr. aus WV von Gattung                                      | 37 1879 P.II./III.                                                | 76 1888 P.II./III.                                                | 119 1891 P.II./III.                                               | 303 1897 B.C.                                                     | 1903 BCL.                                                         | 508 1913 BCL.                                                     | BCL Bay 78                                                        |                                                                   |                                                                   |                                                                   |                                                                   |                                                                   |                                                                   |                                                                   | A                                                                 | 1.                                                                | 2.                                                                | 3.                                                                | 4.                                                                |                                                                   |
| ----------------------------------------------------------------- | ----------------------------------------------------------------- | ----------------------------------------------------------------- | ----------------------------------------------------------------- | ----------------------------------------------------------------- | ----------------------------------------------------------------- | ----------------------------------------------------------------- | ----------------------------------------------------------------- | ----------------------------------------------------------------- | ----------------------------------------------------------------- | ----------------------------------------------------------------- | ----------------------------------------------------------------- | ----------------------------------------------------------------- | ----------------------------------------------------------------- | ----------------------------------------------------------------- | ----------------------------------------------------------------- | ----------------------------------------------------------------- | ----------------------------------------------------------------- | ----------------------------------------------------------------- | ----------------------------------------------------------------- | ----------------------------------------------------------------- | ----------------------------------------------------------------- | ----------------------------------------------------------------- |
| 1878                                                              |                                                                   | 2                                                                 | 20 489                                                            | 20 489                                                            | 20 489                                                            | 18 141                                                            | 18 141                                                            | 18 141                                                            |                                                                   |                                                                   | 2                                                                 | 9.220                                                             | 4.660                                                             | Brh.                                                              | Öl                                                                | D                                                                 |                                                                   |                                                                   | 2 (16)                                                            | 2¾ (27)                                                           |                                                                   |                                                                   |
| 1878                                                              | 20 490                                                            | 2                                                                 | 20 490                                                            | 20 490                                                            | 18 142                                                            | 18 142                                                            | 18 142                                                            |                                                                   |                                                                   |                                                                   | 2                                                                 | 9.220                                                             | 4.660                                                             | Brh.                                                              | Öl                                                                | D                                                                 |                                                                   |                                                                   | 2 (16)                                                            | 2¾ (27)                                                           |                                                                   |                                                                   |
| Blatt-Nr. aus WV von Gattung                                      | Blatt-Nr. aus WV von Gattung                                      | Blatt-Nr. aus WV von Gattung                                      | 37 1879 P.II./III.                                                | 75 1888 P.II./III.                                                | 114 1891 P.II./III.                                               | 311 1897 B.C.                                                     | 1903 BCL.                                                         | 530 1913 BCL.                                                     | BCPL Bay 78                                                       |                                                                   |                                                                   |                                                                   |                                                                   |                                                                   |                                                                   |                                                                   | A                                                                 | 1.                                                                | 2.                                                                | 3.                                                                | 4.                                                                |                                                                   |
| 1878                                                              |                                                                   | 1                                                                 | 20 488                                                            | 20 488                                                            | 20 488                                                            | 18 241                                                            | 18 241                                                            | 18 241                                                            |                                                                   |                                                                   | 2                                                                 | 9.220                                                             | 4.660                                                             |                                                                   | Öl                                                                | D                                                                 |                                                                   |                                                                   | 1 (8)                                                             | 2 (20)                                                            |                                                                   |                                                                   |
| Blatt-Nr. aus WV von Gattung                                      | Blatt-Nr. aus WV von Gattung                                      | Blatt-Nr. aus WV von Gattung                                      | 39 1879 P.III.                                                    | 77 1888 P.III.                                                    | 121 1891 P.III.                                                   | 313 1897 C.                                                       | 1903 CL.                                                          | 537 1913 CL.                                                      | CL Bay 78                                                         |                                                                   |                                                                   |                                                                   |                                                                   |                                                                   |                                                                   |                                                                   | A                                                                 | 1.                                                                | 2.                                                                | 3.                                                                | 4.                                                                |                                                                   |
| 1878                                                              |                                                                   | 1                                                                 | 20 491                                                            | 20 491                                                            | 20 491                                                            | 18 251                                                            | 18 251                                                            | 18 251                                                            |                                                                   |                                                                   | 2                                                                 | 9.220                                                             | 4.670                                                             |                                                                   | Öl                                                                | D                                                                 |                                                                   |                                                                   |                                                                   | 5 (50)                                                            |                                                                   |                                                                   |
| Blatt-Nr. aus WV von Gattung                                      | Blatt-Nr. aus WV von Gattung                                      | Blatt-Nr. aus WV von Gattung                                      | 46 1879 J.                                                        | 74 1888 P.II./III.                                                | 104 1891 P.II./III.                                               | 331 1897 P.                                                       | 1903 PL.                                                          | 614 1913 PL.                                                      | PL Bay 78                                                         |                                                                   |                                                                   |                                                                   |                                                                   |                                                                   |                                                                   |                                                                   | A                                                                 | 1.                                                                | 2.                                                                | 3.                                                                | 4.                                                                |                                                                   |
| 1878                                                              |                                                                   | 1                                                                 | 20 492                                                            | 20 492                                                            | 20 492                                                            | 18 561                                                            | 18 561                                                            | 18 561                                                            |                                                                   |                                                                   | 2                                                                 | 9.220                                                             | 4.600                                                             |                                                                   | Öl                                                                | Dl                                                                |                                                                   |                                                                   |                                                                   |                                                                   |                                                                   | als Fakultativwagen mit Bänken à 5 Sitzplätze                     |

## Neben- und Lokalbahn Schmalspur (Meterspur)
| Schmalspurige Wagen der Lokalbahn Eichstätt–Kinding | Schmalspurige Wagen der Lokalbahn Eichstätt–Kinding | Schmalspurige Wagen der Lokalbahn Eichstätt–Kinding | Schmalspurige Wagen der Lokalbahn Eichstätt–Kinding | Schmalspurige Wagen der Lokalbahn Eichstätt–Kinding | Schmalspurige Wagen der Lokalbahn Eichstätt–Kinding | Schmalspurige Wagen der Lokalbahn Eichstätt–Kinding | Schmalspurige Wagen der Lokalbahn Eichstätt–Kinding | Schmalspurige Wagen der Lokalbahn Eichstätt–Kinding | Schmalspurige Wagen der Lokalbahn Eichstätt–Kinding | Schmalspurige Wagen der Lokalbahn Eichstätt–Kinding | Schmalspurige Wagen der Lokalbahn Eichstätt–Kinding | Schmalspurige Wagen der Lokalbahn Eichstätt–Kinding | Schmalspurige Wagen der Lokalbahn Eichstätt–Kinding |
| Blatt- Nr. (1897)                                   | Blatt- Nr. (1913)                                   | Gattung 1893                                        | Wagen-Nr. (K.B.Sts.B.)                              | Her- steller                                        | Anz.                                                | Bau- jahre                                          | Gattung ab 1920                                     | Wagen-Nr. (DRG)                                     | Abteile je klasse                                   | Anz. Ab- orte                                       | L. ü. P [mm]                                        | Achsstand (Drehgestell) [mm]                        | Bemerkungen                                         |
| --------------------------------------------------- | --------------------------------------------------- | --------------------------------------------------- | --------------------------------------------------- | --------------------------------------------------- | --------------------------------------------------- | --------------------------------------------------- | --------------------------------------------------- | --------------------------------------------------- | --------------------------------------------------- | --------------------------------------------------- | --------------------------------------------------- | --------------------------------------------------- | --------------------------------------------------- |
| 641                                                 | BCL                                                 |                                                     | 3                                                   | 1885–92                                             | 18232–18234                                         |                                                     |                                                     | 2                                                   | 8.980                                               | 5.000                                               | 4                                                   |                                                     |                                                     |
| 642                                                 | BCL                                                 |                                                     | 2                                                   | 1898–1902                                           | 18235–18236                                         |                                                     |                                                     | 2                                                   | 8.980                                               | 5.000                                               | 4                                                   |                                                     |                                                     |
| 645                                                 | CL                                                  |                                                     | 2                                                   | 1885–92                                             | 18551–18552                                         |                                                     |                                                     | 2                                                   | 8.980                                               | 5.000                                               | 4                                                   | (später 1)                                          | mit Schubabteil                                     |
| 646                                                 | CL                                                  |                                                     | 4                                                   | 1898–1902                                           | 18553–18556                                         |                                                     |                                                     | 2                                                   | 8.980                                               | 5.000                                               | 4                                                   | od. 1 (sp. alle 1)                                  | 18553–18554 mit Schubabteil                         |
| 647                                                 | CL                                                  |                                                     | 8                                                   | 1908                                                | 18557–18560 29801–29804                             |                                                     |                                                     | 2                                                   | 8.980                                               | 5.000                                               | 4                                                   | 1                                                   |                                                     |
| 652                                                 | PPostL                                              |                                                     | 1                                                   | 1885                                                | 18636                                               |                                                     |                                                     | 2                                                   | 6.290                                               | 2.700                                               | Pack- u. Postraum                                   |                                                     |                                                     |
| 653                                                 | PPostL                                              |                                                     | 1                                                   | 1894                                                | 18637                                               |                                                     |                                                     | 2                                                   | 8.180                                               | 4.400                                               | Pack- u. Postraum                                   |                                                     |                                                     |
| 654                                                 | PPostL                                              |                                                     | 2                                                   | 1898                                                | 18638–18639                                         |                                                     |                                                     | 2                                                   | 8.180                                               | 4.400                                               | Pack- u. Postraum                                   |                                                     |                                                     |

| Lokalbahnwagen der Dampfstraßenbahn Neuötting-Altötting | Lokalbahnwagen der Dampfstraßenbahn Neuötting-Altötting | Lokalbahnwagen der Dampfstraßenbahn Neuötting-Altötting | Lokalbahnwagen der Dampfstraßenbahn Neuötting-Altötting | Lokalbahnwagen der Dampfstraßenbahn Neuötting-Altötting | Lokalbahnwagen der Dampfstraßenbahn Neuötting-Altötting | Lokalbahnwagen der Dampfstraßenbahn Neuötting-Altötting | Lokalbahnwagen der Dampfstraßenbahn Neuötting-Altötting | Lokalbahnwagen der Dampfstraßenbahn Neuötting-Altötting | Lokalbahnwagen der Dampfstraßenbahn Neuötting-Altötting | Lokalbahnwagen der Dampfstraßenbahn Neuötting-Altötting | Lokalbahnwagen der Dampfstraßenbahn Neuötting-Altötting | Lokalbahnwagen der Dampfstraßenbahn Neuötting-Altötting | Lokalbahnwagen der Dampfstraßenbahn Neuötting-Altötting  |
| Blatt- Nr. (1897)                                       | Blatt- Nr. (1913)                                       | Gattung 1893                                            | Wagen-Nr. (K.B.Sts.B.)                                  | Her- steller                                            | Anz.                                                    | Bau- jahre                                              | Gattung ab 1920                                         | Wagen-Nr. (DRG)                                         | Abteile je klasse                                       | Anz. Ab- orte                                           | L. ü. P [mm]                                            | Achsstand (Drehgestell) [mm]                            | Bemerkungen                                              |
| ------------------------------------------------------- | ------------------------------------------------------- | ------------------------------------------------------- | ------------------------------------------------------- | ------------------------------------------------------- | ------------------------------------------------------- | ------------------------------------------------------- | ------------------------------------------------------- | ------------------------------------------------------- | ------------------------------------------------------- | ------------------------------------------------------- | ------------------------------------------------------- | ------------------------------------------------------- | -------------------------------------------------------- |
| 648                                                     | CCL                                                     |                                                         | 7                                                       | 1906                                                    | 29901–29907                                             | C4iL                                                    |                                                         | 4                                                       | 10.080                                                  | 5.000 1.500                                             | 5                                                       |                                                         | Drehgestellwagen mit offenen Plattformen an beiden Enden |
| 655                                                     | PL                                                      |                                                         | 2                                                       | 1906                                                    | 29981-29982                                             | PiL                                                     |                                                         | 2                                                       | 5.900                                                   | 2.500                                                   | Packraum                                                | ohne                                                    | mit Bremseinrichtung                                     |

## Bahndienstwagen

### Heizwagen
Heizwagen wurden nach Einführung der durchgehenden Dampfheizung für die Beheizung von Personenzügen in den kalten Jahreszeiten benötigt da die vorhandenen Zugmaschinen oftmals nicht genügend Dampfleistung hatten um sowohl für den Antrieb als auch für Beheizung genügend Dampf zu liefern. Ach wenn sich ab der Jahrhundertwende die Leistungen der Zugmaschinen kontinuierlich erhöhte so war der Bedarf dennoch insbesondere bei langen, internationalen Reisezügen weiterhin gegeben. Insbesondere in Bayern war wegen seiner schneereichen Mittel- und Hochgebirgsregionen der Bedarf an Heizwagen groß. Schon mit dem Wagenstandsverzeichnis von 1875 kann ein Bestand von 90 zweiachsigen Heizwagen nachgewiesen werden. Dieser verringerte sich bis 1913 bis auf 31 Wagen. Kurze Zeit später wurden durch die Eröffnung der „elektrisierten“ Strecken der Mittenwaldbahn neue Heizwagen beschafft da die Elektrischen Lokomotiven keine Heizkessel hatten.
| Heizwagen         | Heizwagen         | Heizwagen    | Heizwagen              | Heizwagen    | Heizwagen | Heizwagen  | Heizwagen       | Heizwagen       | Heizwagen   | Heizwagen    | Heizwagen                    | Heizwagen                                      |
| Blatt- Nr. (1897) | Blatt- Nr. (1913) | Gattung 1893 | Wagen-Nr. (K.B.Sts.B.) | Her- steller | Anz.      | Bau- jahre | Gattung ab 1920 | Wagen-Nr. (DRG) | Anz. Achsen | L. ü. P [mm] | Achsstand (Drehgestell) [mm] | Bemerkungen                                    |
| ----------------- | ----------------- | ------------ | ---------------------- | ------------ | --------- | ---------- | --------------- | --------------- | ----------- | ------------ | ---------------------------- | ---------------------------------------------- |
|                   | 451               | P.h.         |                        | 94           | 1875      | 4692–8178  | 17353–17594     | 700001–700031   | 2           | 8.444        | 3.650                        | 4 Wagen für Einsatz in Lazarett-Zügen umgebaut |
|                   | 452               | P.h.         |                        | 6            | 1912      |            |                 | 700032–700037   | 3           | 11.950       | 6.500 3.250                  |                                                |
|                   | 452(a)            | P.h.         |                        | ?            | 1915      |            |                 | 700038 ff       | 3           | 11.950       | 6.500 3.250                  | Nachlieferung, Stückzahl nicht bekannt         |

### Hilfsgerätewagen
| Hilfsgerätewagen  | Hilfsgerätewagen  | Hilfsgerätewagen | Hilfsgerätewagen | Hilfsgerätewagen | Hilfsgerätewagen | Hilfsgerätewagen   | Hilfsgerätewagen  | Hilfsgerätewagen  | Hilfsgerätewagen | Hilfsgerätewagen | Hilfsgerätewagen             | Hilfsgerätewagen           |
| Blatt- Nr. (1897) | Blatt- Nr. (1913) | Gattung          | Hersteller       | Anz.             | Baujahre         | Wagen-Nr. bis 1894 | Wagen-Nr. ab 1894 | Wagen-Nr. ab 1913 | Anz. Achsen      | L. ü. P [mm]     | Achsstand (Drehgestell) [mm] | Bemerkungen                |
| ----------------- | ----------------- | ---------------- | ---------------- | ---------------- | ---------------- | ------------------ | ----------------- | ----------------- | ---------------- | ---------------- | ---------------------------- | -------------------------- |
| 142               | 454               | P.r.             |                  | 45               | 1859/82          |                    | 17906–17994       | 700101–700157     | 2                | 8.459            | 3.650                        |                            |
|                   | 455               | P.r.             |                  | 12               | 1902/05          |                    | 17943–17957       | 700107–700158     | 3                | 11.600           | 7.300 3.650                  | Baugleich bei der Pfalz.B. |

### Sonstige Bahndienstwagen
| Mannschaftswagen  | Mannschaftswagen  | Mannschaftswagen | Mannschaftswagen | Mannschaftswagen | Mannschaftswagen | Mannschaftswagen   | Mannschaftswagen  | Mannschaftswagen  | Mannschaftswagen | Mannschaftswagen | Mannschaftswagen             | Mannschaftswagen                                                    |
| Blatt- Nr. (1897) | Blatt- Nr. (1913) | Gattung          | Hersteller       | Anz.             | Baujahre         | Wagen-Nr. bis 1894 | Wagen-Nr. ab 1894 | Wagen-Nr. ab 1913 | Anz. Achsen      | L. ü. P [mm]     | Achsstand (Drehgestell) [mm] | Bemerkungen                                                         |
| ----------------- | ----------------- | ---------------- | ---------------- | ---------------- | ---------------- | ------------------ | ----------------- | ----------------- | ---------------- | ---------------- | ---------------------------- | ------------------------------------------------------------------- |
|                   | 457               |                  |                  | 1                | 1870/72          |                    |                   | 700180            | 2                | 7.560            | 3.500                        | Umbau aus Ostbahnwagen Gattung C                                    |
| Turmwagen         |                   |                  |                  |                  |                  |                    |                   |                   |                  |                  |                              |                                                                     |
|                   | 458               |                  |                  | 4                | 1862/87          |                    | 82400             | 700190–700193     | 2                | divers           | divers                       | keine einheitlichen Wagen, sondern Umbauten aus diversen Wagentypen |
| Kranwagen         |                   |                  |                  |                  |                  |                    |                   |                   |                  |                  |                              |                                                                     |
|                   | 460               |                  | Noell            | 13               | 1901/04          |                    |                   | 700201–700213     | 2                | 7.400            | 3.200                        | 5t Hubkaft                                                          |